# Bande de Gaza
Pour les articles homonymes, voir Gaza (homonymie).
Ne doit pas être confondu avec la ville de Gaza.
La bande de Gaza (en arabe : قِطَاع غَزَّة, Qiṭāʿ Ġazza), parfois simplement appelée Gaza, est une région de la Palestine constituée d'une bande de terre de 41 km de long pour une largeur de six à douze kilomètres, soit une superficie de 360 km2, au sud de la côte de la Méditerranée orientale dans le bassin Levantin, au Proche-Orient. Elle tire son nom de sa principale ville, Gaza. Ce territoire est entouré par Israël et l'Égypte. En 2022, la population gazaouie est estimée à un peu plus de deux millions d'habitants, soit environ 6 000 habitants/km2. La bande de Gaza et la Cisjordanie constituent les territoires revendiqués par l'Autorité palestinienne pour l'établissement de l'État de Palestine.
Ce territoire est habité depuis plus de trente-cinq siècles mais est surtout connu pour son histoire récente depuis la fin du mandat britannique sur la Palestine et les conflits entre l'Égypte et Israël, qui l'ont occupé successivement. La bande de Gaza a accueilli nombre de réfugiés palestiniens déplacés lors de l'exode palestinien de 1948.
Le processus de paix israélo-palestinien concrétisé par les accords d'Oslo signés en 1993 a placé la bande de Gaza sous l'administration intérimaire de l'Autorité palestinienne et, après la seconde intifada, en 2005, Israël s'est retiré de la bande de Gaza et toute la population des colonies israéliennes (9 000 personnes) en a été évacuée. Israël a cependant maintenu le contrôle de toutes les frontières — terrestre, maritime et aérienne — de la bande de Gaza et toutes les entrées, des personnes comme des marchandises et des services.
L'autorité du président Mahmoud Abbas est mise à mal depuis 2006, à la suite de la victoire électorale du Hamas. Celui-ci prend le contrôle du territoire en juin 2007 et y établit son propre gouvernement. Depuis, la bande de Gaza, isolée par un blocus israélien, est le théâtre d’affrontements avec Israël dont cinq majeurs en 2009, 2012, 2014, 2021 et depuis octobre 2023. L'Organisation des Nations unies (ONU) estimait dès 2017 que la bande de Gaza était « invivable » en raison du blocus israélien qui limite l'approvisionnement en énergie et en eau et entraîne la dégradation du système de santé et un très fort taux de chômage.
La bande de Gaza est en grande partie détruite par les bombardements israéliens lors de la dernière guerre depuis 2023. Selon l'ONU, 92 % des bâtiments résidentiels ont été détruits ou endommagés. Il n’y a plus de terres agricoles, de nourriture, de médicaments, d'université et, sur les 36 hôpitaux de l'enclave, seuls 17 restent encore partiellement fonctionnels. De plus, au 4 juin 2025, 54 607 Palestiniens ont été tués, dont 15 613 enfants. Soumis à un nouveau blocus encore plus restrictif depuis octobre 2023, l'enclave fermée par Israël aux journalistes étrangers et à l'aide humanitaire est devenue selon l'ONU, « l'endroit le plus affamé de la planète ». Une commission d'enquête des Nations unies évoque des « actes génocidaires » exercés par l'armée israélienne à l'encontre de la population.

## Géographie

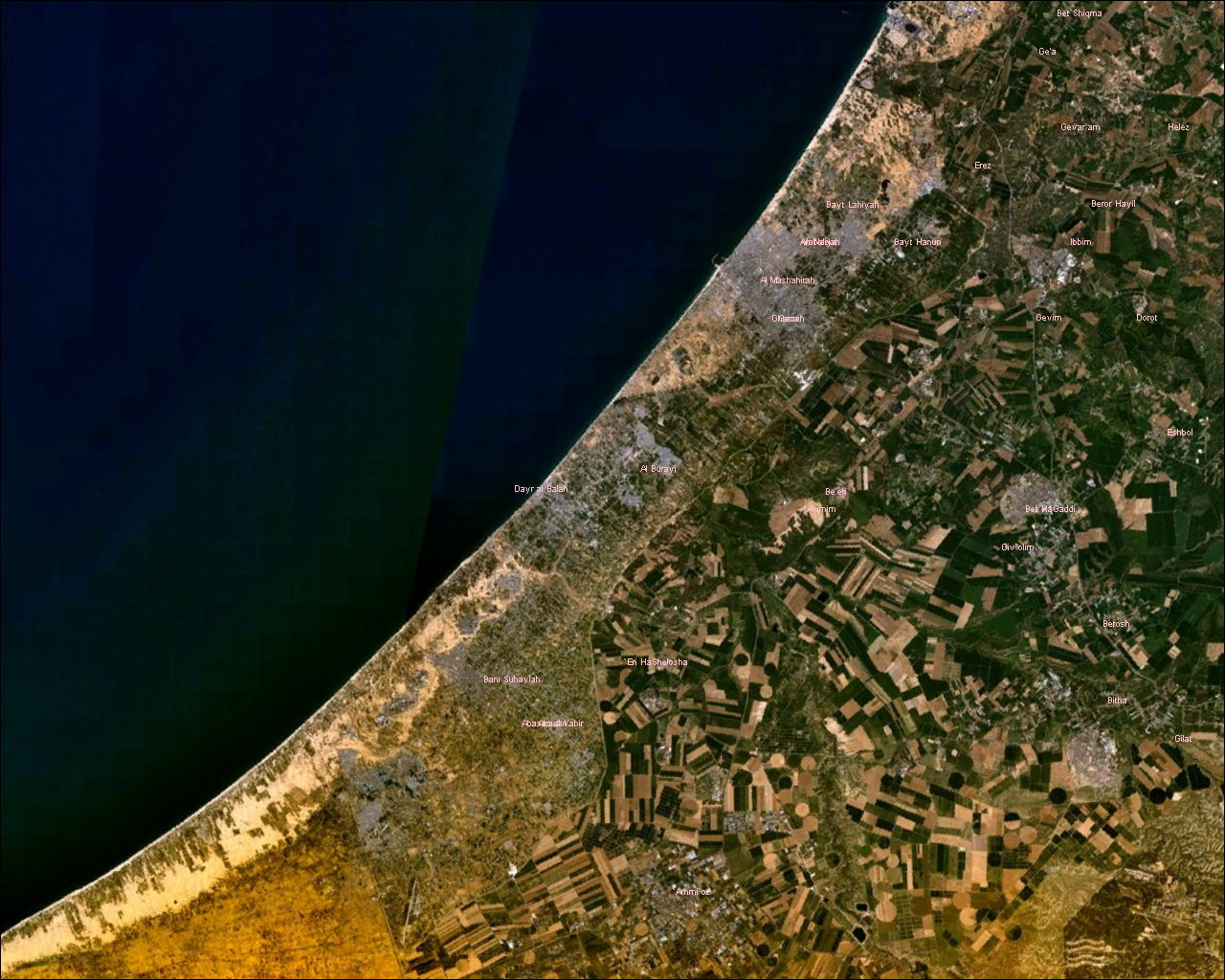
Vue satellitaire de la bande de Gaza.

Située au Proche-Orient, la bande de Gaza s'étend sur une largeur de six à douze km avec une superficie de 360 km2. Elle a douze km de frontière au sud-ouest avec l'Égypte (avec le poste-frontière de Rafah), 51 km de frontière au nord, à l'est et au sud-est avec Israël (avec notamment le poste-frontière d'Erez), et 40 km de côtes le long de la Méditerranée orientale.
Son littoral est constitué de côtes basses rocheuses et sablonneuses sans port naturel. Le Bésor constitue le seul cours d'eau du territoire.
Les accords d'Oslo ont partagé la bande de Gaza en cinq gouvernorats (districts) sur les seize qui forment les territoires palestiniens.

## Histoire

### Avant 1949

#### Antiquité
La ville de Gaza a vraisemblablement été fondée vers 1500 av. J.-C. La Bible fait de nombreuses mentions à Gaza dans les livres de la Genèse, des Juges et d'Amos notamment.
Au XIIIe siècle av. J.-C., la région est occupée par les Philistins, sur une bande côtière qui correspondrait approximativement à la bande de terre d'aujourd'hui se prolongeant jusqu'à Ashkelon au nord. Philistins est dérivé de l'hébreu pĕlištī(m), l'occurrence apparaît de nombreuses fois dans la Bible hébraïque, et plus rarement le mot pĕlešet, désignant la région « Philistie ». Dans les versions grecques du texte biblique se trouve parfois la traduction phulistiim, mais plus souvent le mot est traduit par allophuloi, « étrangers ». Le nom de « Palestine » dérive de « Philistins » en passant par les langues grecque (Palaistínê) et latine (Palaestina). Les sources égyptiennes du XIIe siècle av. J.-C. présentent les Philistins comme des ennemis de l'Égypte, les Peleset. Les Pelesets sont mélangés avec d'autres populations hostiles désignées sous le nom de « Peuples de la mer » par l'égyptologue Emmanuel de Rougé en 1855. Ils s'établissent après leurs affrontements avec les Égyptiens au sud-ouest de Canaan, de l'actuelle bande de Gaza jusqu'à Jaffa. Les entités politiques qu'ils y fondent évoluent vers les cités-États d'Éqron, Ashdod, Ashkelon, Gaza, Gath, gouvernées par des rois. Les Philistins sont cités dans la Bible où ils s'emparent des terres des Israélites.

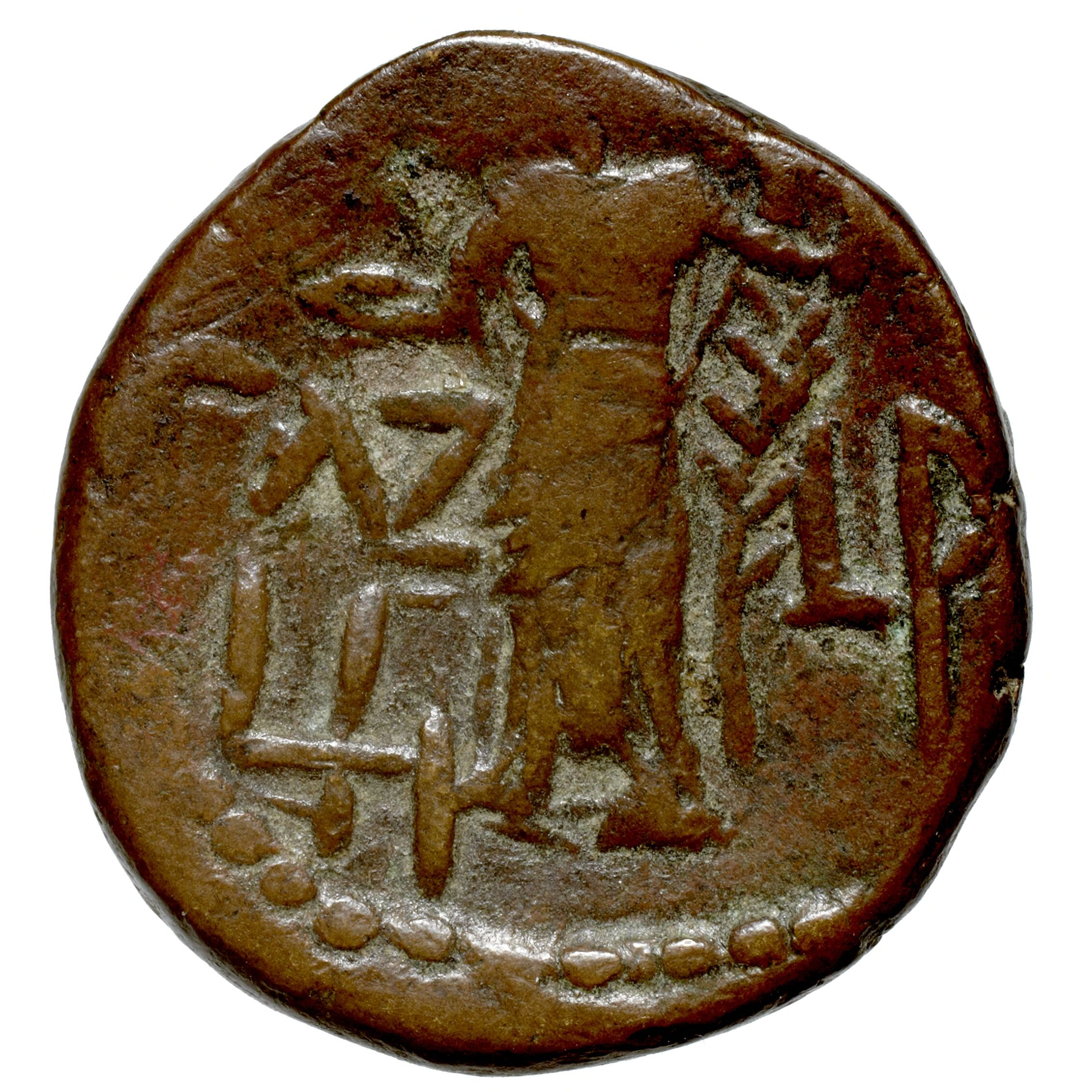
Monnaie de Gaza en bronze, frappée sous Vespasien (Judée, Ier siècle).

La région de Gaza change plusieurs fois de maître au cours des deux siècles suivants, tombant successivement sous l'autorité des Assyriens (en 732 av. J.-C.), des Égyptiens, des Babyloniens (en 586 av. J.-C.), des Perses (en 525 av. J.-C.), et des Grecs.
Alexandre le Grand y rencontre une vive résistance en 332 av. J.-C. mais parvient à la soumettre. Après sa victoire, il réduit ses habitants en esclavage.
Gaza est conquise par les Romains au Ier siècle. Le nom de cette région prend un sens plus large au IIe siècle, lorsque l'empereur Hadrien (76-138) rebaptise la Judée en Palestinea pour punir les Juifs de leur révolte, en reprenant le nom de leurs ennemis, les Philistins.

#### Vue d'ensemble du Moyen Âge jusqu'en 1917

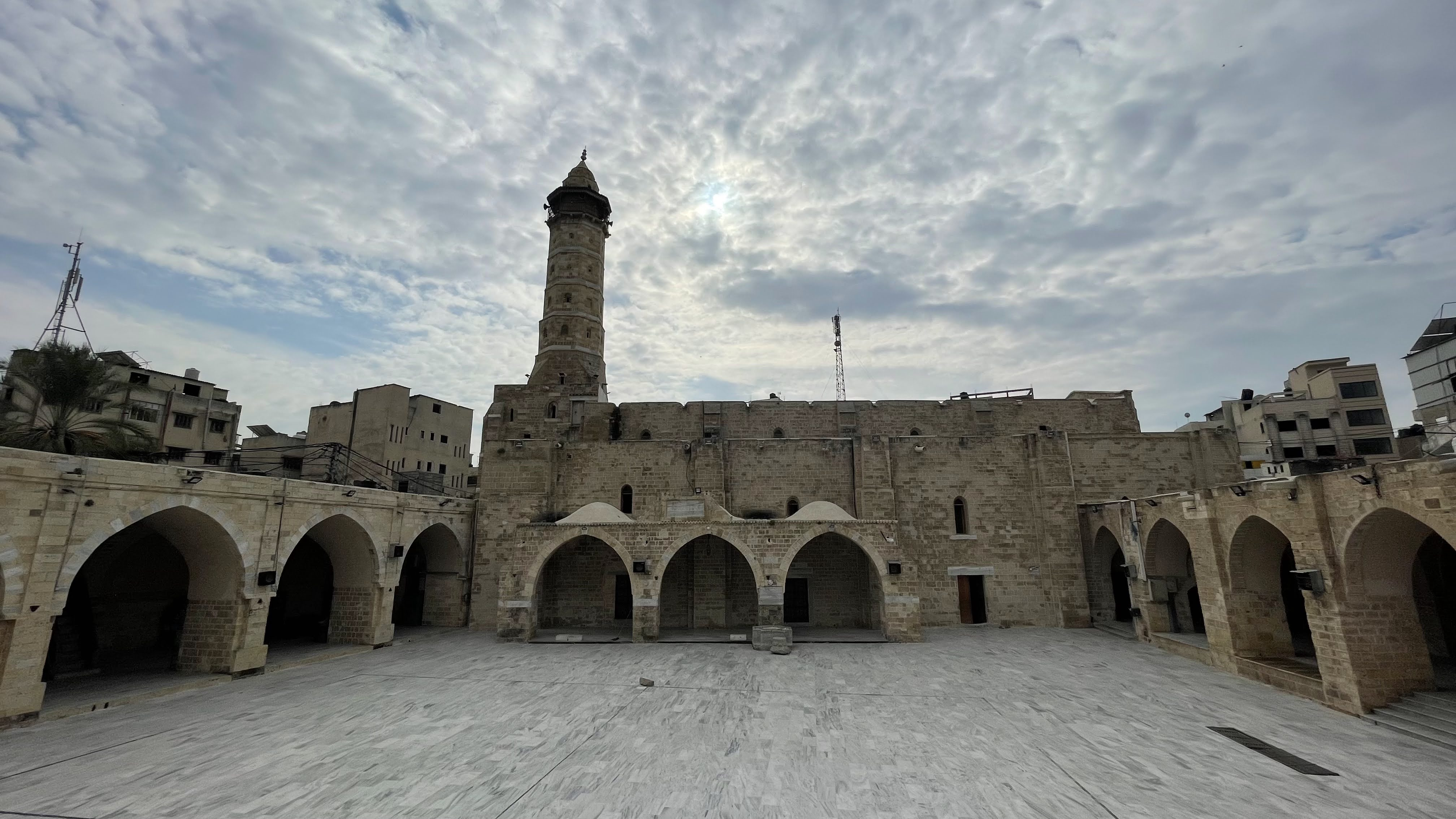
La grande mosquée de Gaza, née de la transformation, entre 1297 et 1329, d'une église construite par les Francs entre 1150 et 1187.

La région est marquée à l'époque byzantine par l'implantation de monastères chrétiens influencés par le monachisme égyptien. Vers 640, toute la région comprenant la Syrie, la Palestine, la Jordanie et le Liban tombe sous l'autorité de l'État islamique de Médine.
Aux XIe et XIIe siècles, les Croisés conquièrent à plusieurs reprises la ville de Gaza avant d'être chassés par les Arabes.
Le territoire passe sous la domination de l'Empire ottoman à partir de 1517. Dès 1832, Méhémet Ali, fondateur de l'Égypte moderne, fait entrer Gaza sous administration égyptienne au sein de l'Empire ottoman. Cet événement marque une première période d'influence égyptienne sur ce territoire avant son occupation par les Égyptiens en 1948. Les Ottomans perdent définitivement ce territoire lors de la Première Guerre mondiale, lorsque la Grande-Bretagne occupe la région après la troisième bataille de Gaza du 7 novembre 1917.

#### Vue d'ensemble de 1917 à 1949

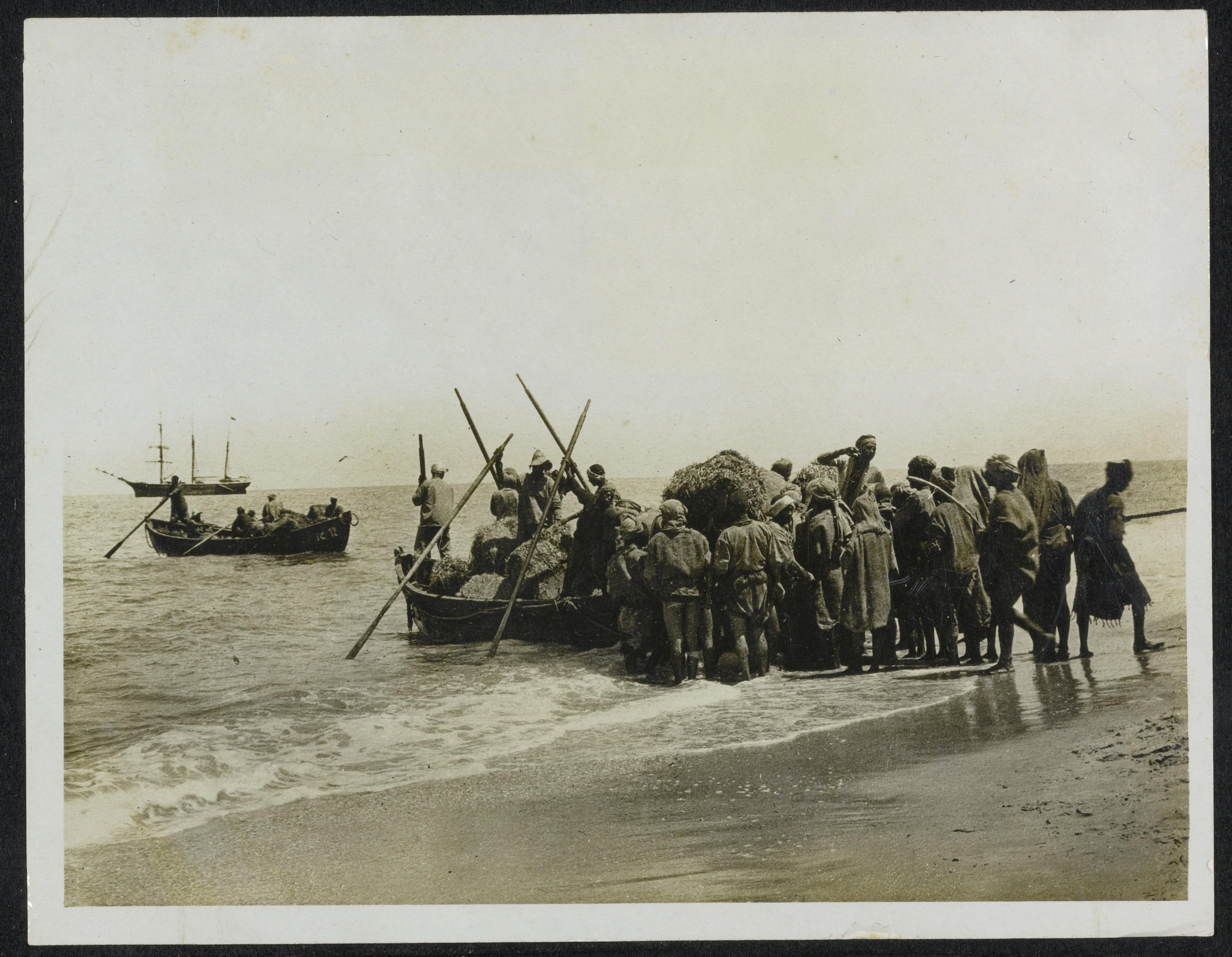
Débarquement de matériel au sud de la bande de Gaza (1914-1918).

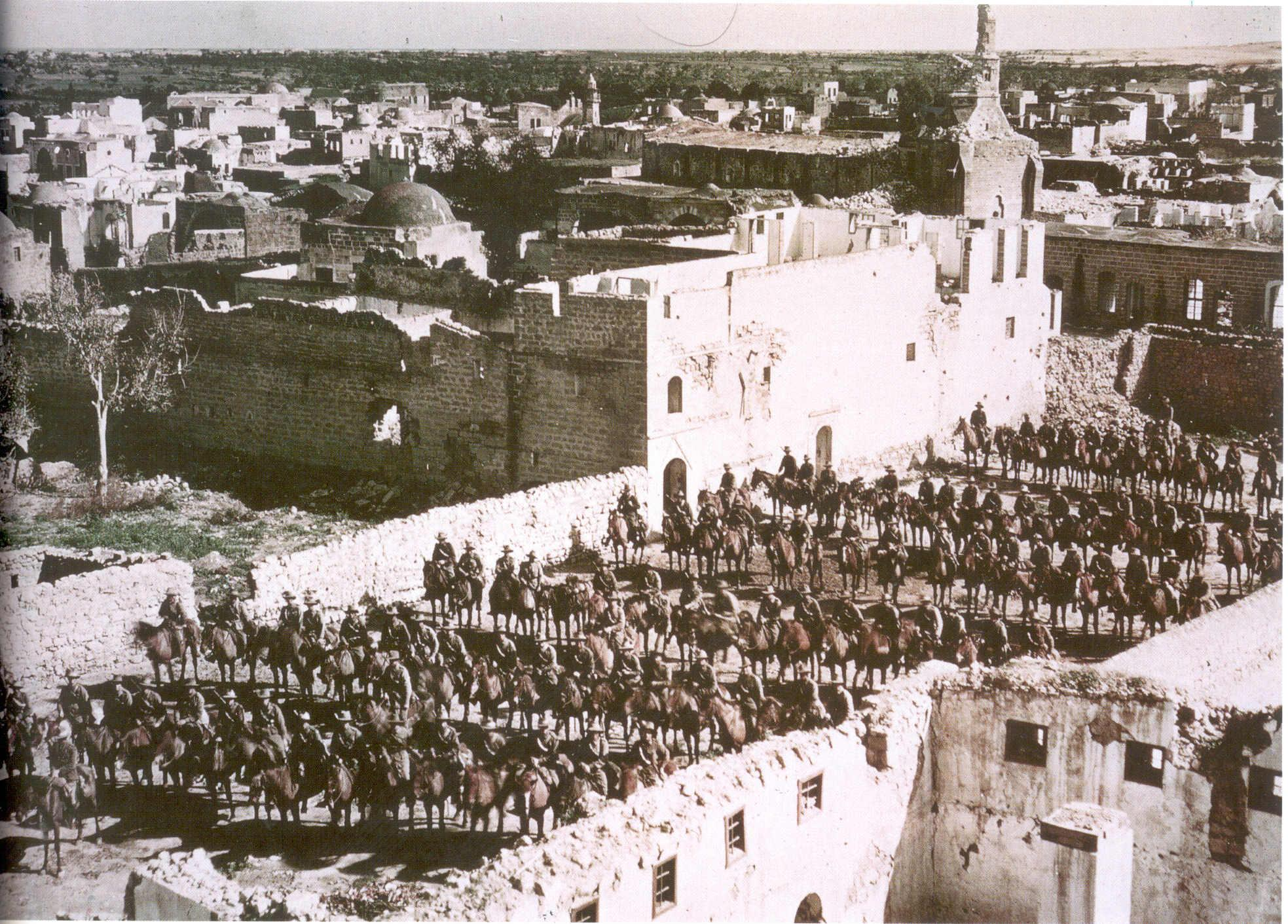
Gaza occupée par les Britanniques (1918).

Gaza est incluse dans le mandat britannique sur la Palestine, accordé par la Société des Nations en 1922, et reste administrée par les Britanniques. En 1936-39 une grande révolte des arabes qui revendiquent la fin du mandat britannique embrase la Palestine. Les Britanniques renoncent à leur mandat début 1947 et se retirent le 15 mai 1948. Le Comité spécial des Nations unies sur la Palestine (UNSCOP) propose deux solutions : un État binational fédéral, ou bien deux États. En novembre 1947, sous la pression des organisations sionistes, l'ONU soumet uniquement la proposition de partition en deux États au vote de son Assemblée générale. Le plan de partage de la Palestine (1947) entre un État juif et un État arabe prévoit l'intégralité de ce territoire dans les frontières de la Palestine sous mandat britannique. Ce plan est accepté par l'Organisation sioniste - qui contrôlerait plus de 50 % du territoire alors que les populations juives représentent, alors, moins de 30 % de la population, et qu'elles ne détiennent en propre que 8 % du sol palestinien. Les représentants des communautés arabes de Palestine ont refusé de participer aux discussions menées par l'UNSCOP à Jérusalem, puisque la commission en question était favorable aux positions sionistes. Palestiniens et États arabes refusent donc ce plan où le futur État arabe n'aurait que 45 % du territoire de la Palestine, alors que leur population représente plus de 70 % de la population totale. Ce plan ne reliait la zone côtière autour de Gaza que par un point de passage avec le centre de la Palestine (un autre point de passage reliait le centre de la Palestine avec l'ouest de la Galilée. À ces trois zones il fallait ajouter la ville de Jaffa). Il s'ensuit la guerre civile de 1947-1948 en Palestine mandataire. L'Égypte répond à la déclaration d'indépendance de l'État d'Israël de 1948 en envahissant le territoire de Gaza par le sud, tandis que d'autres voisins arabes attaquent Israël sur ses autres frontières.
Les frontières actuelles de la bande de Gaza (Ligne verte) résultent des accords d'armistice israélo-arabes de 1949. Ces accords établissent que les frontières résultent exclusivement de considérations militaires dans le cadre de l'armistice et qu'elles n'entérinent aucun changement sur les statuts des territoires concernés.

### Administration égyptienne (1948-1967)

#### Invasion égyptienne et accueil des réfugiés palestiniens

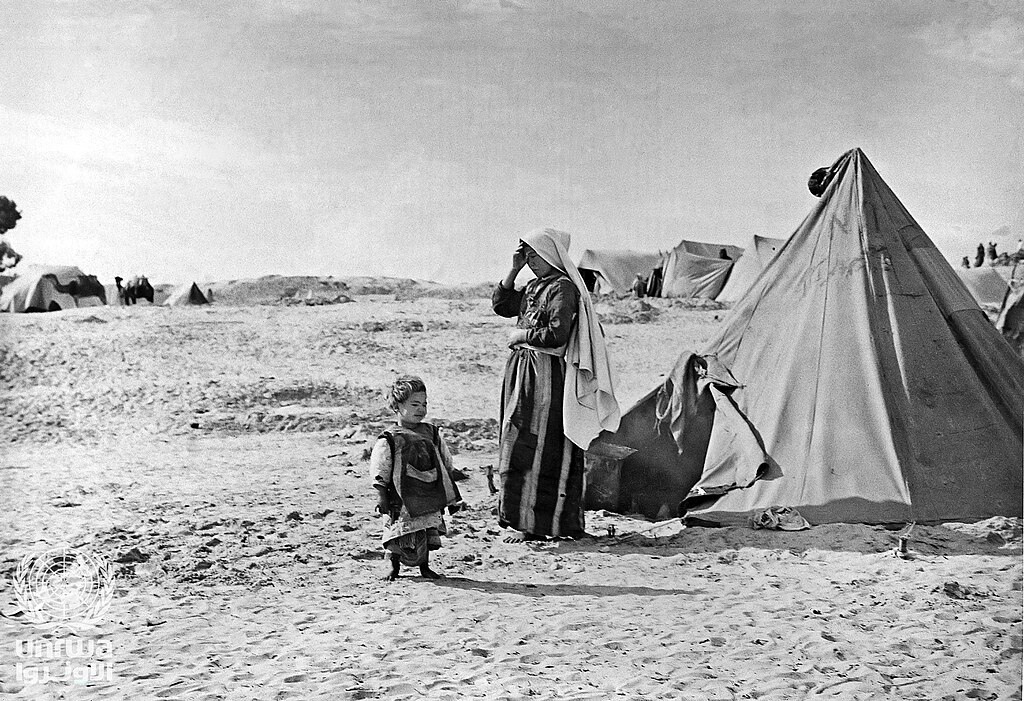
Une mère et son enfant se tiennent à côté de leur tente dans un camp de réfugiés nouvellement créé à Khan Younés au lendemain de la guerre de 1948.

À la fin de la guerre israélo-arabe de 1948, la bande de Gaza est occupée par l'Égypte. Aux 80 000 habitants originels se sont ajoutés 200 000 à 250 000 réfugiés palestiniens, expulsés de leurs foyers lors de la Nakba (1948-1949) par les milices sionistes.

La bande de Gaza n'est pas annexée par l'Égypte, à la différence de la Cisjordanie occupée par la Transjordanie en 1949 dans les mêmes circonstances, et annexée en 1950. L'administration de ce territoire est contrôlée par les forces armées égyptiennes. La citoyenneté égyptienne n'est pas non plus proposée aux habitants de la bande de Gaza, ni aux réfugiés.

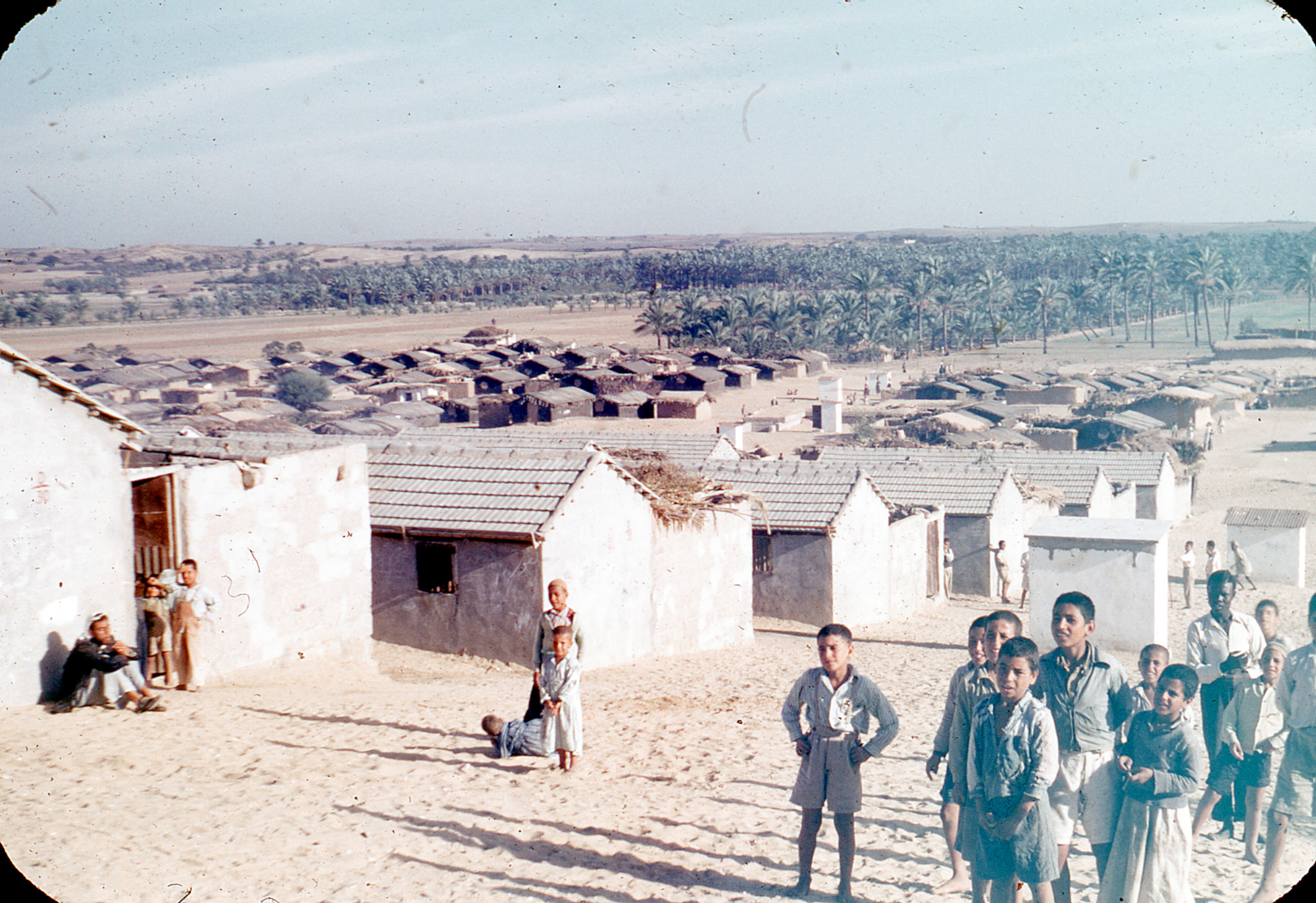
Enfants devant des logements dans la bande de Gaza (1956).

Des réfugiés mènent depuis Gaza des actions de guérilla contre le nouvel État israélien dans les années 1950, auxquelles répond une unité secrète israélienne constituée pour « frapper à la source les foyers d’infiltration ». L'Égypte, qui ne veut pas de guerre contre Israël, tente de freiner les actions des fedayins et en incarcère certains. L’attaque meurtrière israélienne du 28 février 1955, qui fait des dizaines de morts, entraîne un soulèvement à Gaza le 1er mars, orchestré par un comité de coordination qui regroupe Frères musulmans, communistes, nationalistes et indépendants. Le président égyptien Nasser formalise alors le statut du territoire. Il promulgue le 11 mai 1955 une « loi fondamentale de la région sous le contrôle des forces égyptiennes en Palestine » qui fait de Gaza la seule partie de la Palestine historique à conserver une autonomie.

#### Brève occupation israélienne de novembre 1956 à mars 1957

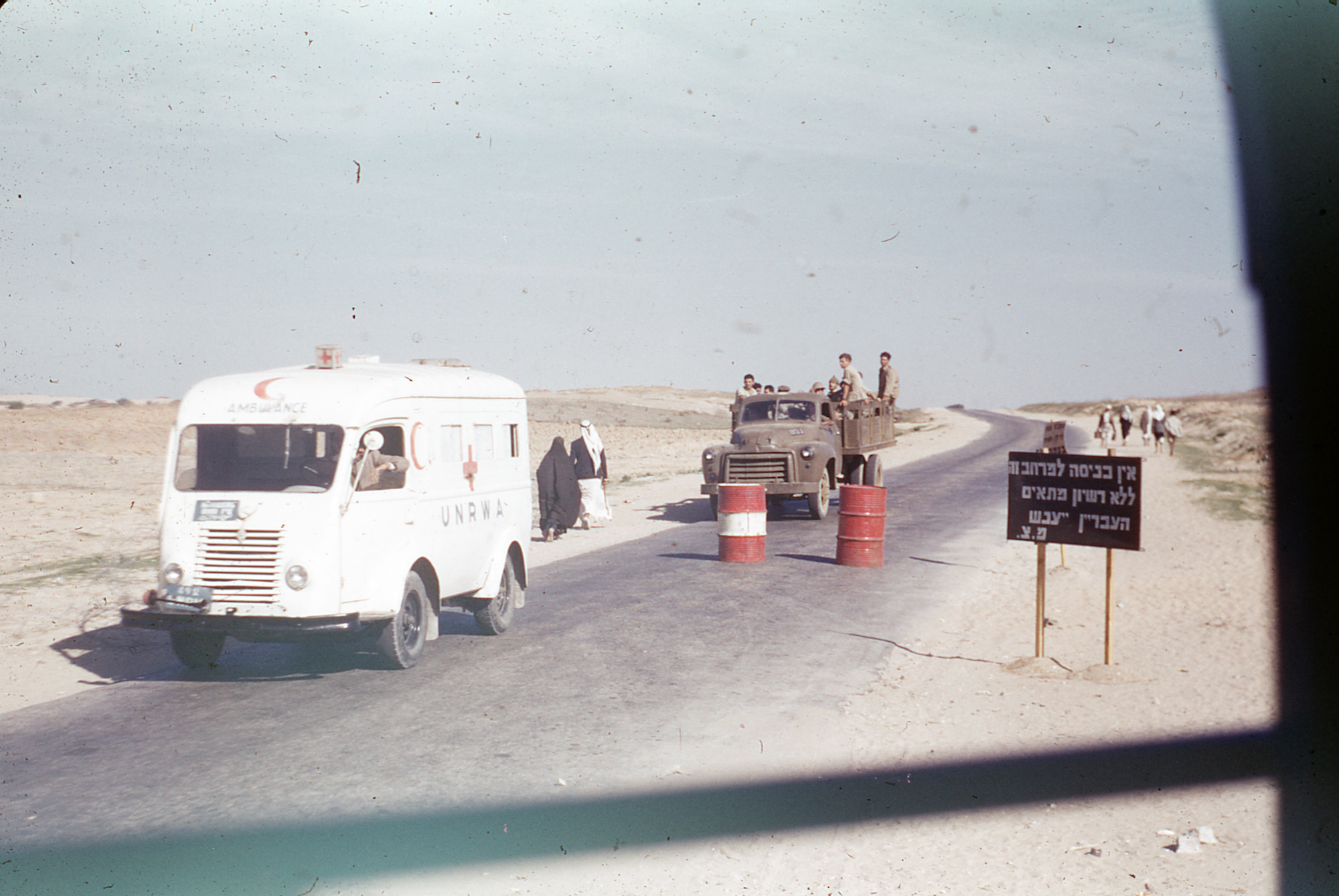
Ambulance de l'UNRWA entrant dans la bande de Gaza en 1956.

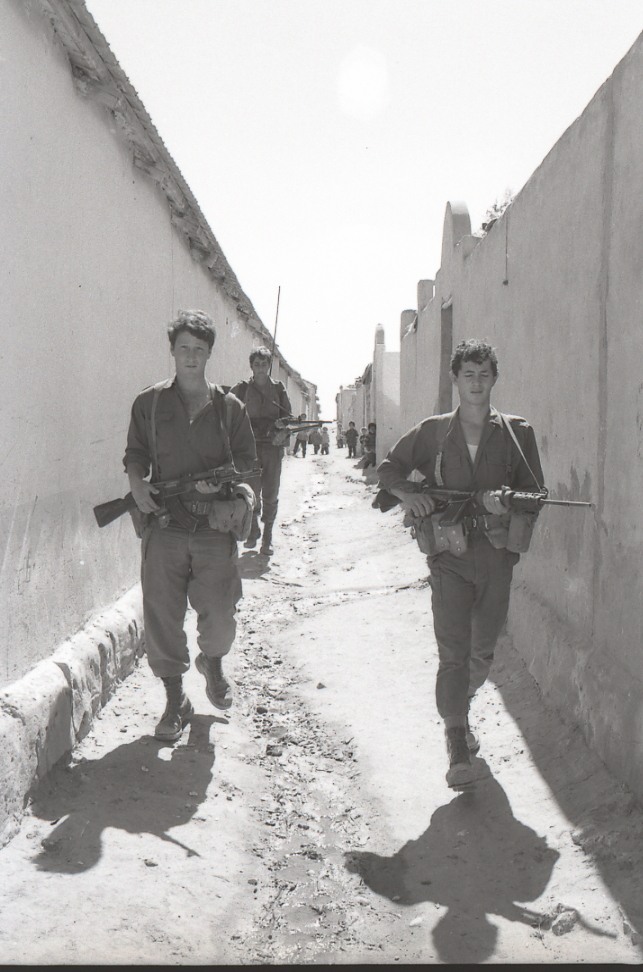
Soldats israéliens du Nahal patrouillant dans un camp de réfugiés palestiniens de la bande de Gaza, en 1956.

En 1956, quand Israël intervient dans la crise du canal de Suez en soutien à l'invasion anglo-française de l'Égypte, l'armée israélienne s'empare de la bande de Gaza et de la péninsule du Sinaï. Les pressions des superpuissances (États-Unis et Union soviétique) conduisent au retour d'Israël derrière ses frontières de 1949, et au retour de l'administration égyptienne sur la bande de Gaza. Entre-temps, la répression israélienne a été particulièrement meurtrière. « Avec 930 à 1 200 personnes tuées (pour une population de 330 000 habitants), le bilan humain (…) est terriblement lourd, rappelle l’historien Jean-Pierre Filiu. Si l’on ajoute le nombre des blessés, emprisonnés et torturés, environ un habitant sur cent a été frappé dans sa chair par la violence de l’envahisseur. » Le retour de l’administration égyptienne ouvre une période de calme relatif. Les raids israéliens se font moins nombreux, de même que les actions de guérillas palestiniennes.

#### Reconnaissance du territoire comme «palestinien»
À partir de mars 1957, la bande de Gaza est à nouveau sous administration égyptienne, mais ce sont les troupes de l’ONU, et non celles de l’Égypte, qui prennent position à la frontière entre la bande de Gaza et Israël.
En 1959, Nasser crée l'Union nationale palestinienne pour représenter les Palestiniens. La même année, le dirigeant irakien Abdel Karim Kassem lance l’idée d’une « République palestinienne », créée à partir de la Cisjordanie et de la bande de Gaza.

En mai 1964, le premier Congrès national palestinien se réunit pour créer l'Organisation de libération de la Palestine, dont la charte précise à l'article 3 que le « peuple arabe de Palestine a le droit légal sur sa patrie ». Une brigade de l'Armée de libération de la Palestine est présente dans la bande de Gaza dès 1965.

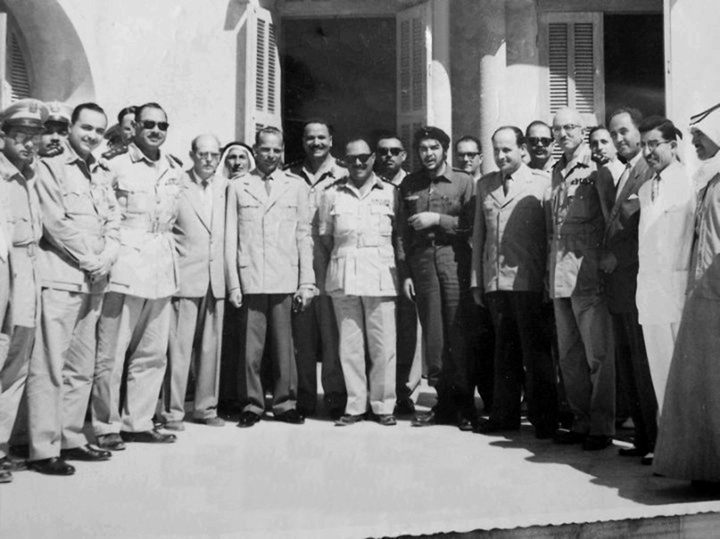
Che Guevara en visite dans la bande de Gaza en 1959.
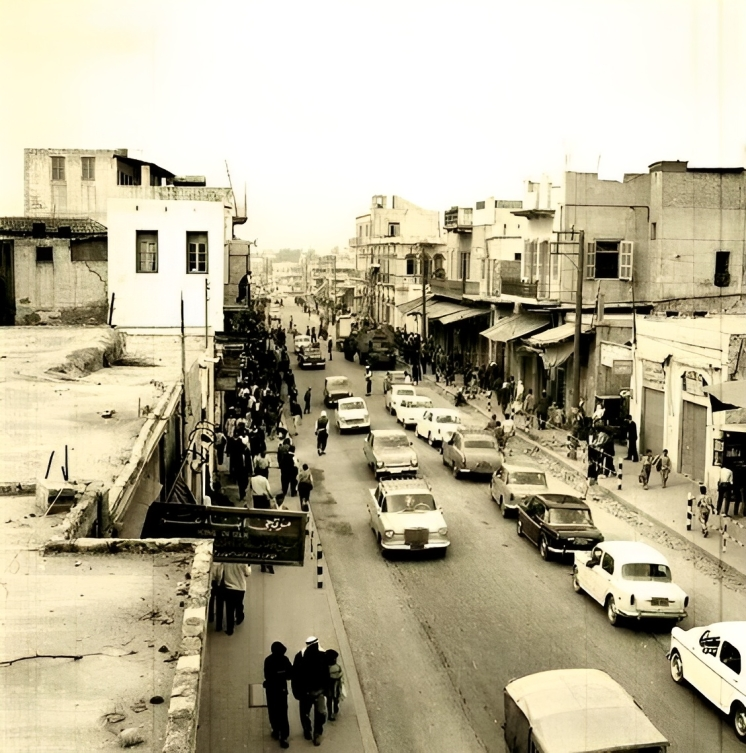
La rue Omar Mukhtar à Gaza ville en 1964.
École primaire gérée par l'UNRWA dans un camp de réfugiés palestiniens de la bande de Gaza, en 1965.
Écolières d'un camp de réfugiés, 1965.

### Occupation et colonisation israélienne (1967-2005)

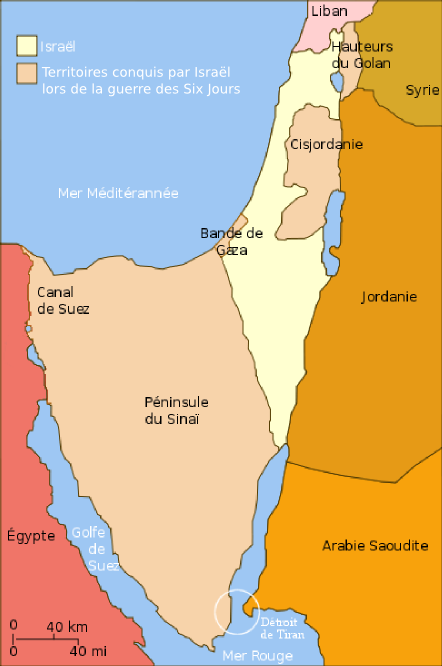
Israël et les territoires occupés par Israël durant la guerre des Six Jours.

Au début de la guerre des Six Jours (juin 1967), Israël s'empare à nouveau de la bande de Gaza et va occuper et coloniser son territoire pendant trente-huit ans.

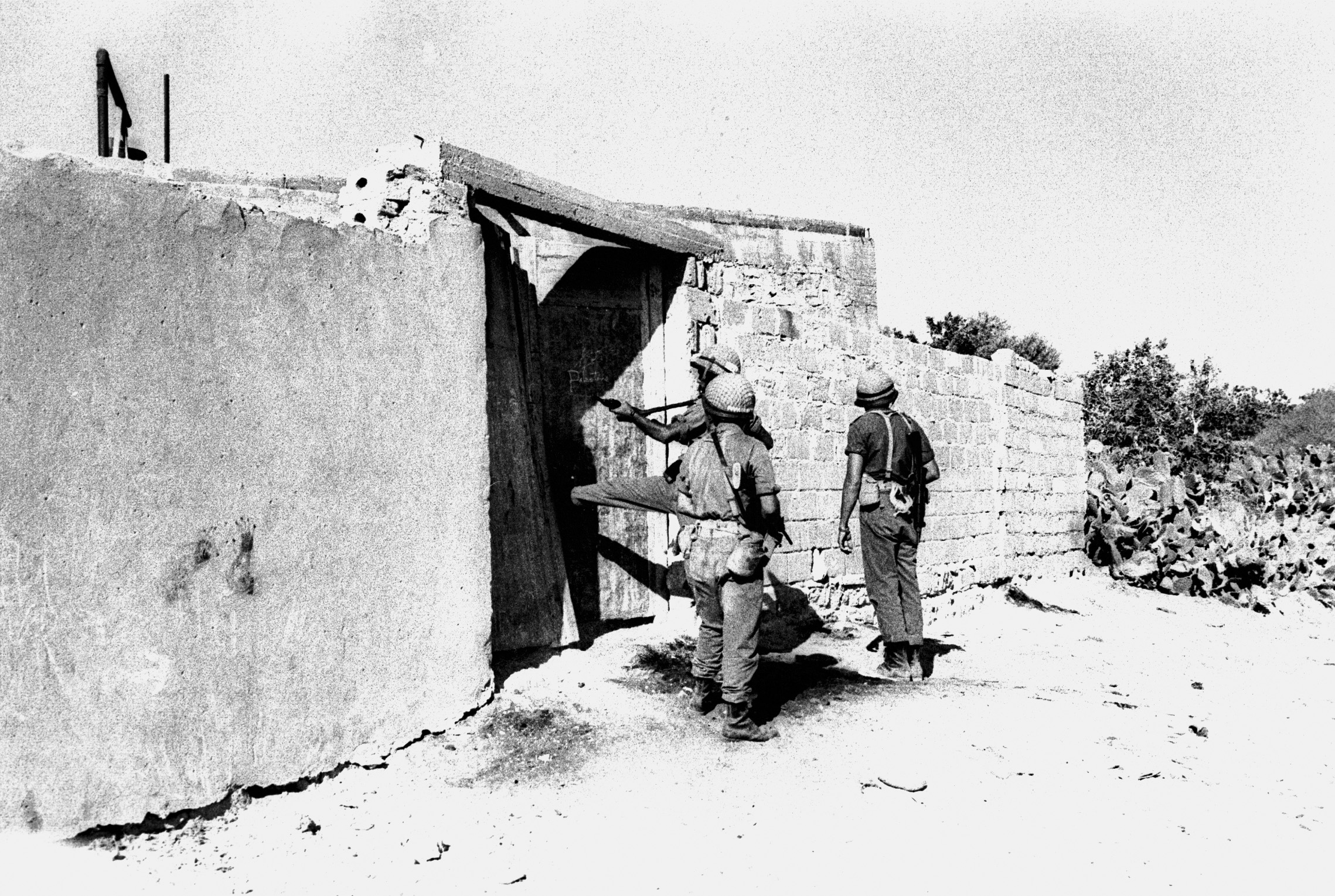
Soldats israéliens fouillant une maison palestinienne de la bande de Gaza en août 1967, deux mois après la conquête du territoire.

Dans les premiers mois de l’occupation de Gaza, le gouvernement israélien expulse vers la Jordanie 75 000 personnes, tandis que 25 000 autres, à l’extérieur au moment du conflit, se voient interdits de retour. De 40 000 à 50 000 civils fuient. En 1968, deux colonies israéliennes se créent à Gaza.
Le gouvernement israélien étudie pendant des mois la possibilité de vider Gaza de sa population palestinienne mais le projet est écarté en raison des risques pour l'image d’Israël sur le plan international.
Des groupes de combattants des Forces populaires de libération, du Fatah et du Front populaire de libération de la Palestine (FPLP) harcèlent les forces d’occupation. Il revient à Sharon, commandant de la région sud, d'écraser les insurgés. Ses bulldozers détruisent en partie les camps de réfugiés, des dizaines de milliers d’habitants sont chassés, des milliers d’habitations démolies. La mort de deux chefs emblématiques de la résistance, Ziad al-Husseini pour les Forces populaires de libération, le 21 novembre 1971, et Mohammad al-Aswad, surnommé le « Guevara de Gaza », pour le FPLP, le 9 mars 1973, marque la fin du mouvement. Les massacres de 1971-1972, après ceux de 1956, s’inscrivent dans la mémoire des Palestiniens et renforcent le sentiment nationaliste,.

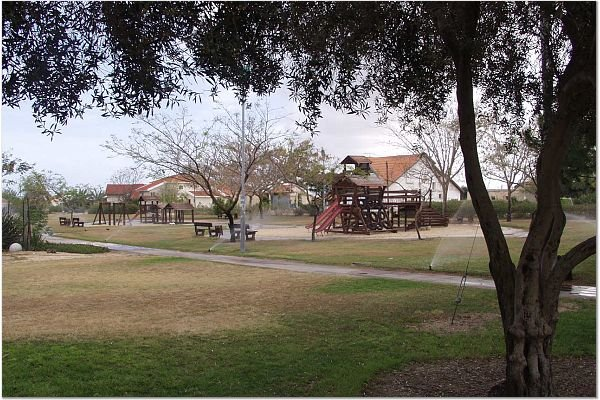
Arrosage des pelouses dans la colonie israélienne de Netzer Hazani, au sein du Goush Katif.

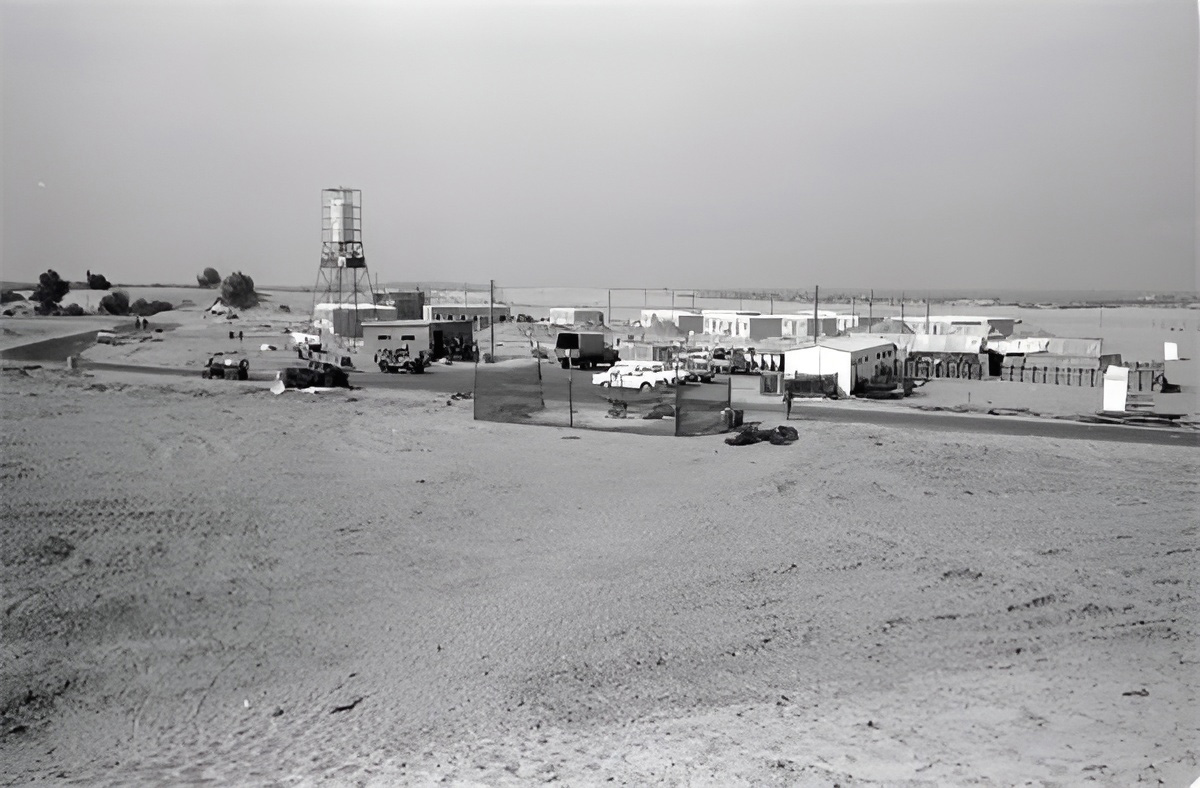
Construction en 1972 de la colonie de Netzarim par le Nahal, organisation militaro-agricole israélienne.

La décision du gouvernement d'établir ces colonies de peuplement et des implantations dans la bande de Gaza est approuvée en juin 1970 par la Knesset. Elles utiliseront jusqu'à 80 % des faibles ressources hydrauliques de ce territoire. En 1972, Israël installe deux postes armés qui deviendront par la suite les colonies de Netzarim et de Kfar Darom.
Le poids démographique de la population palestinienne – 1,5 million d'habitants dont une bonne part issue des populations expulsées d'Israël en 1947-1948 – a, dès l'origine, posé un problème majeur aux dirigeants israéliens. Yitzhak Rabin avait déclaré « Je voudrais voir Gaza sombrer dans la mer, mais comme cela ne se produira pas, il faudra bien trouver une solution »,. Dans une perspective strictement réaliste, certains courants de la gauche du Parti travailliste israélien recommandaient, depuis 1974, l’« abandon de Gaza ».

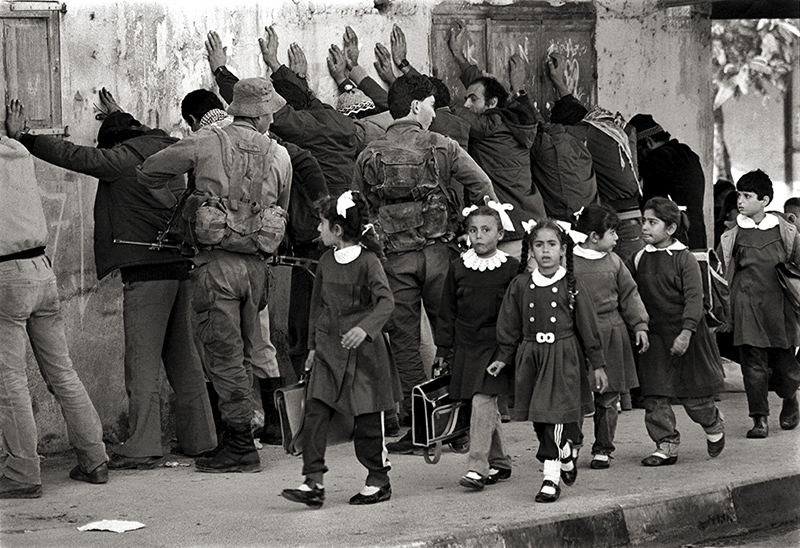
Écolières palestiniennes passant près de soldats israéliens fouillant un groupe d'hommes après une attaque au couteau contre un Juif, en novembre 1986.

En 1977, la victoire électorale du Likoud de Menahem Begin amène une nouvelle vague de colons israéliens qui reçoivent l'autorisation de rejoindre les installations de l'armée israélienne. De nouvelles colonies se développent. En parallèle, ce même gouvernement négocie, en mars 1979, un accord de paix avec l'État égyptien en échange des territoires égyptiens dont le Sinaï occupés depuis la guerre des Six Jours de 1967. En 1982, la colonie israélienne de Yamit, qui se trouvait dans la péninsule du Sinaï, est évacuée en conséquence de ces accords. Certains de ses habitants s'installent alors dans les colonies de la bande de Gaza.

#### Première intifada

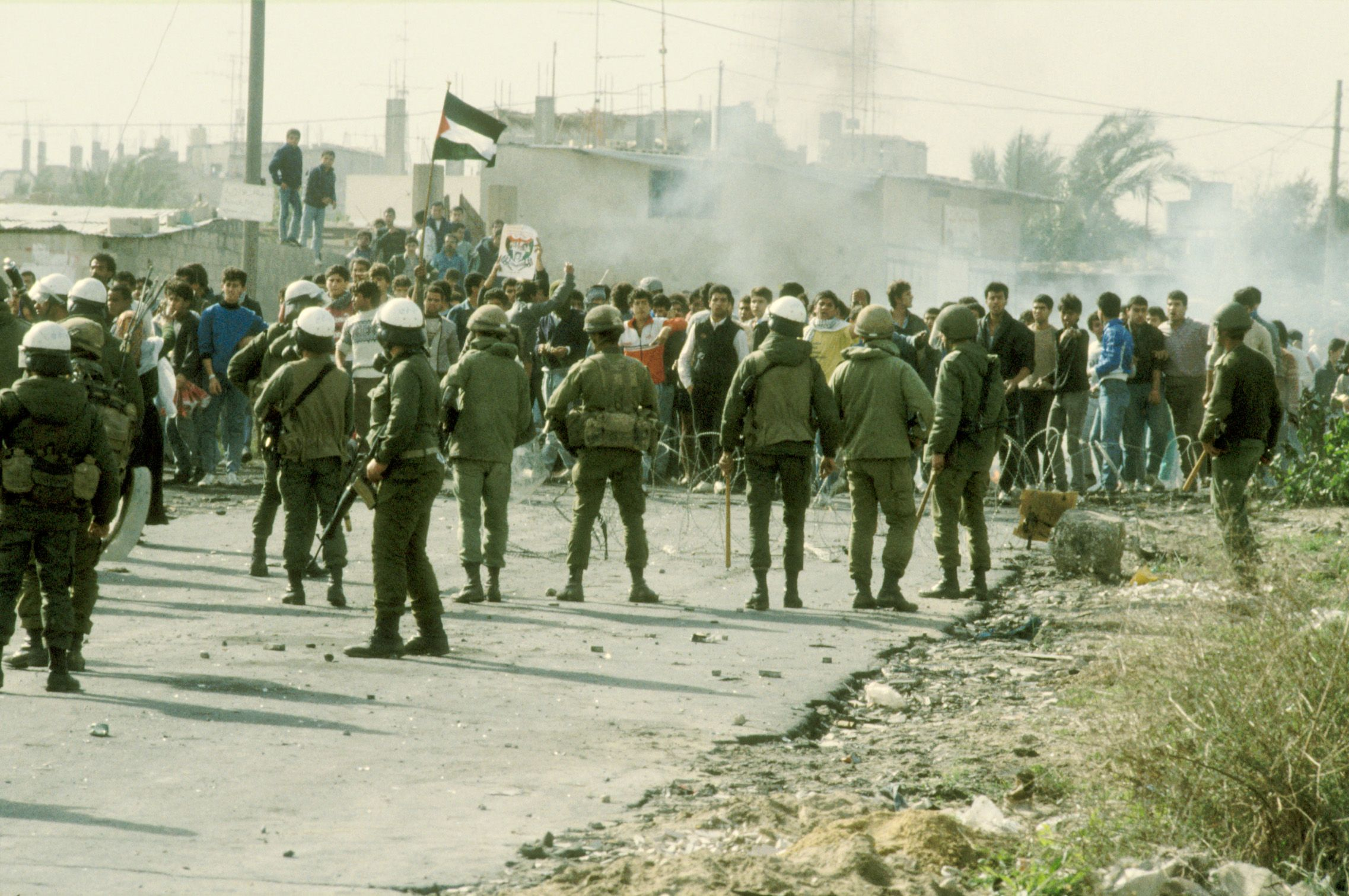
Scène de rue lors de la première intifada à Gaza en 1987.

En 1987, la première intifada commence dans la bande de Gaza par un soulèvement général palestinien, auquel le ministre de la défense israélien, Yitzhak Rabin, promet de mater en « brisant les os » des jeunes lanceurs de pierres.
Le 20 mai 1990, un terroriste israélien assassine sept ouvriers gazaouis à Rishon le Zion.
En 1991, les autorités israéliennes révoquent le « permis de sortie général », qui permettait aux Palestiniens de se déplacer entre Gaza et la Cisjordanie. Les généraux israéliens prônent désormais la « séparation » des territoires palestiniens afin de disloquer le corps social et politique palestinien. D'autre part, l'armée israélienne impose régulièrement, à partir de 1993, le « bouclage » du checkpoint d’Erez, la porte de sortie de Gaza vers Israël et la Cisjordanie, ce qui perturbe considérablement l'économie palestinienne en empêchant le passage de marchandises ou la possibilité pour certains travailleurs de rejoindre leur poste de travail. Ces mesures font bondir le taux de chômage dans le territoire jusqu’à 70 %.
Dans les années 1990, le dialogue s'établit entre Israël et l'Organisation de libération de la Palestine à partir de la conférence de Madrid de 1991. Le 13 septembre 1993, les accords d'Oslo, signés entre les Israéliens et les Palestiniens, prévoient l'évacuation israélienne de certaines zones de la bande de Gaza et l'administration civile du territoire par l'Autorité nationale palestinienne nouvellement créée. L'administration palestinienne sur la bande de Gaza s'exerce dès 1994, à l'exception des blocs de colonies israéliennes toujours implantées et protégées par Tsahal. Yasser Arafat reçoit un accueil triomphal à Gaza où il prend ses quartiers à partir de juillet 1994.

#### Seconde intifada et retrait israélien

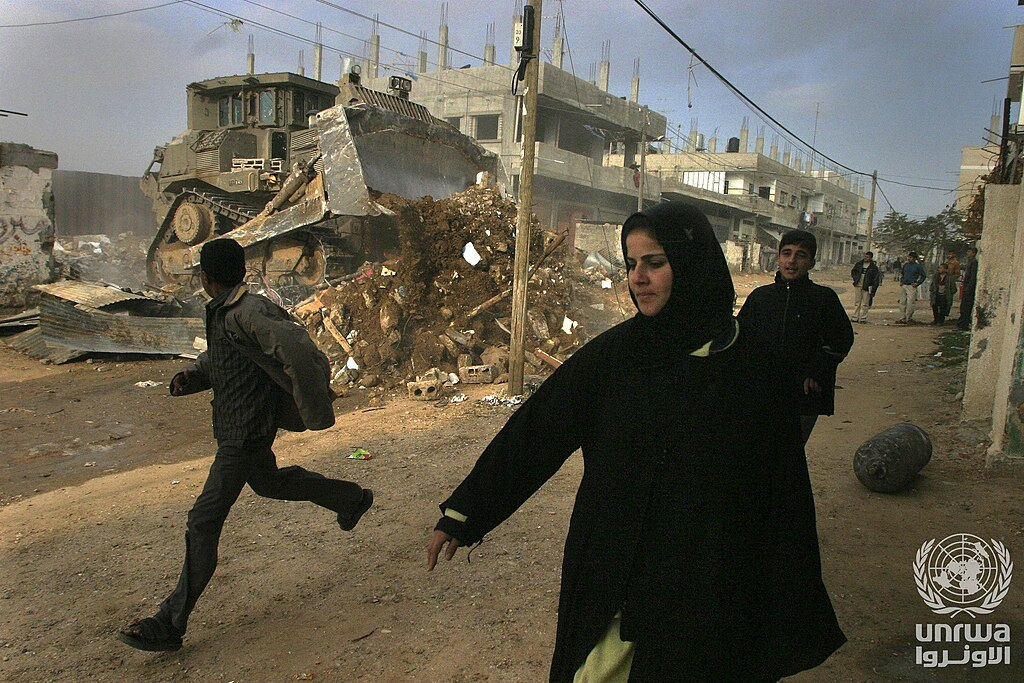
Destruction d'une maison de Gaza par un bulldozer de l'armée israélienne, pendant la seconde intifada, en 2001.

Tout comme les principales villes de Cisjordanie, la bande de Gaza est administrée par l'Autorité palestinienne, tout en étant sous occupation israélienne. De plus, le blocage du processus de paix israélo-palestinien et la montée en puissance des groupes palestiniens qui y sont opposés affaiblissent le pouvoir palestinien, particulièrement dans la bande de Gaza où 17 colonies israéliennes subsistent. Peuplées de 7 000 colons, elles occupent 20 % de la terre et contrôlent 50 % à 60 % des ressources en eau de la bande de Gaza. Les routes sont contrôlées par l'armée israélienne qui interdit régulièrement le passage aux Palestiniens.

Après l'attentat-suicide d'un Palestinien dans un bus, près de la, lors de la seconde Intifada (juillet 2001).

Le 26 septembre 2001, une rencontre historique a lieu à Gaza occupée, entre Yasser Arafat et Shimon Peres, après trois reports successifs. Le 17 octobre 2001, après un ultimatum lancé par le gouvernement israélien à l'Autorité palestinienne, celle-ci déclare hors-la-loi l'aile militaire du Front populaire de libération de la Palestine (FPLP) et fait procéder à douze arrestations à Gaza. La situation est de plus en plus tendue dans les territoires palestiniens occupés en l'absence de résolution finale des négociations.
La seconde intifada éclate en 2001 ; Israël accuse l'Autorité palestinienne de laisser faire les groupes islamistes. En réaction au soulèvement palestinien, Israël accroît sa répression. Le corridor ouvert quelques mois plus tôt pour faciliter les trajets vers la Cisjordanie est fermé. L’aéroport de Gaza, en service depuis un an, est bombardé en 2001. Les étudiants de Gaza inscrits dans une faculté de Cisjordanie se voient privés de permis de sortie. L’Etat israélien, qui contrôle le registre d’Etat civil palestinien, bannit les changements d’adresse entre les deux territoires. Les Palestiniens originaires de Gaza résidant en Cisjordanie sans permis ad hoc sont expulsés vers l'enclave.
Le 7 décembre 2001, dans la nuit, le quartier général de la police palestinienne est bombardé par des hélicoptères de combat israéliens puis, après un attentat-suicide contre un autobus israélien ayant fait onze morts et trente blessés, Tsahal intensifie du 12 au 15, ses bombardements contre les infrastructures palestiniennes de Gaza et de Cisjordanie, causant la mort de treize Palestiniens. Le 8 mars 2002, 46 Palestiniens et six Israéliens trouvent la mort lors des combats. Le Premier ministre israélien Ariel Sharon se dit prêt à « négocier un cessez-le-feu sous le feu », renonçant à son exigence d'une semaine de calme avant de reprendre les pourparlers. Les 11 et 12 mars, après les attentats-suicides des 8 et 9 mars et ses victimes civiles dont des enfants à Netanya et Jérusalem, Tsahal attaque des bureaux de Yasser Arafat à Gaza : 39 Palestiniens sont tués.
En juillet 2002, l'aviation israélienne largue une bombe d'une tonne sur la maison de Salah Shehadeh, un des chefs présumés des brigades Izz al-Din al-Qassam, la branche armée du Hamas. Cet assassinat ciblé, qui a fait d'importants « dégâts collatéraux » (quatorze morts et plus de 150 blessés), a conduit à l'ouverture d'une enquête en Espagne contre des membres de Tsahal, l'armée israélienne, ainsi que d'anciens ministres, dont Binyamin Ben-Eliezer, pour crime de guerre ainsi qu'à l'examen de l'« affaire Shehadeh » par la Haute Cour de Justice israélienne.
Israël adopte une politique de ripostes aux attentats palestiniens en visant spécifiquement les responsables des groupes palestiniens dans des « attaques ciblées » qui coûtent la vie à de nombreux civils palestiniens dont des enfants. Le 8 juin 2003, à la suite d'une autre attaque du Hamas à Jérusalem (23 Israéliens tués et 130 blessés), Tsahal effectue immédiatement un raid de représailles sur Gaza occupée : sept Palestiniens sont tués dont un responsable du Hamas. Le 10, au cours d'un nouveau raid de représailles de Tsahal à Gaza, Abdel Aziz al-Rantissi, numéro 2 du Hamas, est légèrement blessé et 3 Palestiniens sont tués. Le 21 août 2003, souhaitant venger la mort de Mohammed Sidr, tué la semaine précédente à Hébron, le Jihad islamique, perpètre un attentat-suicide à Jérusalem (19 Israéliens tués et cent blessés). Israël effectue alors un raid d'hélicoptère à Gaza, tuant un des fondateurs du Hamas, Ismaïl Abou Chamah, et rétablit le barrage routier coupant en deux la bande de Gaza. Le 6 septembre 2003, Tsahal bombarde un bâtiment de Gaza dans lequel se trouvait le cheikh Ahmed Yassine, chef spirituel du Hamas, qui est légèrement blessé.
Le 28 janvier 2004, lors d'une opération de l'armée israélienne, treize Palestiniens sont tués. Le 22 mars 2004, le cheikh Ahmed Yassine est tué par un missile israélien avec onze autres personnes.

#### Fin de la colonisation et retrait des forces terrestres de la bande de Gaza
Sous la pression de la seconde intifada, et parce que l'administration directe du territoire occupé s'avère toujours plus difficile, le gouvernement d'Ariel Sharon se résout à retirer complètement ses colonies et ses forces terrestres de la bande de Gaza. En décembre 2003, Sharon présente son plan de retrait de la bande de Gaza où vivent alors 8 000 colons israéliens, en même temps que le démantèlement de quatre colonies israéliennes en Cisjordanie. Israël agit alors dans le cadre des efforts pour l'application de la feuille de route pour la paix initiée par le Quartet pour le Moyen-Orient composé de représentants des États-Unis, de l'Organisation des Nations unies, de la Russie et de l'Union européenne.

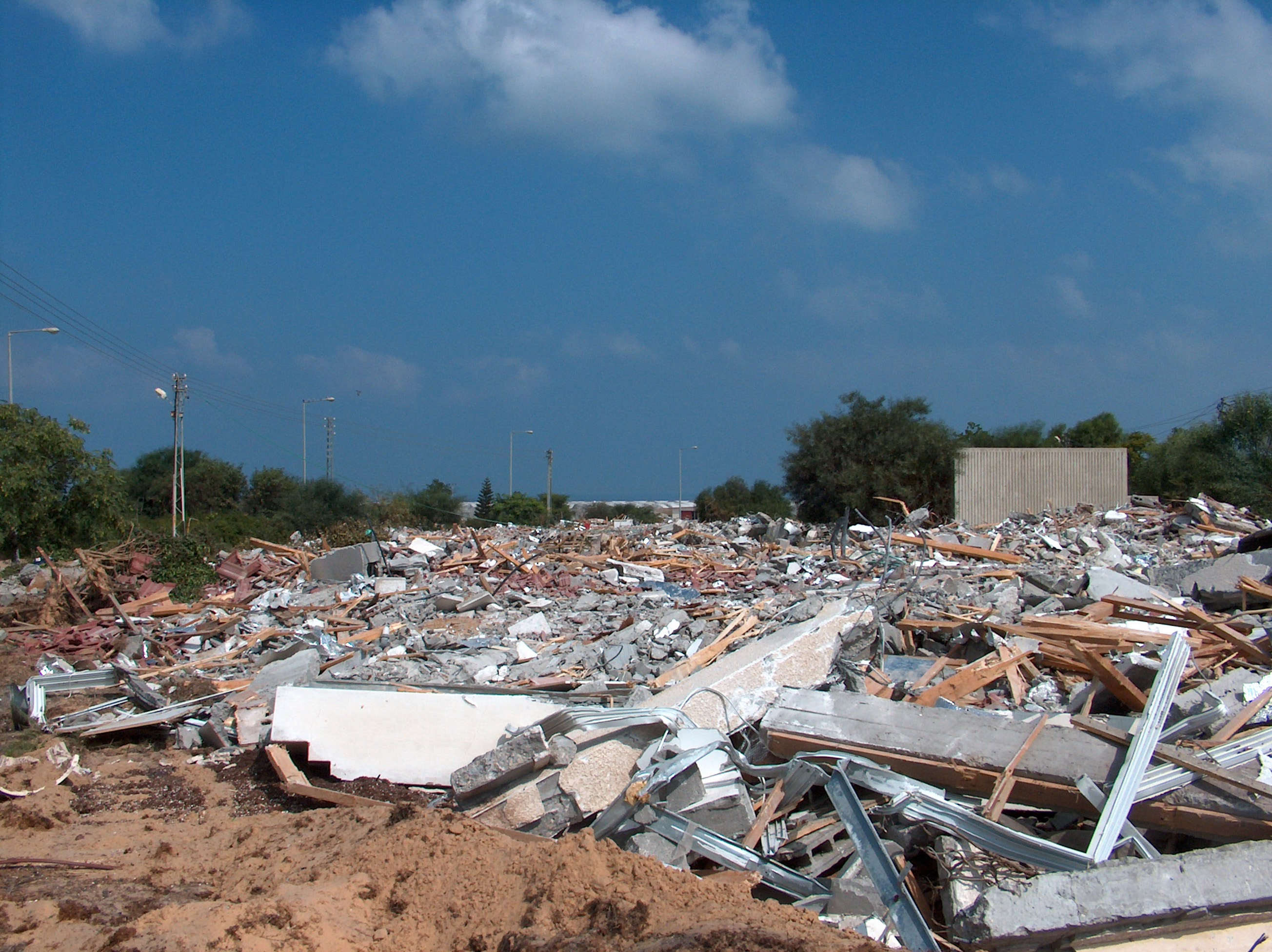
Gravats après la destruction des habitations de la colonie de Katif par l'armée israélienne.

En octobre 2004, le plan de désengagement est validé par la Knesset et les opérations de retrait commencent officiellement le 15 août 2005. Ne tenant pas compte des nombreuses recommandations internationales demandant que ce retrait soit conduit par négociation avec l'Autorité palestinienne, Sharon s'en tient à l'exécution unilatérale de sa décision d'évacuation. Le 17 août 2005, le gouvernement israélien ordonne à l'armée et à la police israéliennes l'évacuation des quelque 7 000 personnes habitant les colonies juives de la bande de Gaza ; des manifestations d'Israéliens ont lieu dans le pays contre cette décision. Le 22 août 2005, Israël met fin à la colonisation de la bande de Gaza. Le 12 septembre 2005, les troupes et les colons israéliens quittent la bande de Gaza, le plus souvent par la force, après 38 ans d'occupation. L'espace aérien, maritime et la quasi-totalité des frontières restent sous contrôle israélien. Ce plan n'est donc pas considéré comme un désengagement total,.
Le 16 septembre 2005, l'ONU reconnaît officiellement l'application par Israël du retrait de la bande de Gaza[réf. nécessaire]. La gestion du poste-frontière de Rafah est conseillée par une mission européenne à partir de novembre 2005. Israël décrète unilatéralement le statut de frontière internationale fin 2005.

### Autorité palestinienne

#### Souveraineté palestinienne très partielle
Au cours de l’année 2005, après 38 ans d'occupation, Israël retire unilatéralement ses forces militaires terrestres, ainsi que ses 21 colonies civiles de la bande de Gaza.
En revanche, Israël garde, avançant des raisons de sécurité, le contrôle total des frontières, des eaux territoriales et de l'espace aérien. De même, la monnaie en circulation reste le shekel israélien et les échanges commerciaux d'importation déjà existants ne sont pas taxés, alors que les exportations le sont.
Parallèlement, un déploiement de soldats égyptiens le long de la frontière égyptienne empêche les incursions palestiniennes et les trafics d'armes.

#### Pouvoir du Hamas
La fin de l'occupation et de la colonisation israélienne est revendiquée comme une victoire par le mouvement Hamas de plus en plus populaire dans la bande de Gaza. Les 27 janvier 2005 et 5 mai 2005, le Hamas remportait déjà la majorité des sièges municipaux grâce à ses résultats aux premier et second tours des élections locales à Gaza (mais avec un taux de participation de seulement 8 %). La position prédominante du parti Hamas dans ce territoire fait craindre à certains observateurs, une perte d'influence de l'Autorité palestinienne à l'issue de l'évacuation israélienne.
Le 25 janvier 2006, le Hamas remporte les élections législatives palestiniennes de 2006 avec la majorité des suffrages (42,9 % sur l'ensemble du corps électoral). Dans la bande de Gaza, il arrive en tête, notamment à Gaza :
| districts     | Hamas   | Hamas   | Fatah   | Fatah   | Suffrages exprimés |
| ------------- | ------- | ------- | ------- | ------- | ------------------ |
| Gaza Nord     | 35 781  | 46,95 % | 31 559  | 41,41 % | 76 212             |
| Gaza          | 74 816  | 56,70 % | 48 328  | 36,64 % | 131 894            |
| Deir el Balah | 26 550  | 43,87 % | 28 681  | 47,39 % | 60 518             |
| Khan Younis   | 35 070  | 43,96 % | 38 384  | 48,11 % | 79 786             |
| Rafah         | 20 785  | 40,39 % | 27 395  | 53,23 % | 51 461             |
| Total         | 193 002 | 48,27 % | 174 347 | 43,60 % | 399 871            |

Ismaël Haniyeh est nommé Premier ministre de l'Autorité palestinienne. La collaboration avec l'appareil politique mis en place par le Fatah est difficile. Chacun des deux camps fait des manœuvres pour éliminer l'autre : le Hamas en sort vainqueur.
Le 25 juin 2006, la capture du soldat israélien Gilad Shalit, à la frontière entre la bande de Gaza et Israël, marque la perte de la mainmise de ce territoire par le président Mahmoud Abbas. Il parvient difficilement en février 2007 à la signature d'un accord sur un gouvernement d'union nationale palestinien. Toutefois, après plusieurs mois de combats intermittents avec le Fatah, le Hamas prend le pouvoir à Gaza en juin 2007. Les événements qui conduisent à la prise de contrôle complète de la bande de Gaza par le Hamas sont qualifiés de guerre civile palestinienne par les médias internationaux.

#### Blocus israélien
À partir du 14 juin 2007, Israël impose, avec l'appui de l’Égypte, un siège sans précédent aux quelque deux millions d’habitants de ce territoire.
Israël contrôle les points de passage piétonniers et commerciaux, mais aussi l'espace maritime et aérien de Gaza. Du fait de ce contrôle multiforme, certaines organisations de défense des droits humains considèrent Israël comme « la puissance occupante » de Gaza, bien qu'elle n'administre pas directement le territoire.
En août 2007, le Black-out est total sur Gaza. L’Union européenne bloque pendant quelques jours les fonds destinés à payer les livraisons de fioul. Alix de Mauny, porte-parole de la Commission européenne à Jérusalem, déclare : « L'Union européenne n´a pas réglé le paiement [de la livraison de fioul]. Nous réexaminons tous les aspects du dossier ». Le 19 septembre 2007, la bande de Gaza est déclarée « entité hostile » par Israël.
Les autorités israéliennes rejettent depuis la quasi-totalité des demandes d’autorisation de sortie des Gazaouis et régulent très strictement l’entrée des biens de consommation à Gaza, évitant ainsi la « catastrophe humanitaire » dont mettent en garde les ONG tout en interdisant tout développement économique. En février 2009, le président français Nicolas Sarkozy qualifiait Gaza de « plus grande prison à ciel ouvert du monde ». En 2010, le Comité international de la Croix-Rouge a déclaré que le blocus constituait une violation flagrante du droit international humanitaire.
La bande de Gaza n'a cessé de voir son développement reculer depuis l'instauration du blocus. Entre 2006 et 2022, le Produit intérieur brut (PIB) de la bande de Gaza n'a progressé que de 1,1 %, contre 5,1 % en moyenne en Cisjordanie. Le PIB réel par habitant a plongé de 27 %, passant de 1 994 dollars à 1 257 dollars.
Le blocus a étouffé le secteur industriel de Gaza, qui est resté stagnant tout au long de la période 2007-2022. Les nombreuses destructions d'infrastructures ont été désastreuses. Les investissements ont été inférieurs à 500 millions de dollars par an depuis 2007 et représentaient moins de 11 % du PIB en 2022. Le FMI a calculé que les bombardements israéliens de 2008-2009 ont détruit l'équivalent de plus de 60 % du stock de capital total de Gaza. La guerre de 2014 a entraîné une baisse de 85 % du stock de capital qui avait survécu à l'opération précédente. En 2022, le taux de chômage est de 45,3 %.

#### Tirs de roquettes et d'artillerie entre Israël et la bande de Gaza (2005 à 2007)
De septembre 2005 à mai 2007, les groupes armés palestiniens ont tiré près de 2 700 roquettes artisanales en direction d’Israël. Ils ont tué quatre civils israéliens et en ont blessé 75 autres.
Au cours de la même période, de septembre 2005 à mai 2007, l’armée israélienne a tiré plus de 14 600 obus d’artillerie de 155mm sur Gaza. Les obus tirés près des zones peuplées ont tué 59 personnes et en ont blessé 270 autres, la plupart sinon toutes étant des civils.
Les roquettes palestiniennes sont d'abord de courte portée et touchent principalement la ville israélienne de Sdérot et d'autres localités qui bordent la bande de Gaza. À partir de 2006, elles deviennent plus sophistiquées et atteignent la ville côtière d'Ashkelon. Depuis 2009, les villes d'Ashdod et Beer-Sheva sont atteintes par des roquettes Katioucha et Grad. En 2011, la portée des tirs permet d'atteindre les villes se trouvant dans un rayon de 40 kilomètres de Gaza. En 2012, Jérusalem et Tel Aviv-Jaffa sont ciblées par des roquettes de fabrication iranienne Fajr 5,,,,. Ces attaques ont été qualifiées de violation du droit international humanitaire par le secrétaire général de l'ONU, Ban Ki-moon, « d'actions terroristes » par le commissaire européen au Développement et à l'Aide humanitaire Louis Michel, et comme des attaques indiscriminées et délibérées envers des civils afin de les terroriser en violation avec le droit de la guerre par Human Rights Watch,. Si le nombre de morts est relativement peu élevé par rapport au nombre de roquettes tirées, l'impact se manifeste de façon psychologique, sociale et économique.

#### Guerre de Gaza en 2008 / 2009
Depuis le 17 janvier 2008, la bande de Gaza est soumise à un blocus israélien, avec la collaboration de l’Égypte, qui entraîne des pénuries de la plupart des produits de base et des coupures d'électricité,,. Le manque de carburant a également paralysé le traitement des eaux usées et l'approvisionnement en eau. 30 000 m3 d'eaux usées non traitées se sont écoulées dans la Méditerranée, menaçant alors l'aquifère côtier et endommageant aussi les côtes égyptiennes et israéliennes. En outre, les hôpitaux sont en rupture de médicaments, entraînant la mort de nombreux patients non soignés et empêchant les habitants de bénéficier des traitements de base.
- 3 mars 2008 : L'armée israélienne se retire du nord de la Bande de Gaza après une profonde incursion effectuée en réaction à des tirs de roquettes sur Israël. Cette offensive a fait plus d'une centaine de morts, dont la moitié de civils, et a conduit le président de l'Autorité palestinienne Mahmoud Abbas à suspendre les pourparlers de paix avec Israël[50].
- 6 mars 2008 : Plusieurs organisations humanitaires britanniques et françaises ont publié un rapport de la situation dans la bande de Gaza et estiment qu'il s'agit de la situation « la pire depuis le début de l'occupation israélienne en 1967 »[51]. Selon le Programme alimentaire mondial (PAM), entre juin et septembre 2007, le nombre de familles gagnant moins de 1,2 dollar par jour est passé de 55 % à 70 %[51].
- 19 juin 2008 : Une trêve entre le Hamas et Israël entre en vigueur. « L’accord, négocié par l’entremise de l’Égypte, prévoit l'arrêt des tirs palestiniens vers Israël et la fin des attaques israéliennes sur la bande de Gaza. Israël s’est également engagé à alléger progressivement son blocus sur la bande de Gaza, en vigueur depuis bientôt un an »[52]. La trêve tiendra quelques mois avant d'être rompue par Israël en novembre 2008[53].
- 4 novembre 2008 : La trêve dégénère gravement le 4 novembre 2008 : « Un cessez-le-feu de 4 mois entre Israël et des militants palestiniens à Gaza est fragilisée aujourd'hui après que les troupes israéliennes tuèrent six hommes armés du Hamas lors d'un raid sur le territoire »[54].

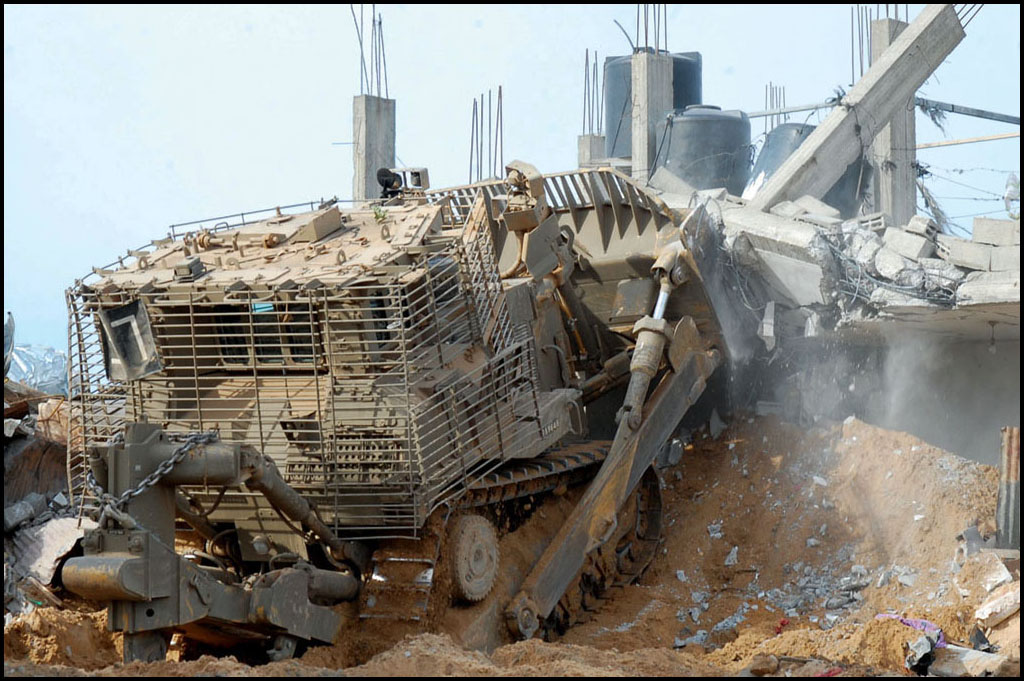
Bulldozer blindé Caterpillar D9 R de Tsahal rasant une structure lors de l'opération Plomb durci (2008-2009).

En raison des tirs réguliers de roquettes sur les localités israéliennes frontalières, du blocus de la bande de Gaza, et des bombardements israéliens, la tension reste importante à la frontière et conduit à une opération militaire israélienne le 27 décembre 2008 : l'opération Plomb durci.
À partir du 27 décembre 2008, Israël bombarde massivement la bande de Gaza dans une opération appelée « Plomb durci » par les Israéliens et « massacre du samedi noir » par les Palestiniens, tuant par la même occasion des centaines de civils sur le territoire — près de 400 morts dans les quatre premiers jours des bombardements dont au moins un quart de civils. Trois semaines après le début de l'attaque israélienne, le bilan s'élève à près de 1 400 morts côté palestinien, principalement des civils parmi lesquels 300 enfants, et 13 Israéliens tués dont trois civils et plus de 5 000 blessés côté palestinien.
Différentes propositions de cessez-le-feu sont repoussées par les belligérants. Israël écarte notamment une proposition française du 31 décembre 2008 d'un « cessez-le-feu humanitaire » de 48 heures, Tzipi Livini affirmant au sortir de sa visite à l’Élysée que « la situation humanitaire à Gaza est exactement comme elle doit être ». Selon Israël, une aide humanitaire en aliments et médicaments d'environ 6 500 tonnes est parvenue dans la bande de Gaza depuis le début de l'offensive. Le 8 janvier 2009, le Conseil de sécurité de L'ONU appelle à un « cessez-le-feu immédiat » avec la résolution 1860, mais aucune des deux parties ne la respecte.
L'armée israélienne a interdit aux journalistes étrangers de se rendre dans la bande de Gaza depuis le début de l'offensive. La bande de Gaza avait déjà été interdite aux correspondants étrangers pendant 1 mois, du 5 novembre 2008 au 4 décembre 2008. D'après François-Bernard Huyghe, spécialiste de l'information et de la stratégie, « les responsables militaires israéliens sont tentés d'appliquer la méthode qui avait réussi aux Britanniques dans la guerre des Malouines : « Pas de médias, pas d'images, pas d'ennuis ».
Des manifestations éclatent en Cisjordanie à Jérusalem-Est, Bethléem, Hébron, et Ramallah, plusieurs manifestations du Hamas rallient de nombreux militants et responsables du Fatah.
Depuis le blocus imposé par Israël et l'Égypte à la bande de Gaza, la situation humanitaire s'était déjà fortement dégradée. L’« opération Plomb durci » a encore aggravé la situation malgré l'interruption de trois heures accordée par Israël pour permettre à l'aide humanitaire d'accéder sur le terrain. Mais le 8 janvier 2009, l'ONU suspend toutes ses activités à Gaza, mettant en cause l'armée israélienne après qu'elle a bombardé un de ses convois humanitaires et tué un chauffeur. L'organisation demande aussi une extension de l'interruption des trois heures qu'elle juge en l'état insuffisante. Le CICR de son côté accuse Tsahal d'empêcher l'accès des secours aux victimes.
Un million de Palestiniens sont privés d'électricité, 750 000 d'eau courante, les hôpitaux sont surchargés et les services médicaux épuisés manquent de médicaments,. De nombreuses organisations non gouvernementales décrivent, au début de l'année 2009, une situation « catastrophique » dans la bande de Gaza. L'ONU dénonce également une « crise humanitaire totale ».
Un collectif de 90 organisations humanitaires, françaises pour la plupart, a annoncé, le 12 janvier 2009, son intention de déposer, devant la Cour pénale internationale, une plainte contre l'État d'Israël, accusé par elles de « crimes de guerre » dans la bande de Gaza, en raison du caractère jugé « disproportionné » de la riposte israélienne aux lancers de roquette effectués en direction du sud d'Israël.
Le Conseil des droits de l'homme des Nations unies mandate le juge sud-africain Richard Goldstone pour diriger une mission d'enquête sur les violations des droits de l'homme commises pendant la guerre de Gaza. Cette mission n’a pas été autorisée par le gouvernement israélien à enquêter sur son territoire ni à entendre des militaires israéliens. Le rapport de la mission d'enquête, connu sous le nom de rapport Goldstone, a été présenté le 15 septembre 2009.
Le rapport juge l'armée israélienne coupable de crimes de guerre voire de crimes contre l'humanité au cours de cette offensive, estimant qu'elle avait une stratégie « conçue pour punir, humilier et terroriser la population civile ». Il note que l'armée israélienne a de nouveau mis en pratique la doctrine Dahiya expérimentée lors de la guerre israélo-libanaise de 2006, qui consiste à bombarder de façon indiscriminée les combattants ennemis et la population civile dans les villes ou villages d'où son tirés des roquettes.

#### Événements de 2010 à 2012
En mai 2010, une flottille se définissant comme « humanitaire » baptisée flottille de la liberté composée de huit bateaux à bord desquels se trouvent des militants pro-palestiniens tente de briser le blocus imposé à la bande de Gaza. Les navires sont arraisonnés dans les eaux internationales, faisant neuf morts et vingt-huit blessés parmi les militants pro-palestiniens, pour la plupart des Turcs de İnsani Yardım Vakfı (IHH) qui est une ONG humanitaire turque considérée comme proche de mouvements islamistes, bien que l'IHH nie ces allégations. Dix militaires israéliens sont blessés.
Le secrétaire général de l'ONU, Ban Ki-moon, déclare le 3 juin 2010 : « Le blocus de Gaza est contre-productif, intenable et immoral. » Au mois de juillet 2011, le rapport Palmer de l'ONU, se fondant sur l'article 51 de la Charte des Nations unies qui formule une exception au principe de la liberté de la navigation au nom du principe de légitime défense, a déclaré le blocus naval de Gaza légal, estimant qu'Israël « fait face à une véritable menace contre sa sécurité de la part des groupes militants de Gaza ». Il considère que le blocus naval de Gaza « a été imposé comme une mesure de sécurité légitime afin de prévenir l’accès d'armes à Gaza par voie maritime et sa mise en place est conforme au droit international ».
Le 15 mars 2011, la Marine israélienne arraisonne un bateau qui acheminait selon elle une cargaison de missiles vers la bande de Gaza destinée au Hamas.
Le 22 mars et les jours précédents les militants des mouvements islamistes dans la bande de Gaza ont tiré des roquettes vers les villes israéliennes d'Ashdod et Beer-Sheva faisant un blessé. La riposte israélienne a fait huit morts, quatre militants et quatre civils dont deux mineurs.

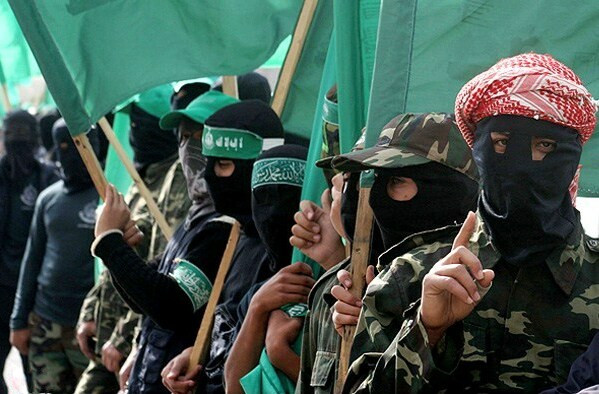
Parade des brigades militaires Izz al-Din al-Qassam du Hamas (novembre 2011).

À la suite de l'attaque du poste frontière égyptien et du massacre de 16 soldats par un groupuscule jihadiste issu de Gaza, l'Égypte de Mohamed Morsi décide l'établissement d'une barrière entre Égypte et Gaza sur les 14 kilomètres de frontière.
Le 18 août 2011, lors d'une infiltration à travers la frontière israélienne à partir de l’Égypte, des militants palestiniens ont mené une attaque contre des autobus civils israéliens près de la station balnéaire d'Eilat. Cette attaque avait fait huit morts et une quarantaine de blessés. L'armée israélienne a lancé un raid de représailles le 19 août à Rafah, tuant six personnes dont Kamal al-Nayrab, chef des Comités de résistance populaire (CRP). Le Hamas a démenti les accusations israéliennes, assurant « qu'il n'y a pas de lien entre Gaza et ce qui est arrivé près d'Eilat ».
Le 4e rapport du Conseil des droits de l'homme des Nations unies sur la Situation des droits de l’homme en Palestine et dans les autres territoires arabes occupés, portant sur la période de janvier 2010 à novembre 2011, présenté en décembre 2011 par la Haut-Commissaire Navanethem Pillay, stigmatise de « graves violations » du droit international de la part tant d'Israël que des « autorités de facto à Gaza » et leur adresse des recommandations,.
Concernant le Hamas :
- Tirs de roquettes et d'obus « aveuglément » sur des zones israéliennes habitées par des civils, souvent à partir de zones fortement peuplées, qualifiés de « contraires aux règles du droit international humanitaire ». Le Haut-Commissariat reproche au Hamas d'avoir revendiqué une de ces attaques et de ne pas avoir empêché les autres, alors qu'il avait « une certaine capacité » à le faire (§ 6-9).
- Détention arbitraire, mauvais traitements, tortures, voire « allégations de disparitions » de prisonniers, imputés aux « différentes branches des forces de sécurité » (§ 10-12).
- Restriction des libertés d'expression, d'opinion, de réunion et de manifestation, en particulier à l'encontre de journalistes (§ 13-14).
- Trois exécutions, sans aval du président palestinien, et sept condamnations à mort dans la période, le Haut-Commissariat exprimant « des doutes sérieux sur le respect des garanties d’un procès équitable » par des tribunaux militaires (§ 15-17).

Concernant Israël :
- Aggravation de la pauvreté et du chômage et détérioration des infrastructures causées par le blocus. Le Haut-Commissariat relève en particulier le retard à la construction de trois stations de traitement des eaux usées et l'impossibilité de construire de nouvelles écoles, entraînant une réduction du temps de cours par élève (§ 37). Le Haut-Commissariat demande à Israël de « lever totalement le blocus de Gaza, compte dûment tenu des préoccupations légitimes en matière de sécurité ».
- Incursions, bombardements, frappes aériennes et utilisation de munitions réelles contre des Palestiniens, entraînant des morts, des blessés et des dégradations d'infrastructures civiles (§ 38).
- Absence de respect des principes de proportionnalité et de distinction et de précautions, ayant entraîné notamment la mort de six civils (§ 39).
- Obstacles à l'exercice du droit de réparation des civils, notamment un délai de prescription réduit et le refus systématique d'autoriser les civils à se rendre devant un tribunal israélien (§ 40).

#### Guerre de 2012

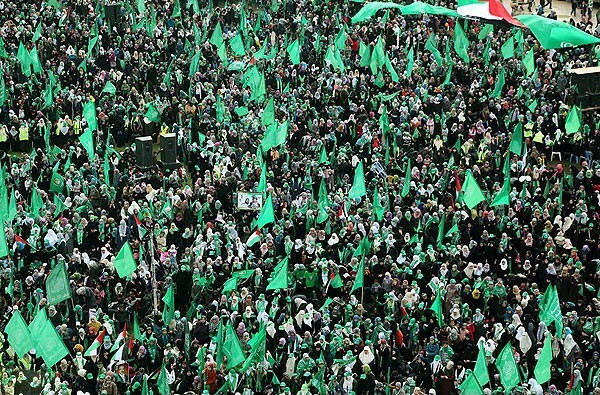
Manifestation de soutien lors du 25e anniversaire du Hamas à Gaza (décembre 2012).

La confrontation entre Israël et la bande de Gaza en 2012 est une succession d'attaques et de représailles entre l'armée israélienne et plusieurs mouvements palestiniens, dont le Hamas, le Jihad islamique et les Comités de résistance populaire.
L’opération « Pilier de défense » ou « Colonne de nuages », est une guerre menée par l'armée israélienne dans la bande de Gaza, qui a commencé le 14 novembre 2012. Ces hostilités s'inscrivent dans le contexte des confrontations entre Israël et la bande de Gaza depuis le début de l'année 2012. L'armée israélienne a effectué une série d'assassinats ciblés visant des dirigeants et militants palestiniens, auxquels les Palestiniens ont répondu par des tirs de roquette en direction du territoire israélien. Cette opération a débuté par un tir d'un missile de l'armée de l'air israélienne sur la voiture d'Ahmed Jaabari, le chef militaire du Hamas, alors qu'il circulait dans l'une des artères principales de la ville de Gaza. Il est tué sur le coup avec l'un de ses fils. Parallèlement, des rampes de lancement souterraines de roquettes sont ciblées par des frappes aériennes. L’armée israélienne annonce avoir détruit la quasi-totalité de ces roquettes,,.
L'opération « Pilier de défense » cause la mort de 177 personnes dans la bande de Gaza en une semaine, dont au moins 26 enfants, et fait plus de 1 200 blessés. Côté israélien, deux soldats et quatre civils sont morts. Les destructions causés par les bombardements israéliens sur la bande de Gaza sont estimées à 1,2 milliard de dollars. Le siège du gouvernement à Gaza a été rasé, 200 maisons ont été complètement détruites et 8 000 endommagées.
Le 21 mars 2013, deux roquettes ont été tirées sur Sdérot par des groupes salafistes de Gaza. Les tirs ont été présentés comme étant une réponse à la visite de Barack Obama en Israël et en Cisjordanie,. Deux autres roquettes sont tirées le 2 avril, ainsi que le 3 avril, en réponse un raid aérien israélien vise deux cibles à Gaza. Le 4 avril, une autre roquette est tirée. Le 7 avril, plusieurs roquettes ont été tirées durant les cérémonies de commémoration de la Shoah forçant les habitants à abandonner ces cérémonies pour s'abriter après le déclenchement des sirènes d'alerte, ces séries de tirs mettant fin à la trêve décrétée le 21 novembre 2012 à la suite de l’opération Pilier de défense.

#### Guerre de 2013
L'année 2013 voit se confirmer la rupture de la trêve entre le Hamas et Israël :
- Dès janvier, mise à jour de nouveaux tunnels débouchant en Israël.
- Février, tirs contre Ashkelon entraînant la fermeture du passage de Kerem Shalom.
- Mars, 4 roquettes contre Sdérot lors de la visite du président Obama en Israël.
- Avril, à la suite de tirs de mortier depuis Gaza, première frappe aérienne israélienne depuis la trêve, suivie de tirs de roquettes et autre frappe aérienne à la fin du mois ; début du déploiement du Dôme de fer antimissile (à Ashkelon le 8 avril, à Jérusalem en septembre, Beersheba et Sderot en décembre).
- Juin, six roquettes.
- Août, roquettes dont contre Eilat, interceptées par le Dôme de fer ; frappe aérienne israélienne.
- Septembre, renforcement du blocus égyptien.
- Octobre, élimination ciblée, annonce américano-israélo-palestinienne de la découverte de gaz dans la mer de Gaza, mise à jour d'un tunnel débouchant près d'un kibboutz, mortiers sur Eshkol, missiles sur Ashkelon suivis de frappe aérienne contre deux silos de missiles.
- Novembre, violent combat à Khan Younes lors de la destruction de tunnels pénétrant en Israël, en mer contre contrebande d'armes. Décembre, nombreux tirs de roquettes et ripostes.

Durant cette année, le Hamas est déchiré par la guerre civile en Syrie (qui l'éloigne de l'Iran). Au deuxième semestre, batailles dans le Sinaï entre islamistes basés à Gaza et l'armée égyptienne, laquelle détruit de très nombreux tunnels de contrebande à Rafah.

#### Guerre de 2014

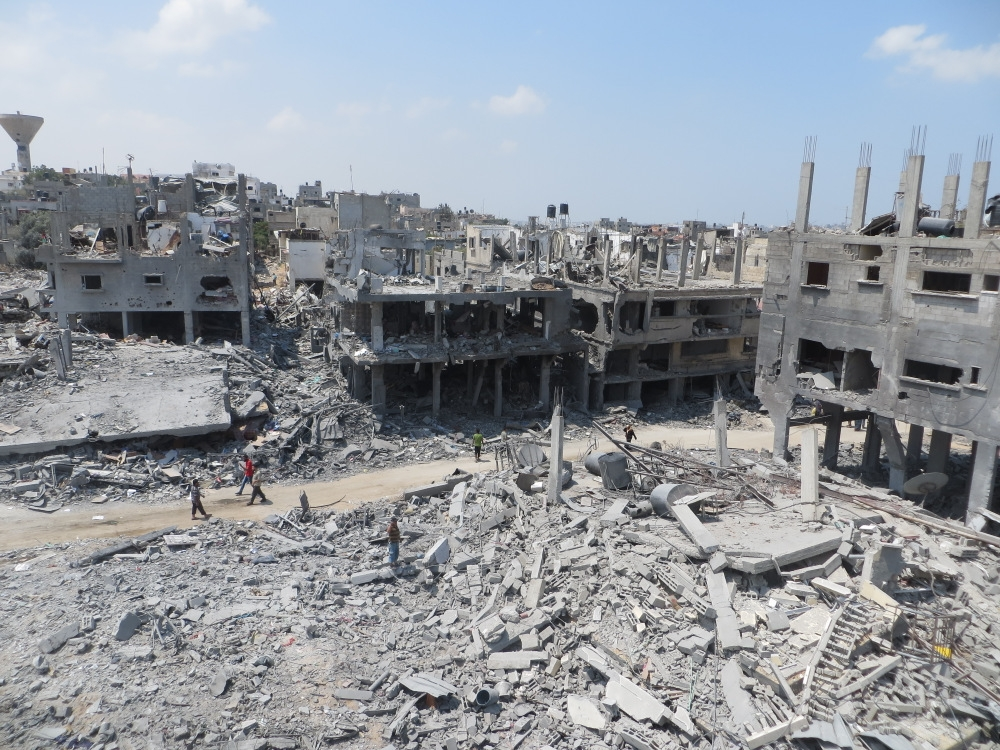
Destructions à Beit Hanoun (août 2014).

Le 12 janvier, peu après la fin des funérailles d'Ariel Sharon, deux roquettes sont tombées sans faire de dégâts non loin de sa ferme dans le désert du Néguev où il a été inhumé. L’armée israélienne avait envisagé l'éventualité de ce type d'attaques et avait sécurisé la cérémonie en installant des batteries anti-missiles. Le 16 janvier, cinq roquettes tirées de la bande de Gaza vers Ashkelon sont abattues par le système anti-missiles, Dôme de fer. Trois autres ont atterri dans les environs d'Ashkelon dans des zones inhabitées. En réponse, Tsahal a conduit des raids aériens ciblant un lanceur de roquettes souterrain, un dépôt d'armes et des fabriques d'armement. Ces raids ont blessé cinq civils, une femme et quatre enfants selon des sources médicales palestiniennes. Le 19 janvier, un militant du Jihad islamique palestinien, spécialisé dans les attaques à la roquette et considéré par Israël comme « personnellement responsable des tirs récents et antérieurs sur le sud d’Israël » a été grièvement blessé par une frappe aérienne alors qu'il circulait à moto à Jabalya dans le nord de la bande de Gaza. Deux civils palestiniens, dont un enfant de douze ans, ont été blessés par des éclats selon le ministère de la Santé de Gaza. Le 22, deux autres membres du Jihad islamique ont été la cible d'une frappe alors qu'ils circulaient dans une voiture près de Beit Hanoun. L'un d'entre eux était devenu « un responsable important » du FPLP. Il était tenu responsable de la planification des tirs des roquettes durant l'enterrement d'Ariel Sharon et d'attaques contre Israël depuis 2009.
Le 11 mars, trois membres du Jihad islamique palestinien ont été tués dans un raid aérien israélien dans le sud de la bande de Gaza. La branche armée de cette organisation, les Brigades Al-Qods a confirmé avoir « tiré au mortier » sur les forces israéliennes. Selon des témoins palestiniens, des chars et des bulldozers israéliens avait effectué « une incursion limitée à l’est de Khan Younès ». L’armée israélienne a confirmé le raid ainsi que le tir au mortier sur ses forces mais pas l’incursion.

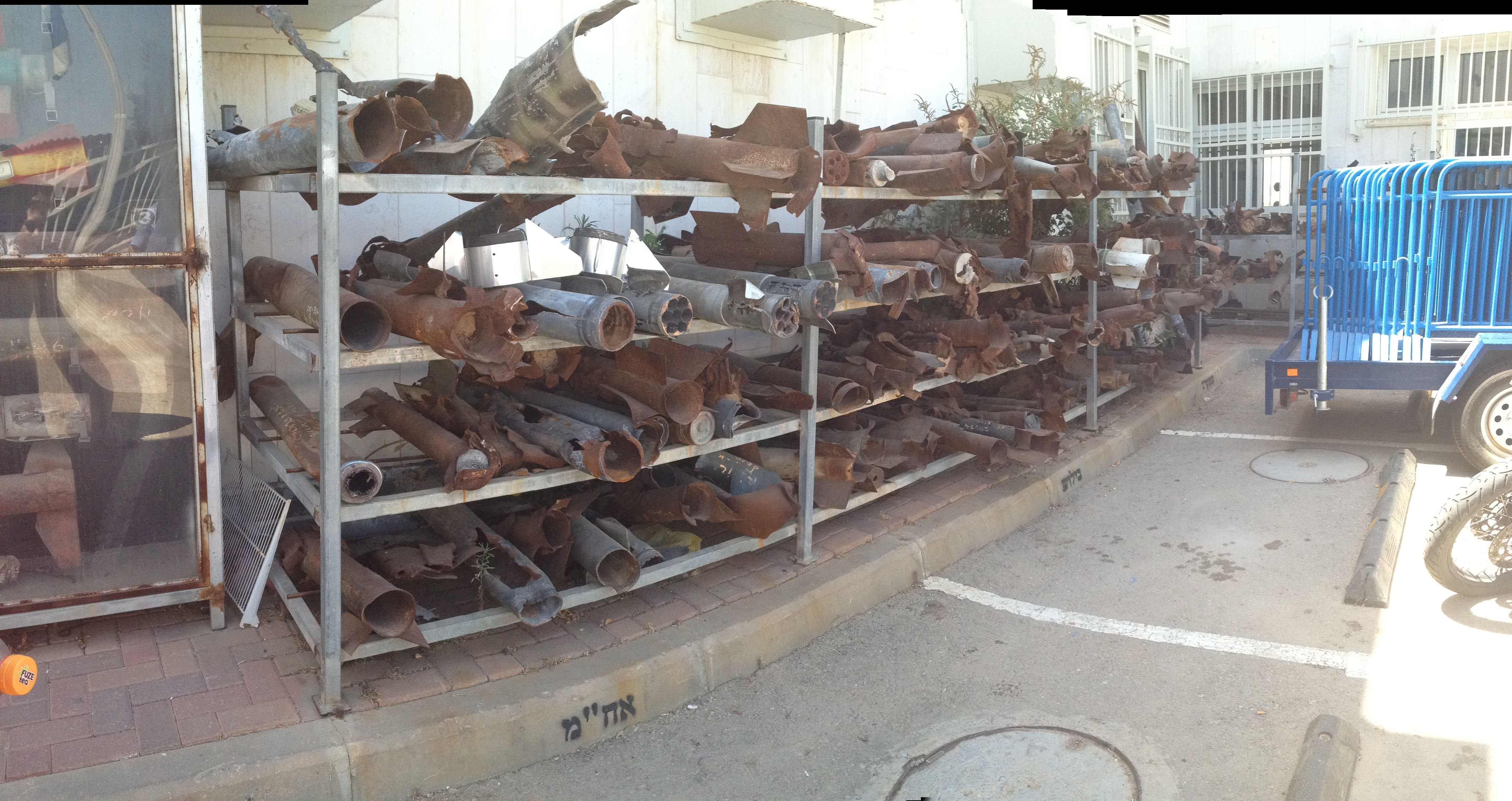
Exposition de roquettes palestiniennes lancées depuis la bande de Gaza sur la région de Sdérot (2015).

À la suite de ce raid plus de 60 roquettes ont été tirées sur le sud d’Israël dont 5 selon l'armée israélienne sont tombées dans des zones habitées sans faire de victimes. L'aviation israélienne a riposté en conduisant une trentaine de raids sur des sites de lancement de roquettes sans faire de victimes non plus. Le 13 mars, un porte-parole du Djihad islamique a annoncé une trêve sous médiation égyptienne. Les tirs de roquettes ont été condamnés par le Premier ministre britannique David Cameron en visite en Israël, les qualifiant de « barbares », car « visant les populations civiles ». Le département d’État américain les a qualifiés « d'attaques terroristes » réaffirmant « le droit d'Israël à se défendre ». Benyamin Netanyahou a déclaré que « s'il n'y a pas de tranquillité dans le sud [d'Israël], il y aura du bruit à Gaza, et c'est un euphémisme »,. Malgré l'annonce de la trêve par le Jihad islamique, 14 roquettes ont été tirées dans la journée et la soirée du 13 mars, l'une d'elles qui allait s'abattre sur Sdérot a été interceptée par le Dôme de fer israélien. Ces derniers décès portent à 237 le bilan des morts palestiniens depuis le début de l'opération israélienne à Gaza le 8 juillet, selon les services de secours palestiniens qui font état également de 1 770 blessés.
Au 20 juin 2014, plus de 200 roquettes ont été tirées sur Israël, dont au moins une quinzaine, qui n'ont pas fait de victimes ou ont été interceptées par le Dôme de fer, depuis l'enlèvement de trois adolescents israéliens le 12 juin 2014 imputé par Israël au Hamas. Ces tirs ont été suivis par des représailles de l'aviation israélienne contre des infrastructures militaires de cette organisation,,.
Dans le même temps, six membres des Brigades Izz al-Din al-Qassam du Hamas sont morts à la suite d'une explosion dans un tunnel qu'ils creusaient sous la frontière entre Israël et la bande de Gaza,.
Le 25 juin, douze raids de représailles contre des installations du Hamas ont été conduits à la suite de nouveaux tirs de roquettes. Par ailleurs, trois Palestiniens ont été blessés et une jeune fille tuée, par une explosion apparemment provoquée par un tir visant le sud d’Israël, mais qui a atteint la bande de Gaza.
Le 27 juin, deux activistes palestiniens du Comité de résistance populaire, qui a revendiqué des tirs de roquettes sur le sud d'Israël, ont été tués et un troisième a été blessé par une frappe aérienne israélienne alors qu'ils circulaient en voiture. Selon l'armée israélienne, ils étaient « impliqués dans des tirs de roquettes contre Israël ces dernières semaines et ils préparaient des attentats contre des ressortissants israéliens ». Dans la matinée, selon des sources palestiniennes, quatre autres Palestiniens, dont un enfant de onze ans, ont été blessés par des tirs israéliens près de la frontière entre Israël et la bande de Gaza. Tsahal a déclaré avoir riposté à l'explosion d'une bombe au passage d'une patrouille israélienne près de la frontière « en tirant en direction des postes de guet utilisés pour guider cette attaque ».
Durant les mois de juillet et d'août 2014, une guerre oppose l'État d'Israël à diverses forces paramilitaires palestiniennes, dont le Hamas et le Jihad islamique. De même nature que la Guerre de Gaza de 2008-2009, elle se caractérise par des tirs aveugles de roquettes depuis la bande de Gaza vers Israël et par des raids et bombardements aériens suivis d'une offensive terrestre lancée le 18 juillet 2014.
L'objectif déclaré des Israéliens est de mettre fin aux tirs de roquettes du Hamas depuis la bande de Gaza et au réapprovisionnement du Hamas en armement, en s'en prenant à ses militants et en détruisant ses infrastructures, en particulier les dizaines de tunnels creusés sous la frontière entre la Bande de Gaza et Israël, les sites de lancement de roquettes et leurs unités de fabrication,. L'objectif des groupes paramilitaires palestiniens est de faire lever le blocus de la bande de Gaza en vigueur depuis 2007, tout en inscrivant ces actions militaires dans un cadre plus général de ce qu'ils considèrent être une résistance face à l'État d'Israël dans le cadre du conflit israélo-palestinien.
Le 26 août, l'Égypte, l'Autorité palestinienne et Israël conviennent d'un cessez-le-feu qui devait être suivi à la fin de septembre 2014 de négociations plus approfondies. L'opération Bordure Protectrice a causé plus de 2 100 morts du côté palestinien, dont 541 enfants et 250 femmes et 72 du côté israélien, dont 6 civils.
Au niveau des infrastructures, ce sont plus de 100 000 habitations qui seront au total détruites en partie ou totalement par Israël. Un rapport de l'OCHA, de septembre 2014, fait état de 17 hôpitaux endommagés (dont quatre complètement détruits) sur un total de 32, la destruction totale de 36 écoles tandis que 122 d'entre elles présentaient des dégâts plus ou moins importants (dont 75 étaient des écoles de l'UNRWA). Entre 20 et 30 % du réseau des eaux et 50 % des capacités de stockages de la bande de Gaza ont été par ailleurs endommagés. Plus d'un millier d'usines, d'ateliers et de commerces ont aussi été détruits.
Le 27 octobre 2014, à la suite des attaques contre des soldats égyptiens dans le nord du Sinaï que l’Égypte impute à des militants palestiniens venus de la bande de Gaza, les négociations indirectes entre Israël et le Hamas sont à nouveau suspendues.
Le 2 novembre, en réaction à un tir de roquette depuis la bande de Gaza, les deux points de passage avec Israël ont été fermés jusqu'à nouvel ordre, « seule l'aide humanitaire pourra encore transiter par les points de passage israéliens de Erez et de Kerem Shalom » indique une porte-parole militaire israélienne, tandis que le point de passage égyptien de Rafah est lui aussi fermé depuis le 26 octobre en raison des attaques contre ses soldats.
Le 23 janvier 2014, le journal israélien Times of Israel rapporte que le Hamas aménage des sites de tirs de roquettes à proximité de réservoirs d'eau et dispose des caméras de surveillance des mouvements des forces israéliennes le long de la frontière, sur les minarets de mosquées et les châteaux d'eau afin d’empêcher des frappes israéliennes sur ces sites de tirs. Dans le même temps, il investit dans la mise en place de tunnels conduisant à la frontière israélienne, dont le coût unitaire est estimé à un million de dollars, en vue d'attaques transfrontalières ou d’enlèvements similaires à celui de Gilad Shalit en juin 2006. En 2009, lors de l’opération Plomb durci, le Rapport Goldstone a condamné Israël pour l'attaque d'une mosquée à Jabalya qui avait fait 15 morts et 40 blessés l'accusant d'avoir « délibérément ciblé des objectifs civils ». Lors de l’enquête menée pour l’établissement de ce rapport, Israël avait déclaré que « le Hamas tirait des roquettes sur Israël depuis des positions adjacentes à des écoles et des mosquées et stockait des munitions dans ou à proximité de ce type d'infrastructures civiles ».

##### Tension avec l'Égypte
Après le putsch d'Abdel Fattah al-Sissi en 2013, les relations entre l'Égypte et le Hamas s'enveniment.
À la suite d'un attentat dans le Sinaï, le 24 octobre 2014, où 30 soldats égyptiens ont été tués, l'Égypte établit une zone-tampon à sa frontière avec Gaza. Huit cents habitations devraient être démolies dans cet espace large de 500 mètres et long d'environ 10 kilomètres. De son coté, le Hamas a notamment entamé la construction d'une barrière souterraine à sa frontière avec l'Égypte pour empêcher l'infiltration de terroristes de l'État islamique au sein de la bande de Gaza.
Le 4 mars 2014, un tribunal du Caire a proscrit les activités et la présence du Hamas en Égypte. Le 29 janvier 2015, la justice égyptienne a classé la branche militaire du Hamas comme organisation terroriste l'accusant de soutenir l'insurrection jihadiste dans le Sinaï. Le 3 février 2015, le ministère de l’Intérieur de la bande de Gaza accuse l’armée égyptienne d'avoir tiré sur deux positions du Hamas et réclame une enquête.

#### Réconciliation difficile entre le Hamas et l'Autorité palestinienne
En février 2017, Yahya Sinwar, qui apparaît comme un « faucon » est élu à la tête du Hamas dans la bande de Gaza.
Le 12 octobre 2017, un accord de réconciliation est signé au Caire par le Fatah et le Hamas, sous l’égide de l’Égypte. Mais son entrée en vigueur a été retardée : prévue le 1er décembre, puis le 10, puis le 12, elle est à chaque fois reportée. Toutefois, à la demande de l'Autorité palestinienne, Israël reprend le 8 janvier 2018 la fourniture d'électricité (120 mégawatts) à la bande de Gaza. Depuis avril 2017, l'Autorité palestinienne, sous la direction de Mahmoud Abbas refusait de payer la facture d'électricité à Israël qui ne lui fournissait que 70 mégawatts au lieu de 120. Ceci ne correspond qu'à un tiers des besoins de Gaza. C'était l'une des principales demandes du Hamas, engagé depuis octobre 2017 dans le processus de réconciliation avec le Fatah.
Le 13 mars 2018, le Premier ministre palestinien Rami Hamdallah échappe à un attentat alors qu'exceptionnellement, il faisait une visite dans la bande de Gaza. Cette tentative d'attentat « sonne définitivement le glas de la "réconciliation" interpalestinienne. ». Quelques jours après, le Hamas annonce la mort du responsable de l'attentat dans un affrontement avec les policiers. L'Autorité palestinienne a exprimé son scepticisme.

#### Marche du retour (2018-2019)

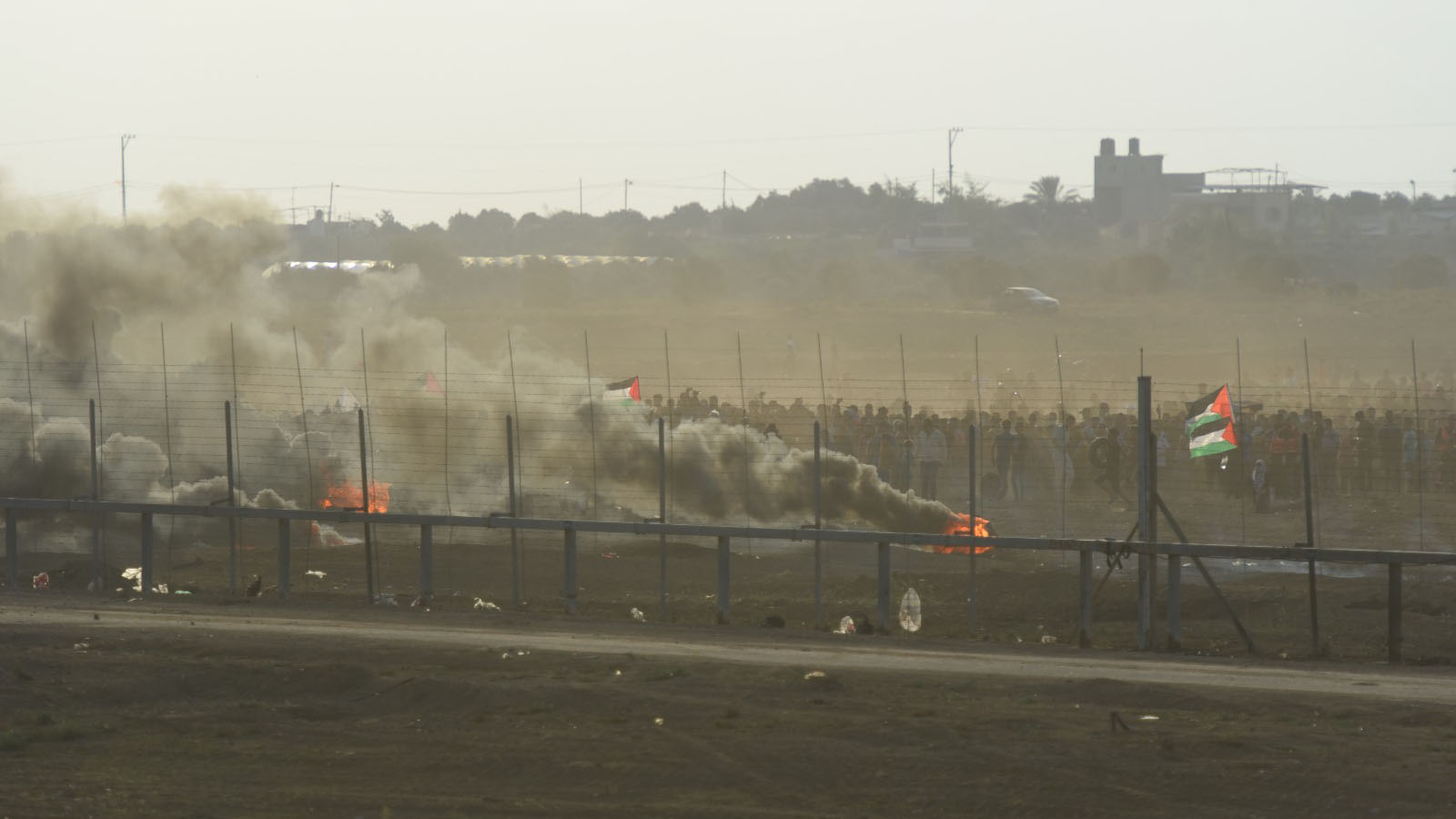
Marche du retour du vendredi 5 octobre 2018.

Le 30 mars 2018, à l'occasion de la journée de la Terre, plus de 30 000 Palestiniens ont manifesté le long de la frontière entre la Bande de Gaza et Israël dans le cadre d’un vaste mouvement de protestation appelé « la marche du retour ». Prévue pour durer six semaines, jusqu'à la « journée de la Nakba » à la mi-mai, qui commémore l'exode des Arabes après l'indépendance d’Israël et qui sera également la date de l'installation de l’ambassade américaine en Israël à Jérusalem, et dénoncée depuis plusieurs jours par Israël qui met en garde les Palestiniens s'ils menacent la frontière, cette protestation vise à réclamer le droit au retour des réfugiés palestiniens qui ont fui ou été chassés de leurs terres pendant la guerre ayant suivi la création de l'État d'Israël en 1948. Le chef du Hamas dans la bande de Gaza, Yahya Sinwar « a promis que les rassemblements se poursuivraient jusqu'à ce que la frontière disparaisse ». La manifestation est soutenue par plusieurs partis politiques, dont le Hamas et le Fatah. Plus de 1400 manifestants ont été blessés selon le ministère de la Santé de la bande de Gaza, chiffre contesté par l'armée israélienne et seize manifestants ont été tués selon Palestiniens et Israéliens.

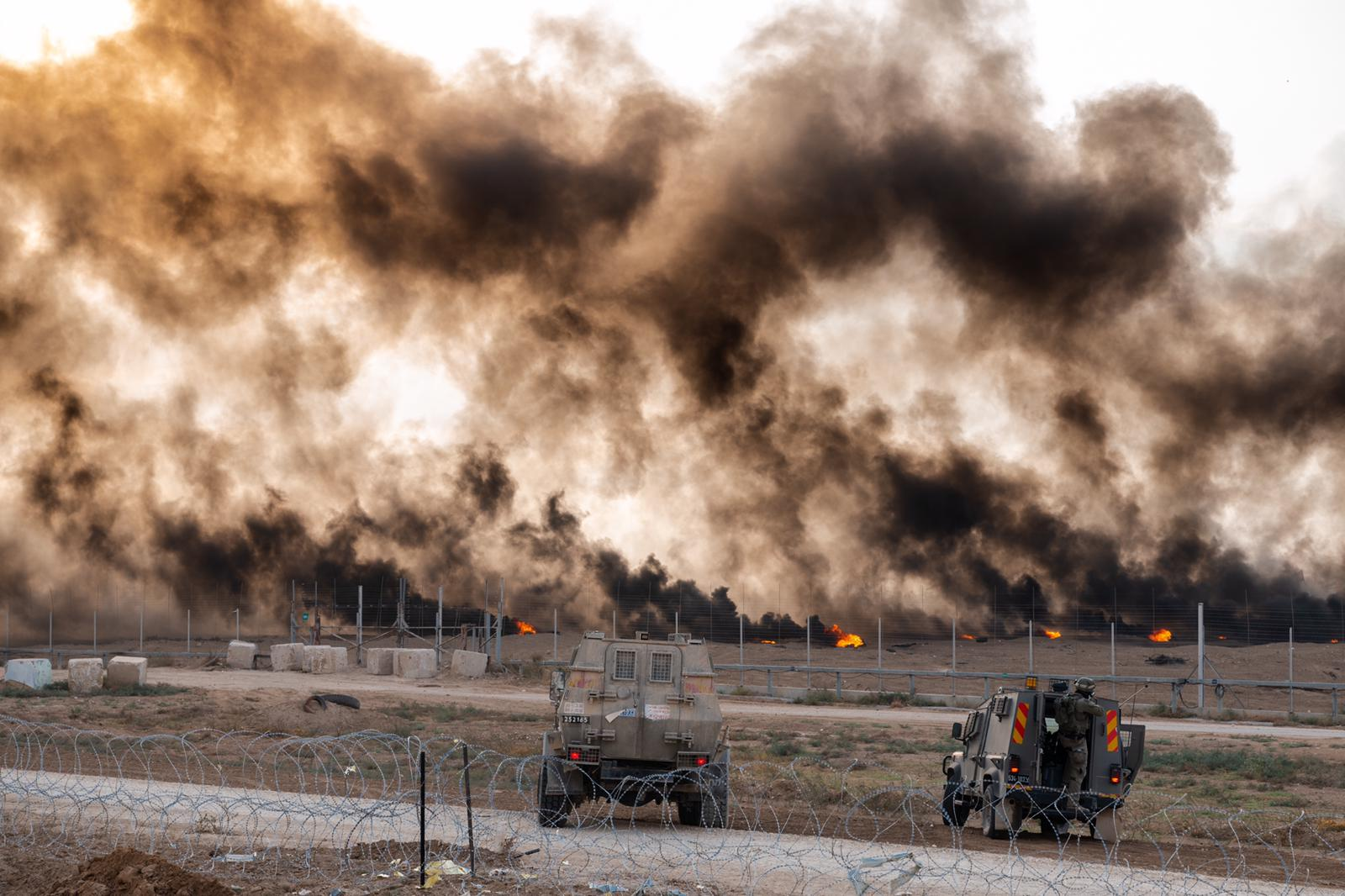
Le 23 octobre 2018.

Des manifestants non armés se sont approchés à plusieurs centaines de mètres de la barrière de sécurité installée par Israël le long de la frontière avec la bande de Gaza, les snipers de l'armée israélienne ouvrirent le feu sur ceux qu'ils estimaient trop près de la barrière. Toutefois, certains, après s'être rapprochés de la frontière, ont lancé des cocktails Molotov sur les troupes israéliennes de l'autre côté de la frontière. L'armée israélienne affirme que deux manifestants armés de fusils d’assaut AK-47 ont tiré vers les soldats israéliens. Les snipers de l'armée israélienne ont alors tiré à balles réelles tuant 16 Palestiniens. Selon Israël, dix des seize manifestants tués ont été identifiés comme appartenant à des groupes terroristes. Le Hamas, considéré comme un groupe terroriste par les États-Unis, l'Union européenne et Israël, a reconnu avoir perdu cinq des membres de son organisation militaire. Des drones ont largué du gaz lacrymogène sur les manifestants pour essayer de les disperser.
Mahmoud Abbas pour les Palestiniens, Recep Tayyip Erdoğan pour la Turquie ainsi que la Ligue arabe, l’Égypte et la Jordanie ont condamné les tirs de l'armée israélienne et l'usage disproportionné de la force. Le secrétaire général des Nations unies, António Guterres, et la haute représentante de la diplomatie européenne, Federica Mogherini, ont réclamé une enquête indépendante sur l’usage de balles réelles par l’armée israélienne. Le ministre de la Défense israélien, Avigdor Liberman, a rejeté cette demande d'enquête, déclarant : « Il n’y aura pas de commission d’enquête ». Le Premier ministre israélien, Benyamin Netanyahou, a de son côté exprimé son soutien à l’armée : « Bravo à nos soldats » a-t-il écrit dans un communiqué,.
La journée au bilan le plus lourd (62 morts) est le 14 mai 2018, jour de l'inauguration de l'ambassade des États-Unis à Jérusalem. Au total, plus de 200 Palestiniens ont été tués, dont une cinquantaine d'enfants, ainsi que des secouristes et des journalistes. Plus de 7 000 ont été blessés par balles, dont beaucoup mutilés à vie. D'autre part, une centaine de Palestiniens ont été tués en 18 mois lors de bombardements sur la bande de Gaza.
En février 2019, la commission d’enquête des Nations unies conclut que les violences commises par Israël lors des manifestations pouvaient « constituer des crimes de guerre ou des crimes contre l’humanité ».

#### Mur anti-tunnel construit par Israël

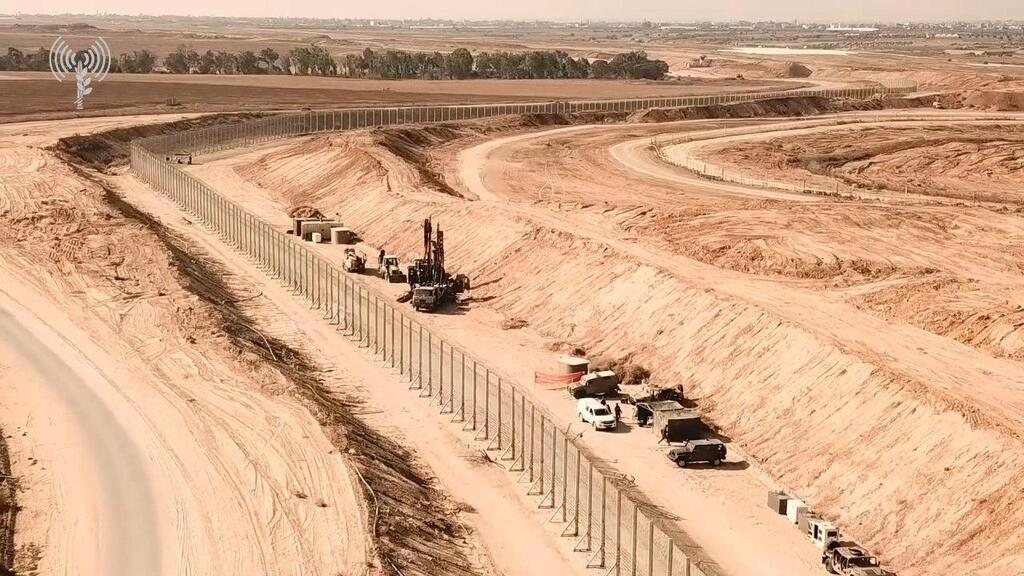
La barrière de séparation entre Israël et la Bande de Gaza en 2020.

Les tunnels de combat ont été une des armes des Gazaouis durant le conflit de 2014. Un raid à travers un tunnel a coûté la vie à cinq soldats israéliens le 28 juillet 2014 près du kibboutz de Nahal Oz et 32 tunnels ont alors été découverts. En 2017, trois tunnels sont encore découverts. C'est en opposition à ces tunnels, et pour empêcher toute infiltration vers Israël, que l'armée israélienne construit un mur de 65 kilomètres de long et un mètre de largeur, comprenant une portion en mer reliée à un système d'armements contrôlé à distance et une partie souterraine de plusieurs dizaines de mètres de profondeur, tout au long de la frontière entre Israël et la bande de Gaza. Il est achevé en 2021.
Cette aire d’exclusion militaire occupe 25 % du territoire et 35 % des surfaces cultivables gazaouies. Les paysans travaillant à proximité de la zone frontalière ont perdu une partie de leurs terres et connu une chute de leurs revenus. Ils sont également exposés aux tirs des soldats.

#### Confrontations de 2021
Du 10 au 17 mai 2021, des roquettes Qassam sont tirées par le Hamas sur Israël en « solidarité » avec les centaines de manifestants palestiniens blessés dans des heurts avec la police israélienne à Jérusalem-Est. À l’origine des manifestations, la menace d’expulsion forcée de familles palestiniennes au profit de colons israéliens dans le quartier arabe Cheikh Jarrah. Plus de 3 150 roquettes ont été tirées (le rythme le plus élevé de projectiles jamais tirés sur le sol israélien, d'après l'armée d'Israël), dont une bonne partie a été interceptée par le système antimissile de la défense israélienne. L'État hébreu a répliqué par des frappes sur l'enclave palestinienne, tuant 200 Palestiniens dont au moins 59 enfants, et plus de 1 300 blessés. Côté israélien, dix personnes ont été tuées dont un enfant, et 294 personnes ont été blessées. Des centaines de bâtiments à Gaza ont été endommagées ; neuf maisons appartenant à des hauts commandants du Hamas et qui servaient pour certaines à « stocker des armes » selon Tsahal ont été visés. L'immeuble abritant l'Associated Press et Al Jazeera a été pulvérisé.
Tandis que plusieurs pays (dont la France et l'Allemagne) appelaient dès le début des bombardements à la fin des hostilités, une tentative de médiation était en cours le 17 mai 2021 au soir incluant l'Égypte, la Jordanie et l'Allemagne avec le soutien de la France (d'après le porte-parole du gouvernement français), tandis que les États-Unis refusaient toute déclaration conjointe au Conseil de Sécurité des Nations unies.

#### Bilan des offensives israéliennes (de 2005 à 2023)
Depuis le retrait israélien de 2005 de la bande de Gaza, et l’évacuation de 17 colonies juives et de leurs 9 000 habitants, Israël a mené douze offensives militaires contre ce territoire palestinien en dix-sept ans. Le bilan humain de cette période est le suivant : côté palestinien, 1 900 combattants et 2 800 civils tués ; côté israélien, 100 combattants et 23 civils tués.

#### Depuis 2023
La guerre de Gaza est déclenchée le 7 octobre 2023. En cette seule journée, les attaques coordonnées - menées majoritairement par le Hamas - sur Israël ont fait près de 1 200 tués (soldats, policiers israéliens et civils tant israéliens qu'étrangers),. Environ 250 civils et soldats israéliens et étrangers sont enlevés et détenus dans la bande de Gaza,.
La réplique israélienne prend la forme d'une offensive sur la bande de Gaza, en vue d'éradiquer le Hamas, qui fait au moins 51 000 morts dont plus de 15 000 enfants et de nombreux disparus, entre octobre 2023 et avril 2025, principalement dans des bombardements aériens. En outre, la guerre a causé un nombre sans doute équivalent de victimes indirectes du fait de la faim et des épidémies, du manque d’accès aux soins et de l’épuisement généralisé de la population. Près de 120 000 personnes ont été blessées, dont près de 35 000 enfants.
Fin 2024, 87 % des bâtiments d’habitation (soit 411 000) ont été détruits totalement ou partiellement. Plus de 80 % des commerces et deux tiers du réseau routier sont hors d’usage. Au moins 163 778 bâtiments ont été détruits ou fortement endommagés, soit les deux tiers, en date de septembre 2024,.
En janvier 2025, après 15 mois de guerre, un accord de trêve est trouvé, permettant des échanges d'otages israéliens et de prisonniers palestiniens, et le retour de centaines de milliers de réfugiés dans le nord de l'enclave. De son côté, le Hamas conserve toujours le contrôle du territoire. L'accord de trêve est rompu le 2 mars par Israël qui décide d'interdire le passage de l'aide humanitaire vers l'enclave palestinienne, puis reprend ses bombardements à partir du 18 mars, tuant 400 personnes en quelques minutes.
L’armée israélienne dit avoir transformé, au 16 avril 2025, 30 % de la bande de Gaza en « périmètre de sécurité », où la population palestinienne est interdite d'accès sous peine de mort. D'après un calcul de l'AFP à partir des cartes publiées par Tsahal, le périmètre concerné représente en réalité environ 187 km2, soit un peu plus de la moitié du territoire. Les bâtiments se trouvant dans cette zone sont systématiquement détruits selon des témoignages de soldats israéliens ayant requis l'anonymat.
Le 5 mai 2025, après un vote à l'unanimité du cabinet de sécurité du Premier ministre Benyamin Netanyahou, Israël annonce son projet de pérenniser sa présence militaire dans l’enclave palestinienne et d’entasser la population à l’extrémité sud du territoire,.

## Politique et société

### Société sous contrôle du Hamas
Le Hamas remporte les élections législatives palestiniennes de 2006, obtenant 74 sièges au Conseil législatif palestinien contre 45 pour le Fatah. Avec un taux de participation de plus de 77 %, ces élections parlementaires ont été « ouvertes et bien organisées », selon un rapport la mission d’observation de l’Union européenne. D'après la chercheuse Laetitia Bucaill, si le Hamas « parvient à recueillir une majorité de suffrages, c’est autant grâce à ses performances qu’à la lassitude suscitée par le Fatah. Il incarne le choix de la lutte armée et du nationalisme : ses dirigeants se targuent d’avoir forcé le retrait israélien de la bande de Gaza en 2005, grâce aux tirs de roquette, tandis que le Fatah est associé à la stratégie de négociation qui déçoit – au mieux – les Palestiniens, ou les écœure, surtout dans le sillage de la répression israélienne lors de l’Intifada al-Aqsa [2000-2005]. En outre, le Hamas apparaît comme le garant d’une certaine probité, […] son image tranche avec celle de l’Autorité palestinienne, fréquemment accusée de corruption et de népotisme. » Une cohabitation s'installe au sein de l'Autorité palestinienne, avec l’arrivée du Hamas au gouvernement, tandis que le Fatah conserve la présidence. Quelques mois après les élections, dans le sillage du refus du Fatah de participer à un gouvernement d’union nationale, les incidents se sont multipliés entre les deux mouvements, conduisant à des tirs d’intimidation, des enlèvements et des assassinats. Le conflit aboutit, en juin 2007, à la prise de contrôle de la bande de Gaza par le Hamas et à un repli du Fatah sur la Cisjordanie.
Samir Mashharawi, un dirigeant du Fatah, accuse en 2007 le Hamas de vouloir « établir un mini-État taliban dans la bande de Gaza ». Selon Ismaël Haniyeh du Hamas, au contraire, « il ne peut pas y avoir d'État palestinien sans Gaza et nous ne cherchons pas, par conséquent, à établir une entité séparée dans l'enclave de Gaza ou un émirat de quelque sorte que ce soit […] Le gouvernement de Gaza est un gouvernement élu, respectueux […] de la démocratie, du pluralisme, des femmes et de leurs libertés, de la protection des droits publics et de la non-interférence dans la vie privée ». Le professeur de littérature anglaise Sahar El-Mougy s'exprimant lors de la cérémonie de clôture du cinquième Festival palestinien de littérature en mai 2012 au Caire, a condamné ce qu’il décrit comme une « famine culturelle » à Gaza déplorant le fait « qu'il n'y a même pas de cinémas, de bibliothèques, de librairies proposant des livres sur les arts, la philosophie ou la littérature. Les seuls livres disponibles sont ceux traitant de la charia islamique (jurisprudence islamique) et du Fiqh (pensée islamique) ». Il accuse le Hamas d'effacer la culture palestinienne, en le remplaçant par une version extrémiste de l'Islam. El-Mougy considère que le Hamas qui initialement était « un mouvement de résistance contre l'occupation, est devenu lui-même un mouvement de répression et est devenu un obstacle entre les Palestiniens et la vie. ».
Après la prise de contrôle par la force de la bande de Gaza par le Hamas le 14 juin 2007, celui-ci a évincé les fonctionnaires liés au Fatah de Mahmoud Abbas des institutions du pouvoir telles que les organisations gouvernementales, les services de sécurité, les universités et les médias. Selon Amnesty International, sous le régime du Hamas des journaux ont été fermés et des journalistes harcelés, des manifestations du Fatah interdites ou réprimées violemment, comme dans le cas d'une grande manifestation pour l'anniversaire de la mort de Yasser Arafat qui a abouti à la mort de cinq personnes et fait 31 blessés parmi des manifestants qui avaient jeté des pierres sur les forces de sécurité du Hamas. Dans son rapport, Amnesty International dénonce les assassinats politiques, la réémergence d'une situation d'anarchie, les détentions arbitraires et les enlèvements, la torture et autres mauvais traitements de détenus et d'otages, l'impunité dont jouissent les auteurs de crimes et le manque de volonté politique de la part du Hamas qui administre de facto la bande de Gaza à tenir les auteurs de ces crimes comptables de leurs actes, le non-respect des droits humains fondamentaux, y compris les droits à la liberté d'expression, de réunion et d'association. Le Hamas a interdit presque toutes les activités du Fatah, fermant ses médias et réprimant ses rassemblements.
Depuis sa mainmise sur la bande de Gaza, le Hamas a fait fermer des restaurants, des cafés et des hôtels, en affirmant que ces lieux violent la tradition islamique. En septembre 2010, un parc d'attractions marin le « Crazy Water Park » a été vandalisé et incendié par des hommes en armes. Un ministère « de la dotation islamique » a été créé, il a déployé des « Comités de vertu » qui tendent à imposer le « voile islamique » (hidjab) aux femmes en les avertissant des « dangers de vêtements impudiques » et qui les empêchent de circuler en cyclomoteurs. Selon l'agence Bloomberg, des hommes armés du Hamas ont empêché la présence sur scène de jeunes filles durant l'inauguration du Palestinian Heritage Museum, le 7 octobre 2010, arguant que cela était « religieusement impropre ». De même le « comité des mœurs » dont les hommes patrouillent dans les rues pour s'opposer à la mixité, aux hommes portant des vêtements qu'ils considèrent « féminins » et à la vente de posters, livres, magazines et DVD qui selon eux « ne respectent pas la morale stricte ». La journaliste palestinienne Asma al-Ghul a rapporté en 2009 qu'elle avait été retenue et interrogée par la police, pour s'être baignée tête nue et en riant,. Islam Shahwan, le porte-parole de la police du Hamas, a démenti l'existence de l'incident. Selon le Jerusalem Post, il a précisé que la police était déployée sur les plages à la demande du Comité pour la propagation de la vertu et la prévention du vice et que « les résidents de Gaza doivent maintenir les traditions islamiques. » Selon l'agence Bloomberg, un autre porte-parole de la police, Rafik Abu Hani, a décrit cet incident comme une « anomalie ». Matthew Olsen, directeur d'Explore Corps et du Gaza surf club, déplore que « même si le Hamas est le plus souvent coopératif pour ce qui concerne le développement du surf à Gaza, il ne nous a pas toujours facilité les choses car il considère la plage comme une « zone de sécurité » où les hommes doivent se baigner en short et en tee-shirt, et les filles de plus de quatorze ans doivent couvrir leurs bras, leurs jambes et leur tête ».
Selon Human Rights Watch, le gouvernement du Hamas de Gaza a « intensifié ses efforts pour islamiser Gaza en 2010 » qui ont été qualifiés par cette organisation de « répression de la société civile » et « de graves violations de la liberté individuelle ». Jonathan Schanzer a utilisé en 2009 le terme de « talibanisation » à propos de l'islamisation de la bande de Gaza et par référence aux talibans, pour décrire la manière dont le Hamas a « imposé des règles strictes aux femmes, découragé les activités généralement associées à la culture occidentale ou chrétienne, opprimé les minorités non musulmanes, imposé la loi de la sharia et déployé la police religieuse pour faire respecter ces lois ». Selon Francesca Giovannini en 2011, « un nombre croissant d'analystes ont dénoncé ouvertement les efforts systématiques massifs et explicites menés par le Hamas en vue de la talibanisation de la bande de Gaza ». Toutefois, selon Ahmed Yousef (en), il s'agit d'une accusation « fondée sur la propagande israélienne » : s'il est vrai, selon cet auteur, que quelques individus au ministère de l'Intérieur ou à celui du droit islamique et des affaires religieuses ont agi avec un zèle excessif, ils interprétaient mal les consignes d'un gouvernement qui est d'ailleurs intervenu pour corriger leurs erreurs.
Le centre palestinien pour les droits de l'homme (PCHR) dénonce dans un rapport de 2009 les violations des droits de l'Homme dans la bande de Gaza se déclarant « gravement préoccupé » par ces violations continues qu'il qualifie de « violations criminelles » et appelle le gouvernement du Hamas à Gaza afin qu'il prenne toutes les mesures légales nécessaires pour « mettre immédiatement un terme à ces crimes et violations des droits de l'Homme » Selon Samir Moussa, un avocat de l'ONG Addameer, il y a eu des dizaines de cas d'exactions dans l'ensemble du territoire palestinien pendant et après la guerre de Gaza. Cette ONG affirme avoir recueilli des preuves de « l'exécution de dix prisonniers accusés de "collaboration" » après la destruction de la prison dans laquelle ils étaient détenus lors d'un bombardement israélien début janvier 2009. L'un d'eux aurait été exécuté devant l'hôpital Chifa de Gaza, où il avait été conduit après avoir été blessé durant ce bombardement. Il accuse le Hamas « de régler ses comptes dans la rue » Le Front populaire de libération de la Palestine a dénoncé « les pratiques terroristes et répressives des services de sécurité du Hamas ».
Le 27 février 2013, le lendemain de la fermeture du point de passage de Kerem Shalom par Israël à la suite d'un tir de roquette vers Ashkelon et une attaque contre la jeep d'un commandant israélien, le gouvernement du Hamas a rendu obligatoire le dépôt d'une demande de « permis de sortie » pour voyager en Israël ou en Cisjordanie en plus du permis accordé par Israël. Le PCHR qui est basé à Gaza, a exprimé de « sérieuses préoccupations » sur les nouvelles procédures mises en place par le Hamas. Le 4 mars, Israël a autorisé la réouverture du point de passage. Alors que 65 camions attendaient de rentrer dans la bande de Gaza, le côté palestinien est resté fermé du fait d'une tentative du Hamas de remplacer l’opérateur palestinien du point de passage affilié à l’autorité palestinienne. Selon des sources israéliennes officielles cette tentative avait pour but d’accroître les bénéfices du Hamas sur le transit des marchandises entre Israël et la bande de Gaza,.
Le 7 avril 2013, selon l'agence de presse chinoise Xinhua, l'administration du Hamas dans la bande de Gaza a promulgué « l'interdiction de porter des vêtements occidentaux et d'avoir des coupes de cheveux stylées ». Des parents gazaouis ont déclaré que la police avait arrêté leurs fils pendant plusieurs heures pour interrogatoire pour avoir porté « des jeans "taille basse" » et une « coupe de cheveux hérissés ». Un porte-parole de la police du Hamas, a déclaré à l'agence de presse chinoise que la police « avait arrêté quelques jeunes hommes pour avoir violé les mœurs et les traditions » précisant qu'ils « sont suspectés d'avoir importuné des jeunes femmes dans la rue par leur allure qui imite des manières contraires aux mœurs de la société palestinienne », que ces mesures policières avaient été prises « suite à des plaintes » soulignant qu'elles n'entraient pas dans le cadre d'une « campagne organisée », que les interpellés « n'ont pas subi de violence et n'ont pas été punis » et qu'il leur a été uniquement demandé de s'engager par écrit à « ne plus porter de jeans ou ce type de coupes de cheveux ». Des témoignages ont fait état d'un nombre croissant de patrouilles de police près des écoles, des universités et des marchés. Le responsable du service de presse du Hamas a posté sur sa page Facebook que « ces mesures font partie d'une campagne organisée afin de rétablir les lois et les traditions islamiques ». Ces mesures ont été dénoncées comme des « violations à la démocratie et aux libertés individuelles » par un avocat affilié au Fatah, un autre affilié au Hamas a fait part de son soutien aux critiques contre ces mesures et déclaré que le « comité parlementaire du Hamas pour les droits de l'homme avait reçu plusieurs plaintes exigeant du gouvernement à faire cesser immédiatement ces mesures ». La classe moyenne, ainsi que les milieux intellectuels, artistiques et universitaires sont généralement critiques, voire opposés, au gouvernement du Hamas.

### Scolarité et éducation des enfants et adolescents
Les écoles de l'UNRWA, l'agence des Nations unies pour les réfugiés, accueillent, en 2013, près de la moitié des 463 000 élèves de la bande de Gaza. Les programmes scolaires de l'UNRWA visent aussi à faire reculer l'islamisme à travers la promotion de notions liées aux droits de l’homme et aux libertés civiques. Le Hamas, qui dirige le gouvernement régional, a protesté contre cette intrusion idéologique qui « de par sa promotion de la liberté individuelle violait la foi musulmane en encourageant les individus à choisir la religion de leur choix comme on choisirait un plat au restaurant ». Par ailleurs, le chercheur Jalal Al-Husseini observe qu'« une véritable compétition s’est engagée entre les camps de vacances de l’UNRWA, mixtes et portés sur les loisirs, et ceux du Hamas, unisexes et plus centrés sur l’éducation religieuse ».
Depuis le 1er avril 2013, les garçons et les filles de plus de neuf ans ne peuvent plus fréquenter les mêmes écoles dans la bande de Gaza. Ce texte, a été promulgué le 10 février 2013, puis approuvé par le conseil législatif du Hamas. Cette loi s'applique également aux écoles chrétiennes et celles tenues par les Nations unies. Le texte interdit également aux hommes d’enseigner à de jeunes filles. Zeinab al-Ghoneimi, défenseur des droits des femmes à Gaza, considère cette mesure comme étant de la « ségrégation ». Catherine Weibel, porte-parole du bureau de l’Unicef dans les Territoires palestiniens, juge que cette mesure n’est pas de nature surprenante car « la non-mixité scolaire est une pratique courante dans la région. Une sorte de tradition pas nécessairement liée à l’islam ». Elle souligne aussi que certains problèmes rencontrés dans d'autres pays de la région, comme la déscolarisation des filles, n'existent pas à Gaza.
En novembre 2013, le ministère de l’Éducation du Hamas a entrepris de promouvoir la « résistance à Israël » dans les lycées publics de la bande de Gaza. Ce nouveau module a pour but d’inculquer « la foi dans le rôle de la résistance pour arracher les droits et prendre conscience de l’importance de préparatifs efficaces pour faire face à l’ennemi », selon un représentant du Hamas. L'AFP, qui a consulté les manuels, indique que ces derniers comprennent des photos de bâtiments bombardés et de personnes tuées par l'armée israélienne lors des guerres de 2012 et de 2008/2009. Ils enseignent conformément au programme du Hamas que « Toute la Palestine, de la mer Méditerranée au fleuve (Jourdain) et du nord au sud, nous appartient, à nous les musulmans ». Selon The New York Times, les cours d’histoire en classes de quatrième, troisième et seconde mentionnent la Torah et le Talmud comme des « inventions » et décrivent le sionisme comme « un mouvement raciste qui compte parmi ses buts l’expulsion des Arabes hors du territoire entre le Nil en Afrique et l’Euphrate en Irak, Syrie et Turquie ». Ces manuels ne mentionnent pas les accords d'Oslo, signés entre l’OLP et Israël en 1993, auxquels le Hamas s'est opposé,,.
En 2022, après quinze ans de blocus, près de 80 % des enfants de la bande de Gaza souffrent de dépression et près de 85 % d'anxiété. Le rapport de l'ONG Save the Children indique en outre que 79 % des enfants ont souffert d'énurésie nocturne, et 59 % de difficultés d'élocution, y compris de longs épisodes de mutisme, symptôme typique de traumatisme ou de maltraitance. Enfin, plus de la moitié ont des pensées suicidaires.
Les douze universités de la bande de Gaza sont détruites par l'armée israélienne durant la guerre commencée en 2023.

### Système de santé

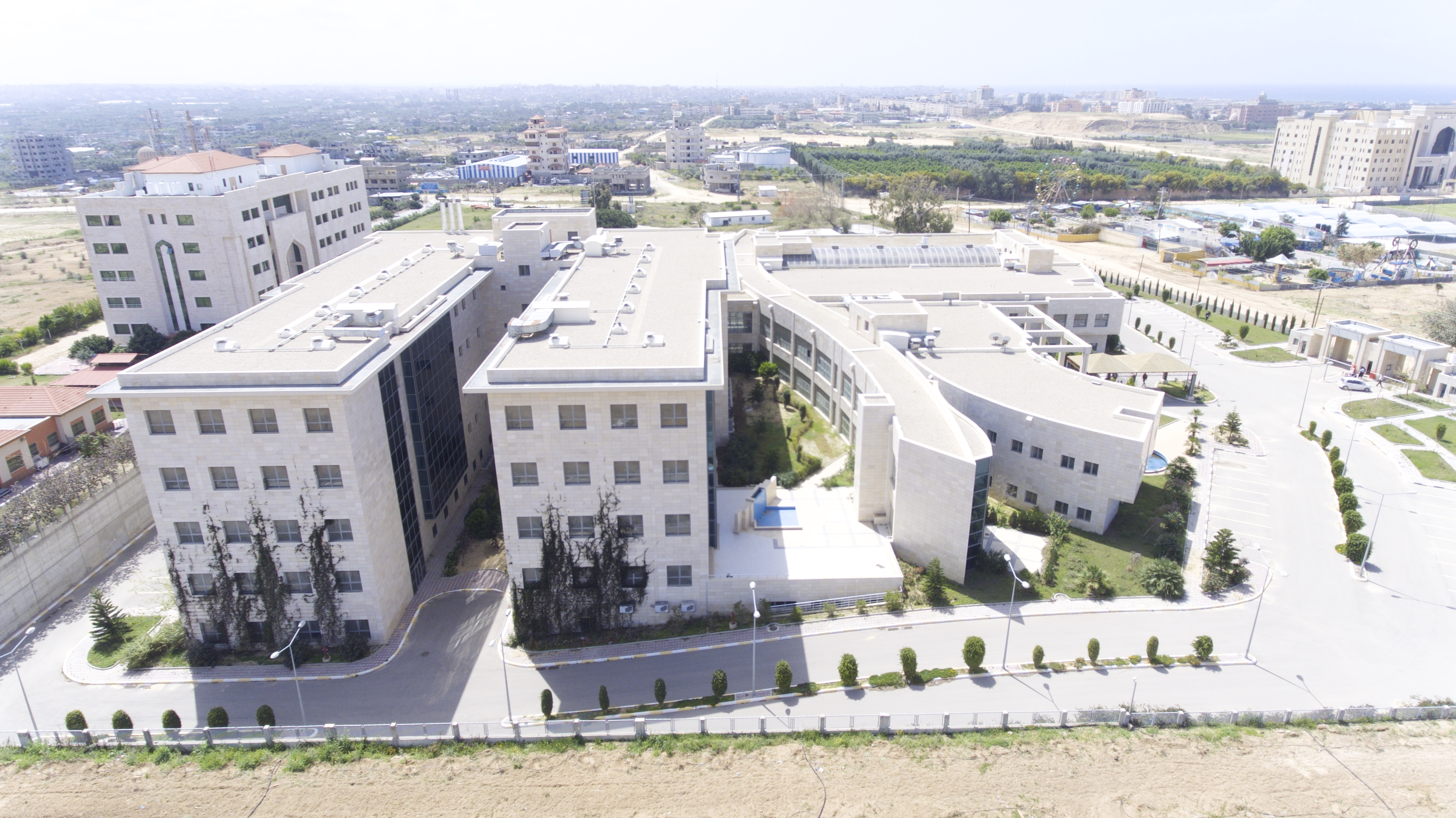
Hôpital sis à côté du camp de réfugiés de Nuseirat à Gaza-ville.

La bande de Gaza possède 35 hôpitaux et 72 centres de soins. L'accès aux soins médicaux est fortement compromis par l'embargo. Les hôpitaux sont à court de médicaments, de matériel et de lits pour soigner les malades. Le système de santé de la bande de Gaza subit notamment les interdictions d'importer des produits de première nécessité, le manque de personnel, les coupures de courant, et les dommages commis par l’artillerie israélienne. Plus de 50 % des médicaments de base sont inaccessibles, 65 % des personnes souffrant de cancers sont privées de traitement et une grande partie des interventions chirurgicales ne peuvent pas être effectuées.

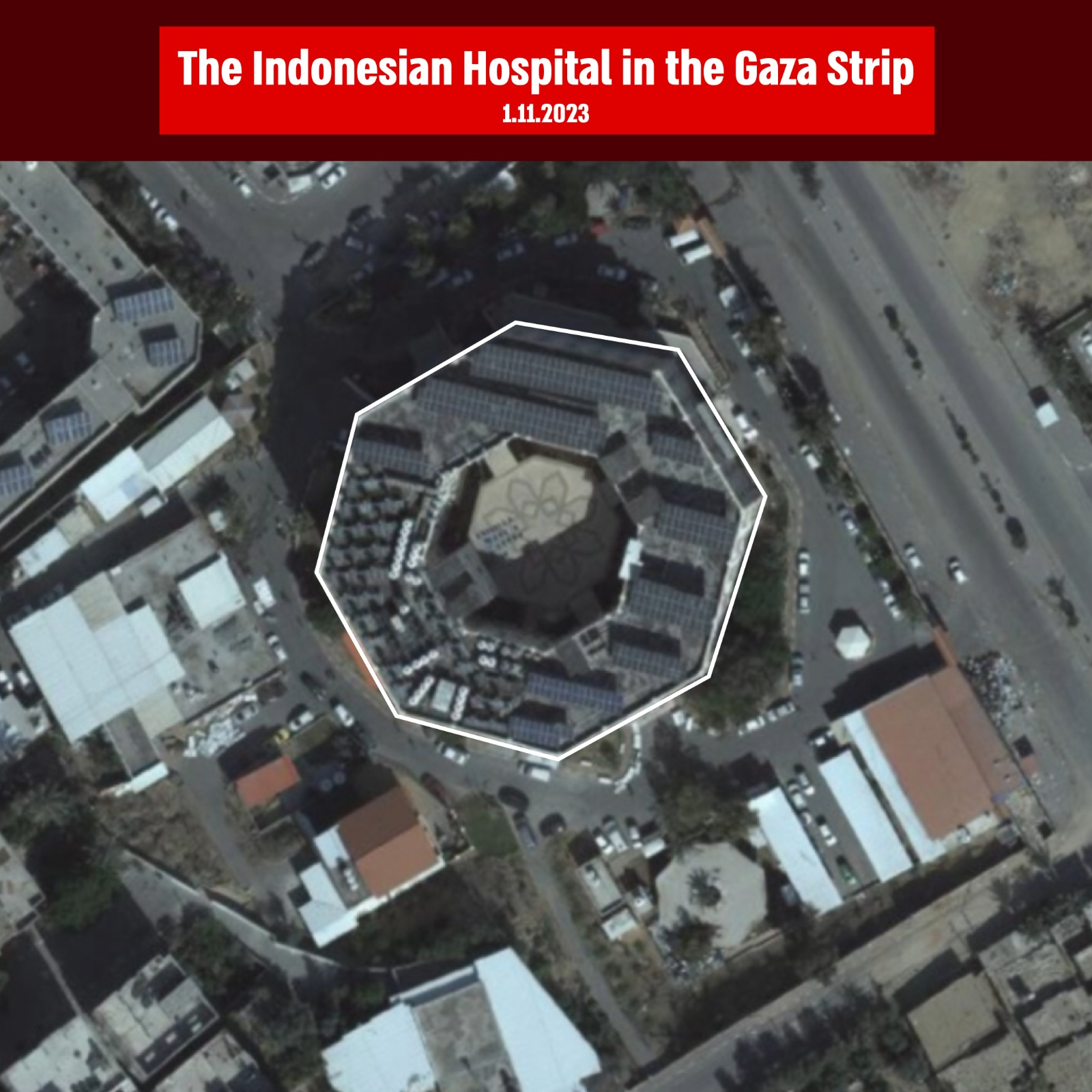
Vue aérienne de l'hôpital indonésien.

Sur les 30 000 blessés recensés, en septembre 2019, depuis le début de la marche du retour, près de 140, dont une trentaine d'enfants, ont perdu un membre et 1 700 risquent l'amputation s'ils n'obtiennent pas d'autorisation d’Israël de sortir de la bande de Gaza.
Début novembre 2023, lors de l'offensive israélienne pour éradiquer le Hamas qu'Israël accuse de se cacher avec son arsenal militaire dans les tunnels de Gaza sous les hôpitaux, seize hôpitaux et 51 centres de soin de la bande de Gaza doivent cesser leurs activités du fait des bombardements israéliens ou du manque de carburant pour les faire fonctionner, alors que « plus de 20 000 personnes auraient été blessées et admises dans leurs établissements, selon les autorités » du Hamas, précise Le Monde. Le 12 novembre, l'Union européenne condamne l'utilisation par le Hamas d'« hôpitaux et de civils comme boucliers humains » sur ce même territoire.

### Camps paramilitaires pour adolescents
Le 14 juillet 2013, Arte diffuse un reportage filmé à Gaza présentant des « centres aérés un peu particuliers » qui proposent à des centaines d'enfants et d'adolescents de véritables stages paramilitaires qui ont pour « but avoué de préparer la jeunesse à la lutte armée ». Ces « stages » sont dénoncés par les organisations de défense des droits de l'homme palestiniennes.
En janvier 2014, lors d'une cérémonie de remise de diplôme à 1 300 adolescents palestiniens ayant participé à un camp de jeunesse patronné par les ministères de l'Éducation et de l'Intérieur (contre 5 000 participants seulement l'année précédente) retransmise par la chaîne de télévision du Hamas, Al-Aqsa TV, le chef du gouvernement de Gaza, Ismaël Haniyeh, ainsi que de hauts fonctionnaires les ont exhortés « non seulement à éradiquer Israël mais aussi à porter leur combat à travers le monde » ; Haniyeh a ajouté, s'adressant à Israël : « Prenez garde à cette génération, c'est une génération qui ne connaît pas la peur, c'est la génération du missile, du tunnel et des opérations suicides ». Les instructeurs comprenaient essentiellement des membres des brigades Izz al-Din al-Qassam, la branche armée du Hamas. Le programme a lieu durant les congés scolaires, il inclut des exercices de premiers soins, d'autodéfense, de maniement d'armes et des exercices militaires,.

## Démographie
En 2018, environ 1,9 million de Palestiniens vivent dans la bande de Gaza, principalement des descendants des réfugiés de la guerre de 1948. En 1950 la population s'élevait à 250 000 habitants. Elle a été multipliée par six de 1950 à 2008.
La population a continué d'augmenter depuis, l'une des principales raisons étant un taux de fécondité de 4,24 enfants par femme (2014). Dans un classement par indice de fécondité, Gaza est à la 34e place sur 224 pays. Selon l'ONU, à moins que des mesures correctives ne soient prises pour réparer les infrastructures de base d'ici 2020, une nouvelle augmentation démographique de 500 000 naissances, comme ce qui est prévu, et des problèmes de logements de plus en plus lourds rendront la bande de Gaza progressivement inhabitable. En 2022, la population de la bande est évaluée à 2,106 millions d’habitants.
La bande de Gaza est partagée en cinq gouvernorats : Gaza-Nord, Gaza, Deir el-Balah, Khan Younès et Rafah. La population se répartit de la façon suivante en 2009 :
- Gouvernorat de Gaza-Nord : 290 843 habitants (61 km2)
- Gouvernorat de Gaza : 524 001 habitants (76 km2)
- Gouvernorat de Deir el-Balah : 216 494 habitants (57 km2)
- Gouvernorat de Khan Younès : 370 979 habitants (108 km2)
- Gouvernorat de Rafah : 177 632 habitants (64 km2)

### Principaux indicateurs démographiques
- Taux de natalité : 37,1 naissances /1 000 habitants (2013)[1]
- Taux de mortalité : 3,7 décès /1 000 habitants (2013)[1]
- Solde migratoire : 1,73 migrant(s) /1 000 habitants
- Mortalité infantile : 24,76 morts /1 000 naissances
- Indice synthétique de fécondité : 4,5 enfants/femme (2011-2013)[1]
- Taux de croissance : 3,44 % par an (2013)[1]
- Mariage : à la fin du XXe siècle, 42 % des femmes gazaouies sont mariées à l’âge de 18 ans ou moins[191]
- Espérance de vie : 75 ans
- Alphabétisation : 96,5 %
- Urbanisation : 75,3 % de la population réside en milieu urbain[réf. souhaitée].

### Religions
La quasi-totalité des habitants de la bande de Gaza est musulmane sunnite.
Compte tenu de l'exil des habitants juifs après les émeutes anti-juives de 1929 et du départ des colons israéliens en 2005, il n'y a plus de Juifs habitant la bande de Gaza.

#### Minorité chrétienne

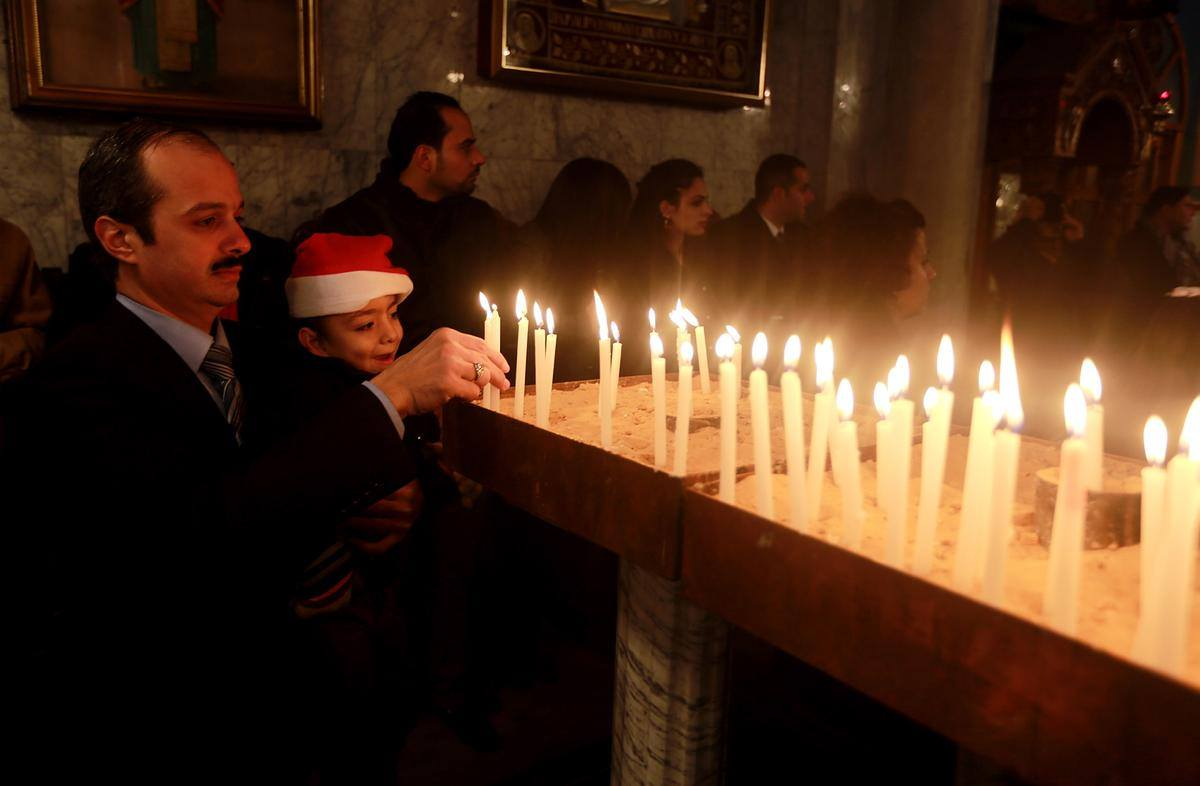
Chrétiens de Gaza.

Seule subsiste une minorité chrétienne dont le nombre fait l'objet d'évaluations divergentes, notamment en raison de l'absence de précisions à cet égard publiées par l'Autorité palestinienne et de la difficulté d'estimer l'émigration postérieure à 2007. Une note du département d'État des États-Unis l'évalue entre 1 000 et 3 000 personnes en 2010. Selon Ibrahim Kandelaft, conseiller du président de l'OLP pour les affaires chrétiennes, la population chrétienne de la bande de Gaza représentait 2 500 personnes (soit 0,13 % de la population de la bande de Gaza, contre 0,6 % trente ans plus tôt) au moment du recensement palestinien de 1997 et serait passée à 3 000 personnes en 2001. À cette date, la majorité de ces chrétiens vivaient dans la ville de Gaza, avec une prédominance du rite orthodoxe grec, suivi des catholiques, quelques centaines de chrétiens appartenant aux rites copte ou baptiste. En septembre 2006, le Jerusalem Post estime la communauté chrétienne à 4 500 personnes. Selon le Guardian, elle n'était plus que de 1 400 personnes en 2011, ceux qui le pouvaient ayant émigré.
Même si l'émigration y était importante, plusieurs chrétiens de la bande de Gaza se déclaraient au début de 2006 prêts à soutenir le Hamas s'il tenait ses promesses électorales d'améliorer la vie des Palestiniens et non de promouvoir l'islam. Après que le Hamas eut soutenu Hussam al-Tawil, l'un des candidats au siège réservé à la minorité chrétienne aux élections de 2006, le premier gouvernement de coalition dirigé par le Hamas comportait plusieurs chrétiens.

##### Incidents et violences
Les premiers incidents font suite au discours de Ratisbonne par le pape en septembre 2006. Une organisation jusque-là inconnue publie un communiqué déclarant « s'en prendre à tous les croisés dans la bande de Gaza jusqu'à ce que le pape fasse des excuses officielles ». Par la suite, plusieurs organisations se déclarant proches d'Al-Qaïda annoncent vouloir « continuer les attaques jusqu'à ce que les 3 000 chrétiens aient quitté la bande de Gaza » :
- En juin 2007, interviennent les premiers incidents visant la communauté chrétienne, notamment l'incendie d'une église et le saccage d'une école[203]. Ces derniers sont immédiatement condamnés par le Hamas[204].
- Toutefois, dans les jours qui suivent, Abu Saqer, responsable du mouvement extrémiste Jihadia Salafiya, rival du Hamas[205], déclare à un journaliste de WorldNetDaily que les chrétiens qui s'engageront dans des « activités missionnaires » seront traités sévèrement et qu'ils doivent « accepter les règles islamiques pour vivre en paix à Gaza »[réf. nécessaire].
- En août 2007, des représentants du Fatah font savoir que Sana al-Sayegh (ca), une enseignante à l'université de Palestine d'Al-Zahra, au sud de Gaza, a été enlevée par des miliciens du Hamas et forcée de se convertir à l'islam ; le Hamas dément et soutient qu'il s'agit d'une conversion volontaire en vue d'un mariage[206].
- En septembre 2007, après l'agression d'une femme âgée de 80 ans, les responsables de la communauté chrétienne de Gaza renouvellent leur demande au Hamas de protection de leur communauté[207].
- En octobre 2007, Rami Ayyad, un membre de la communauté baptiste de Gaza (en), responsable de la seule librairie chrétienne de Gaza (en), est enlevé et tué[208].
- En décembre 2007, une tentative d'assassinat de son cousin, Nabil Fuad Ayad, gardien d'église, échoue[209]. Le Hamas dément toute implication dans cet attentat imputé à des salafistes[209]. Un responsable de la communauté chrétienne de Gaza déclare à un journaliste du Jerusalem Post : « Les groupes islamistes radicaux ont lancé une campagne pour se débarrasser de nous et personne n'y prête attention »[209]. En décembre 2007, le père Manuel Musallam, le chef de la communauté catholique de Gaza, déclare que « le Hamas ne combat pas les groupes religieux, il combat contre Israël »[210]. Malgré ces déclarations et la promesse d'enquête de la part du Hamas sur le meurtre de Rami Ayyad[211], plusieurs dizaines de familles chrétiennes émigrent en Cisjordanie, en profitant de laissez-passer accordés par les autorités israéliennes à l'occasion des fêtes de Noël[212].
- Lors de la visite de 2009 de Benoît XVI à Jérusalem et dans les territoires palestiniens, et après que celui-ci a fait savoir qu'il ne se rendrait pas à Gaza, l'église catholique demande au gouvernement israélien de délivrer aux chrétiens de Gaza des laissez-passer leur permettant d'assister à une messe à Bethléem[213]. Le père Manuel Mussalam exprime le regret de la communauté qu'il ne se soit pas rendu à Gaza pour y constater « la destruction, le colonialisme, les murs de l'apartheid qui bloquent les routes de nos églises et le siège de notre peuple », donnant l'exemple de religieuses qui ne sont pas autorisées à franchir le poste-frontière d'Erez pour servir la messe à Jérusalem[214]. Durant son passage à Bethléem, le pape demande la levée du blocus de Gaza[215].

#### Minorité chiite
Le 16 janvier 2024, selon Haaretz, des hommes armés du Hamas auraient fait irruption dans un rassemblement de fidèles chiites à la fin de l'Achoura, le rite principal du chiisme. Une trentaine d'entre eux auraient été « brutalement attaqués », 14 arrêtés. Le frère de l'une des victimes a accusé le gouvernement du Hamas de « persécuter les croyants chiites ». Selon L'Orient-Le Jour, deux groupes palestiniens des droits de l’homme ont dénoncé « l’usage excessif de la force à l’encontre de Palestiniens chiites par la police du Hamas à Gaza » lors de cette manifestation. Le ministère de l’Intérieur du Hamas a déclaré que les « Palestiniens de la bande de Gaza et de la Palestine sont en général de confession sunnite » et qu’il n’était « pas au courant de l’existence de chiites », ajoutant « Nous respectons toutes les confessions, y compris chiite, nous n’intervenons pas dans leur culte ni dans leurs traditions et nous refusons qu’ils interviennent dans les nôtres ». Le gouvernement du Hamas redouterait que l'Iran augmente son influence qui est en pleine expansion dans la bande de Gaza par le biais du Jihad islamique.

## Économie

### Économie assujettie au blocus

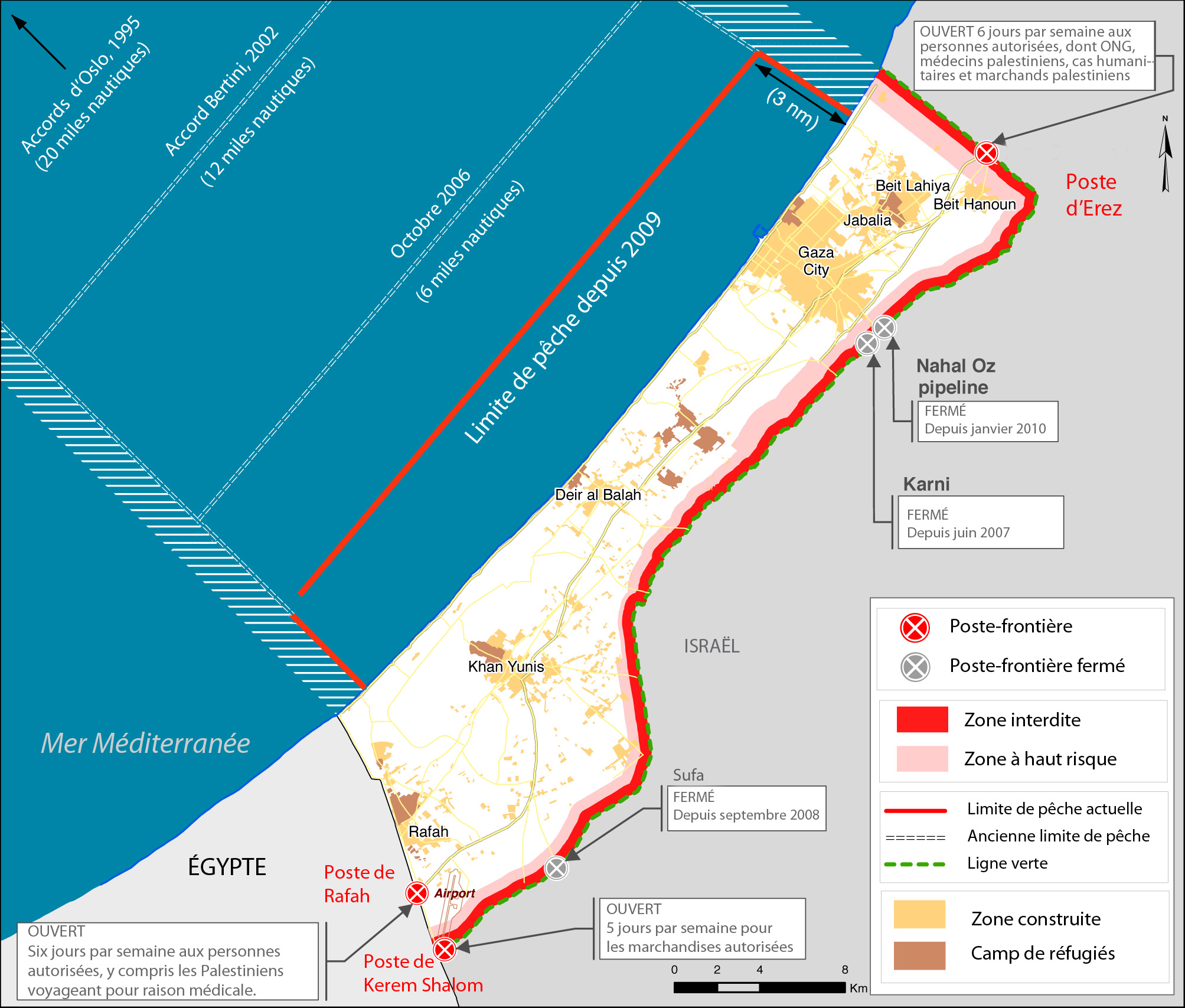
Blocus de la bande de Gaza (septembre 2012).

Le blocus de Gaza par Israël a coûté 17 milliards de dollars au territoire palestinien (soit six fois la valeur de son PIB), qui a vu son PIB par personne chuter de 27 % et le chômage grimper de 49 % entre 2007 et 2018, souligne un rapport de l'Organisation des Nations unies (ONU) publié en novembre 2020. Pour Richard Kozul-Wright, l'un des dirigeants de la Conférence des Nations unies sur le commerce et le développement (CNUCED), « selon l'analyse des scénarios, si les tendances d'avant 2007 s'étaient poursuivies, le taux de pauvreté à Gaza aurait pu être de 15 % en 2017 au lieu de 56 %. »
L'économie gazaouie était traditionnellement agricole et n'a connu quasiment aucun développement industriel sous l'occupation égyptienne de 1949 à 1967. À partir de 1967, elle s'est totalement intégrée au marché israélien dont elle est devenue totalement dépendante. Gaza exportait essentiellement des produits agricoles vers Israël mais aussi des produits finis, fabriqués sous licence israélienne, dans la zone industrielle frontalière d'Erez. La principale source de revenus restait cependant sa main-d’œuvre non qualifiée qui était utilisée dans l'industrie du bâtiment et l'agriculture israéliennes. La culture et l'exportation des fraises depuis la bande de Gaza est une culture importante, rémunératrice et emploie beaucoup de main-d'œuvre,,,.
Depuis le début de la seconde intifada, les frontières entre la bande de Gaza et Israël sont l'objet de fermetures répétées au passage des biens et des personnes pour des motifs sécuritaires. Le poste-frontière d'Erez est particulièrement la cible de nombreuses attaques armées des groupes palestiniens[réf. nécessaire]. L'Union européenne était le principal pourvoyeur de fonds des Territoires palestiniens mais les installations qu'elle finance sont régulièrement détruites par l'armée israélienne.
La bande de Gaza reste totalement dépendante d'Israël pour la fourniture de son électricité et de son carburant, et même si elle dispose de réserves de gaz offshore, elles ne peuvent être exploitées sans accès au marché international, cependant le 20 janvier 2011, le Premier ministre Benyamin Netanyahou annonce vouloir se retirer des secteurs de l'eau et de l'électricité, sans préciser d'échéance.
Après la prise du pouvoir par le Hamas en 2007, les bailleurs de fonds internationaux ont cessé les transferts financiers directs aux autorités publiques de la bande de Gaza qui ne sont plus en mesure de payer leurs employés. Le taux de chômage atteindrait en 2007 la barre des 40 %. La fermeture de tous les points de passage depuis 2007 a entraîné une restriction des approvisionnements en provenance d'Israël, qui est l'unique fournisseur. Ainsi, le nombre de camions de livraison s'est réduit de 250 à 45 par jour. Sur les 3 900 fabriques de toute nature recensées en juin 2005, il n'en reste plus que 195 employant seulement 1 750 personnes au lieu de 35 000. D'après un rapport de la Banque mondiale, 95 % de l'activité industrielle a été stoppée. À cause de ce blocus israélo-égyptien, le territoire a subi une dégradation humanitaire et sanitaire.
En juillet 2010, alors que le blocus de Gaza est allégé par Israël, le premier centre commercial de Gaza est inauguré.
Selon le rapport de l'OCHA de juin 2012, 34 % de la population active est au chômage, dont près de la moitié des jeunes ; 80 % de la population est au-dessous du seuil de pauvreté, 44 % en état d'insécurité alimentaire. 35 % des terres agricoles et 85 % de la zone de pêche sont inaccessibles à la suite des restrictions imposées par l'armée israélienne.
En 2011, la croissance du PIB à Gaza a été de 28 %, le taux de chômage est passé d'un pic de 45 % au 2e trimestre 2008 à 28 % au 3e trimestre 2011,.
En mai 2012, selon le Fonds monétaire international, le taux de croissance reste élevé, particulièrement dans le secteur de la construction, cela grâce à un allégement des restrictions d'importations par les Israéliens mais le taux de chômage augmente.
Le 4 avril 2013, l'ONU a suspendu l'assistance alimentaire aux réfugiés palestiniens de Gaza à la suite d'échauffourées dans l'un des dépôts de nourriture de l'UNRWA dans lequel des manifestants étaient entrés de force en exigeant « le rétablissement d'une allocation mensuelle aux familles les plus démunies ». L'agence onusienne avait supprimé cette aide « versée en argent liquide en raison de coupes budgétaires ». Cet incident a motivé l'interruption temporaire de la distribution de la nourriture destinée à 25 000 Palestiniens.
Le 27 avril 2017, l'Autorité palestinienne informe Israël qu’elle ne paiera plus l’électricité fournie à la bande de Gaza par l'État d'Israël. Pour le Times of Israel, cette décision s'explique par le bras de fer qui oppose l'AP au Hamas, l'AP voulant forcer le Hamas à assumer toute la responsabilité du territoire qu’il gouverne ou à en céder le contrôle à l’AP.
Le secteur agraire a décliné de plus de 30 % entre 2014 et 2019, notamment en raison de l'implantation d'une zone d'exclusion militaire par l'armée israélienne.
Le chômage s'élève à 53 % de la population active, la pauvreté frappe plus de 50 % des habitants et l'économie continue de s'écrouler (- 6,9 % de croissance en 2018). La CNUCED souligne en outre que les infrastructures et « les capacités productives ont été anéanties ».

### Tunnels de contrebande

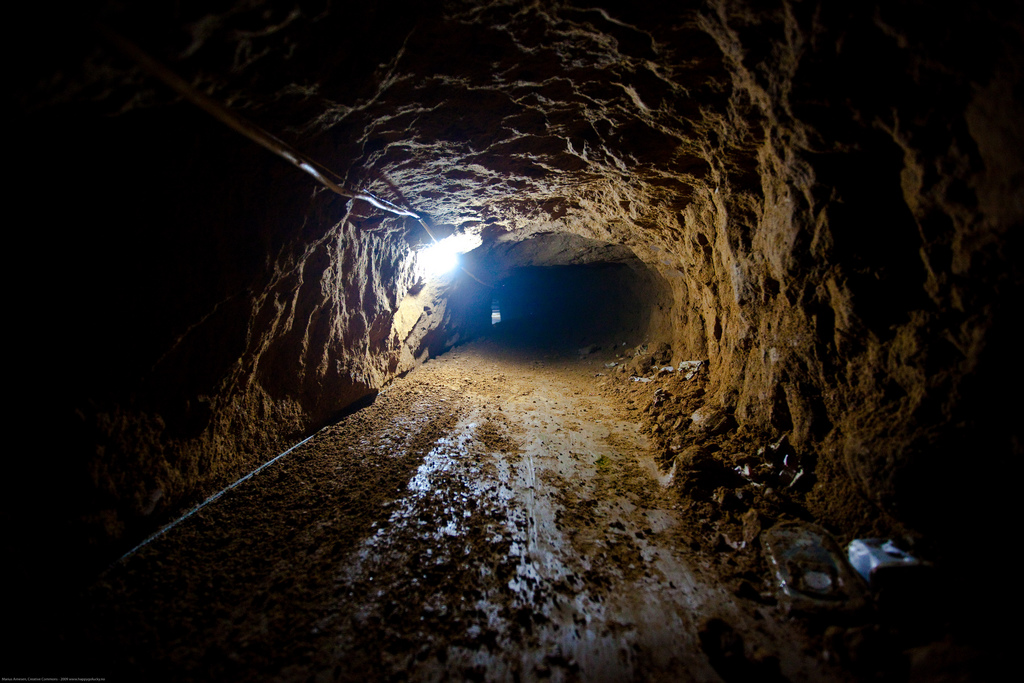
Tunnel de contrebande à Rafah vers l'Égypte.

L'origine des tunnels remonte, selon le Service de recherche du Congrès, à la division de Rafah en deux parties, dans le cadre du traité de paix israélo-égyptien de 1979, à la suite de laquelle des familles palestiniennes séparées ont construit les premiers tunnels pour permettre la communication entre membres d'une même famille séparés par la frontière. Dans les années 1980, ces tunnels ont servi à la contrebande d'essence égyptienne, de dollars américains pour les changeurs de monnaie, de cadeaux de mariage, de courrier, de cigarettes, de drogue, d'or, de pièces détachées de voiture,. À la fin des années 1980 et au début de la décennie suivante, les autorités israéliennes commencent à comprendre que les activistes palestiniens utilisent les tunnels pour le trafic d'armes et comme moyen d'émigration[réf. nécessaire].
Après le démantèlement en 2005 des colonies israéliennes de Gaza puis le retrait unilatéral du territoire, le gouvernement israélien a continûment exprimé une vive préoccupation sur le trafic d'armes par les tunnels (notamment des roquettes Katioucha et des missiles sol-air) affirmant que le gouvernement égyptien ne faisait pas tout son possible pour l'empêcher. La mise en place du blocus de Gaza par Israël puis par l'Égypte en 2007 a entraîné un accroissement de la contrebande privée par les tunnels (ceux découverts par l'armée égyptienne passant entre 2004 et 2007 de vingt à plus de deux cents), puis de l'implication du Hamas dans le contrôle de cette contrebande, au prix d'affrontements avec les gangs liés aux familles propriétaires des tunnels, appartenant à des clans bédouins ou palestiniens étroitement liés. En 2008, le nombre de tunnels progresse encore, s'établissant, selon les sources, entre 400 et 1 100. Les nouveaux tunnels doivent être approuvés par le Hamas.
Depuis juin 2010, du fait de l’allégement de l'embargo sur les produits de consommation courante par Israël, les propriétaires des tunnels de contrebande avec l’Égypte délaissent ce trafic qui rapportait 12 000 euros par jour et par tunnel et ne rapporte plus que dans les 1 000 euros, pour investir dans l'immobilier. Il manquerait à Gaza plus de 60 000 logements. Selon un homme d'affaires gazaoui, « depuis que les tunnels servent principalement à acheminer des matériaux de construction, le prix de la tonne de ciment a été divisé par 10, et les immeubles poussent ». Du fait d'une forte spéculation, le prix du mètre carré a fortement augmenté. Selon l'Union des entrepreneurs palestiniens de Gaza il atteint désormais 1 500 dollars en bord de mer, 2 000 dans la rue Omar al-Mukhtar, la principale artère commerçante de Gaza, et jusqu’à 5 000 pour certains biens dans le quartier des affaires. Selon la Banque mondiale, les nouvelles constructions ont augmenté de 220 % pour la première moitié de 2011.

### Instabilité à la frontière égyptienne de la bande de Gaza
Le 28 juillet 2012, à la suite d'une rencontre entre Ismaël Haniyeh, premier ministre palestinien, et le président égyptien Mohamed Morsi concernant le passage frontalier entre Gaza et l’Égypte, Haniyeh a annoncé que « les habitants de Gaza vont bénéficier de changements dans les procédures de passages ainsi que dans leur durée » et que le terminal fonctionnera 12 heures par jour, de 9 h à 21 heures. Le nombre des voyageurs sortant de la bande de Gaza pourra s'élever à 1 500 par jour, toute personne arrivant de l’étranger pourra entrer. Toutefois, l'attentat contre un poste-frontière égyptien le 5 août 2012 amène l'Égypte à fermer jusqu'à nouvel ordre le terminal de Rafah, qui relie son territoire avec Gaza. Quant aux tunnels clandestins, ils sont aussi fermés par le Hamas ou par l'Égypte.

### Transports et communication
Depuis les années 1990, afin de stopper la vague d'attentats-suicides commis à la suite d'incursions djihadistes depuis la bande de Gaza sur le territoire israélien, une clôture délimite strictement les frontières de 1967. La frontière de Gaza du côté israélien et les points de passage sont strictement contrôlés.
Les voies de communication avec l'extérieur sont :
- le point de passage d'Erez au nord pour accéder à Israël, ouvert six jours par semaine, uniquement pour l'aide internationale et les cas humanitaires[249].
- le point de passage de Rafah avec l'Égypte un couloir long de 14 km, dit « couloir de Philadelphie » contrôlé par l'Autorité palestinienne depuis septembre 2005, point sensible où Israël cherchait à endiguer les trafics d'armes qui transitaient par des tunnels construits par les contrebandiers. La sécurité de la frontière est désormais également de la responsabilité des soldats égyptiens.
- le point de passage de Karni, fermé depuis le 11 juin 2007, est réservé au transport de certaines denrées alimentaires et de certaines marchandises, les matériaux de construction étant interdits[250].
- l'aéroport de Gaza qui avait été construit sur financements de l'Union européenne après la signature des accords d'Oslo n'est plus utilisable depuis les premiers mois de la Seconde intifada où l'armée israélienne a labouré le tarmac au bulldozer et a détruit la tour de contrôle et les radars de l'aéroport. Aucun accord ne prévoit sa reconstruction pour le moment.

Les restrictions que subit la population palestinienne auraient dû progressivement diminuer depuis le retrait d'Israël en août 2005. En effet, un accord signé le 15 novembre 2005 devait permettre rapidement l'ouverture plus large du point de passage de Rafah vers l'Égypte, ce qui n'est pas le cas aujourd'hui. L'Autorité palestinienne s'était engagée en contrepartie à lutter contre les trafics d'armes et l'Union européenne à contrôler la surveillance vidéo de ce poste frontière, ce qui ne s'est pas fait.
Avant la fin de l'année 2005, Israël s'était engagé à permettre une plus grande circulation des biens depuis la bande de Gaza, l'exportation de tous les produits de l'agriculture, et la mise en place de lignes de bus palestiniennes qui traverseraient Israël. Un port à Gaza était également envisagé favorablement par les deux parties. C'est le contraire qui en a résulté.
Outre une clôture, les autorités israéliennes ont décidé de créer en conséquence de la seconde intifada une « zone tampon », mais en territoire palestinien. De 100 mètres à l’origine, cette zone s'est progressivement élargie à 500 mètres, au détriment des terrains agricoles qui s'y trouvaient. En raison de l'absence de signalisation permettant de délimiter cette zone, les soldats procèdent à des tirs de sommations à l'encontre des Palestiniens s'approchant de trop près. Plusieurs Palestiniens ont été abattus.
Toutefois, les réactions hostiles à ces négociations rappelaient les préoccupations des tendances les plus dures de chaque camp : le Hamas a rejeté cet accord qui renforçait le pouvoir de Mahmoud Abbas, et certains hommes politiques israéliens comme Benyamin Netanyahou craignaient que les Palestiniens puissent importer de l'équipement militaire.

### Restriction de la pêche

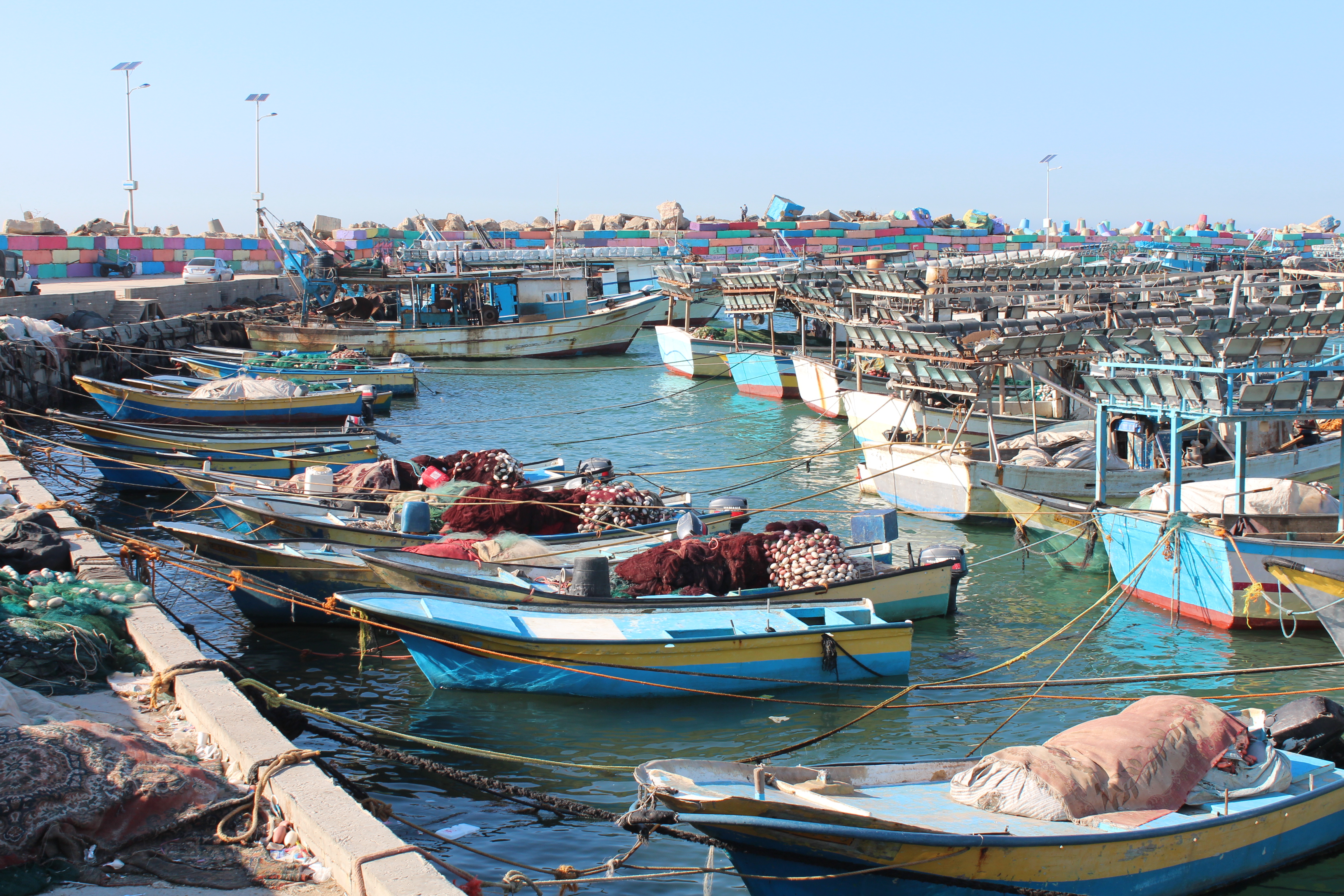
Port de Gaza-ville (2015).

Selon les accords d'Oslo de 1994, le territoire de pêche pour les Gazaouis est fixé à 20 milles marins (37 km) de la côte entre Deir el-Balah et le nord de la ville de Gaza, plus une petite bande au large de Maghazi Rafah (avec des restrictions d'horaire), tout le reste étant interdit. L'espace maritime est finalement réduit à dix milles marins (18,5 km) et encore réduit en octobre 2006 à six milles marins (11 km). Depuis janvier 2009, il a encore baissé à trois milles marins (5,5 km). Le tonnage de pêche, qui s'était réduit à 292 tonnes de poissons en avril 2007, passe deux ans plus tard à 79 tonnes.
D'autre part, seuls quatre ports ont le droit de posséder des bateaux de pêche; il s'agit du port de Gaza avec un appontement de 468 bateaux ; de Deir el-Balah avec 95 bateaux ; de Maghazi Khan Younès avec 99 bateaux et de Maghazi Raffah avec 108 bateaux. Ainsi, 85 % de la zone de pêche sont inaccessibles à la suite des restrictions imposées par l'armée israélienne.
À la suite de l'accord de cessez-le-feu entre Israël et Gaza, les restrictions imposées par le blocus naval israélien aux pêcheurs de Gaza ont été allégées le 24 novembre 2012. Un communiqué émanant du bureau du Premier ministre du Hamas, Ismaël Haniyeh, a fait part que l'Égypte les avait notifiés qu'Israël leur permettait de pêcher dans les eaux de Gaza jusqu’à six milles du littoral au lieu de trois milles préalablement.
Le 21 mai 2019, Israël élargit la zone de pêche à 15 milles marins (soit près de 28 km) puis, le 6 juin, la ramène à nouveau à 10 milles marins à la suite de nouveaux lâchers de ballons incendiaires à partir de la bande de Gaza.
En 2000, la bande de Gaza comptait environ 10 000 pécheurs. La plupart ont dû abandonner leur activité, faute de pouvoir accéder aux zones riches en poissons. En 2019, on ne recense plus que 3 500 pêcheurs, dont 95 % vivent en dessous du seuil de pauvreté, contre 50 % en 2008.
Les pécheurs sont régulièrement victimes de tireurs israéliens. Au cours du premier semestre 2019, les forces navales israéliennes ont ouvert le feu à plus de deux cents reprises sur les pêcheurs, blessé une trentaine d’entre eux et saisi une douzaine de bateaux. Deux marins ont été tués en 2018.

### Problème des ressources en eau
L’aquifère de Gaza, dont les limites correspondent à peu près aux frontières de la bande de Gaza, est historiquement la seule source d’eau de ce territoire. On estime sa réserve à 5 000 millions de m3. Mais la qualité de ses eaux est très disparate et sa réserve d’eau douce se limite à 1 400 millions de m3. Encore s’agit-il d’une estimation basée sur une définition de l’eau douce beaucoup plus tolérante que les normes européennes.
La principale source d’eau renouvelable est l’eau de pluie : on estime la recharge à 120 mm/an, soit moins de 50 % de la pluviométrie (environ 300 mm/an). L’infiltration est effectivement assez faible car l’évapotranspiration et le ruissellement sont importants en raison du climat (les pluies sont généralement courtes et torrentielles). Autrefois, le waddi Ghazzâ, principal cours d’eau de la région, apportait une contribution non négligeable à la recharge de l’aquifère, mais sa surexploitation a réduit cet apport à quelque 5 mm annuels. Si l’on ajoute les 10-15 millions de m3/an de flux latéral, la quantité d’eau renouvelable disponible dans la bande de Gaza est au maximum d’une soixantaine de millions de m3/an. L’aquifère est donc largement surexploité vu que les 3 500 puits municipaux et agricoles actuels puisent 150 millions de m3/an. Si l’on tient compte des flux de retour, le déficit net est d’environ 31 millions de m3/an. Cette analyse est corroborée par l’apparition de larges cônes de dépression autour des principaux champs d’extractions et centres urbains, où l’on mesure des niveaux piézométriques inférieurs de plusieurs mètres au niveau de la mer.
En théorie, Israël fournit environ 5 millions de m3/an d’eau à Gaza par le biais de l'aqueduc national d'Israël, mais « il est difficile de savoir si Israël fournit réellement de l’eau à Gaza ou se contente de pomper de l’eau de Gaza pour la mettre dans le canal » (Brooks et Lonergan, 1992)[réf. incomplète].
Étant donné que ce type d’information est politiquement très sensible, on manque de données fiables pour chiffrer la pénurie d’eau. Peu nombreux sont cependant ceux qui la contestent. Les origines de cette pénurie sont multiples : elle est bien sûr liée à l’augmentation rapide de la demande et à la diminution concomitante des ressources disponibles, mais elle a aussi une cause structurelle : la répartition inéquitable des ressources.
La bande de Gaza a une forte densité de population, due à l’afflux des réfugiés palestiniens après la guerre de 1948, et une croissance démographique parmi les plus importantes du monde. L’augmentation de la population accélère la surexploitation de l’aquifère, qui a probablement commencé du temps de l’administration égyptienne. Aujourd’hui, le niveau piézométrique de l’aquifère diminue, en moyenne, de 15 à 20 cm par an. Parallèlement, la qualité de l’eau ne cesse de diminuer à cause des intrusions d’eaux salées, des épandages agricoles et des infiltrations d’eaux d’égouts. La salinité moyenne augmente de 15 à 20 ppm par an et on a constaté des intrusions d’eau de mer à plus d’un kilomètre et demi de la côte. Les fertilisants, herbicides, pesticides et eaux d’égouts ont particulièrement contaminé les aquifères peu profonds : l’Institut de recherche appliquée de Jérusalem (en) estime même que l’eau de Gaza n’est plus du tout potable aujourd’hui. Les analyses les plus optimistes avancent le chiffre de 23 % de puits contaminés (Beschorner, 1992). Une étude menée sur 60 puits par une agence de l’ONU a montré que pas un ne correspondait aux normes de potabilité pour les nitrates et le pH. En 2014, 90 % de l'eau consommée dans la bande de Gaza était impropre à la consommation.
Avant l'évacuation de la bande de Gaza, le déséquilibre entre les ressources et les besoins était même amplifié par la politique de répartition discriminatoire imposée par Israël qui, entre 1967 et 2005, plaçait les ressources en eau sous juridiction militaire et imposait de sévères restrictions par l'arrêté militaire 158 afin de détourner une grande partie de l'eau vers les colonies israéliennes. Les quotas palestiniens ont été gelés entre 1967 et 2005 et les installations hydrauliques détruites ou confisquées. Les couvre-feux prolongés empêchaient également un accès normal à l'eau. Dans le même temps, les colons israéliens accédaient sans restrictions à une eau subventionnée qu'ils payaient jusqu'à 10 fois moins cher que les Palestiniens. En 1986, l'intellectuel américain Noam Chomsky considère, dans ce que le Washington Report on Middle East Affairs qualifie de « dénonciation passionnée », que « dans la bande de Gaza, quelques milliers de colons vivent dans le luxe, avec piscines et mares à poissons, se livrant à des activités agricoles florissantes après s'être approprié une bonne part des maigres ressources en eau de la région. Un million de Palestiniens survivent péniblement dans la misère, emprisonnés derrière des murs et se voyant refuser tout accès à la mer ou à l'Égypte […] ».
En décembre 2012, une station d'épuration des eaux dont la rénovation a été financée par l'Allemagne est mise en service. En 2023, l’allocation quotidienne en eau dans la bande de Gaza est d’environ 80 litres par personne, soit trois fois moins qu’en Israël.

### Menace croissante des pollutions
Une grande partie de la pollution est due au chaos d’une administration qui manque totalement de moyens. Il en va ainsi des pollutions chimiques dues à l’activité agricole, presque entièrement dérégulée. L’usage de DDT est courant mais, de toutes les façons, même les produits phytosanitaires classiques sont une véritable calamité, dans la mesure où ils sont souvent mal employés (ils ne sont généralement pas étiquetés en arabe). De même, il n’existe pas de réseau d’égouts digne de ce nom, voire pas d’égouts du tout pour 10 % de la population (Roy, 1995). Par manque d’infrastructures, les rejets liquides (eaux d’égouts et lixiviats de décharges) ne sont même pas rejetés dans la mer, ce qui serait un moindre mal dans la mesure où les moyens manquent pour les traiter. Les conséquences humaines sont à la hauteur des conséquences sur l’environnement : la population de Gaza souffre de maladies des reins et du foie, d’un fort taux de mortalité infantile, de cancers, de parasites intestinaux et de maladies d’origine hydrique comme le choléra[réf. nécessaire].
Un phénomène très inquiétant est la salinisation de l’eau, qui résulte fondamentalement de la surexploitation de l’aquifère : le déficit d’eau douce a tendance à être comblé par de l’eau salée provenant soit de la mer, soit d’aquifères saumâtres situés sous la nappe d’eau douce ou en bordure de la bande de Gaza. Si la surexploitation n’est pas endiguée, tout l’aquifère pourrait se saliniser sans réversibilité à court terme. Cette salinisation de l’eau menace directement l’agriculture : en effet, quand un sol est irrigué avec une eau de salinité élevée, une partie de celle-ci disparaît par évapotranspiration et le sel cristallise, formant une croûte qui rend le sol improductif. On peut toujours lutter contre ce phénomène en adoptant des cultures plus résistantes au sel ou en ajoutant du gypse et des matières organiques sur les sols, mais ces techniques ne permettent pas de résister indéfiniment.

### Crise économique et énergétique conséquente à la fermeture des tunnels par l'Égypte
La seule centrale électrique de la bande de Gaza est endommagée lors du conflit entre Israël et le Hamas de 2006. Selon Le Monde diplomatique, la centrale a été partiellement reconstruite mais manque de fioul et ne peut fonctionner qu'à 20 % de ses capacités. Le territoire doit donc s’approvisionner principalement auprès d’Israël, qui fournit l’électricité — facturée à l’Autorité palestinienne — mais de manière contingentée soit huit à douze heures par jour, à des horaires variables.
En septembre 2013, un haut responsable du Hamas a déclaré que la fermeture de plus de 90 % des tunnels de contrebande entre la péninsule du Sinaï et la bande de Gaza par l’Égypte, qui a débuté après l'attaque contre un poste-frontière entre l'Égypte et Israël en 2012 ayant tué 16 policiers égyptiens et s'est accrue après la chute de Mohamed Morsi en juin 2013, a causé une perte en revenus de 170 millions d'euros au Hamas. La fermeture de plus de 1 055 tunnels depuis 2011 dont 794 en 2013, affecte aussi la population. « L'industrie des tunnels » employait jusqu’à 40 000 personnes et contribuait à hauteur de 40 % au budget annuel du Hamas grâce à diverses taxes perçues sur les marchandises et les infrastructures.

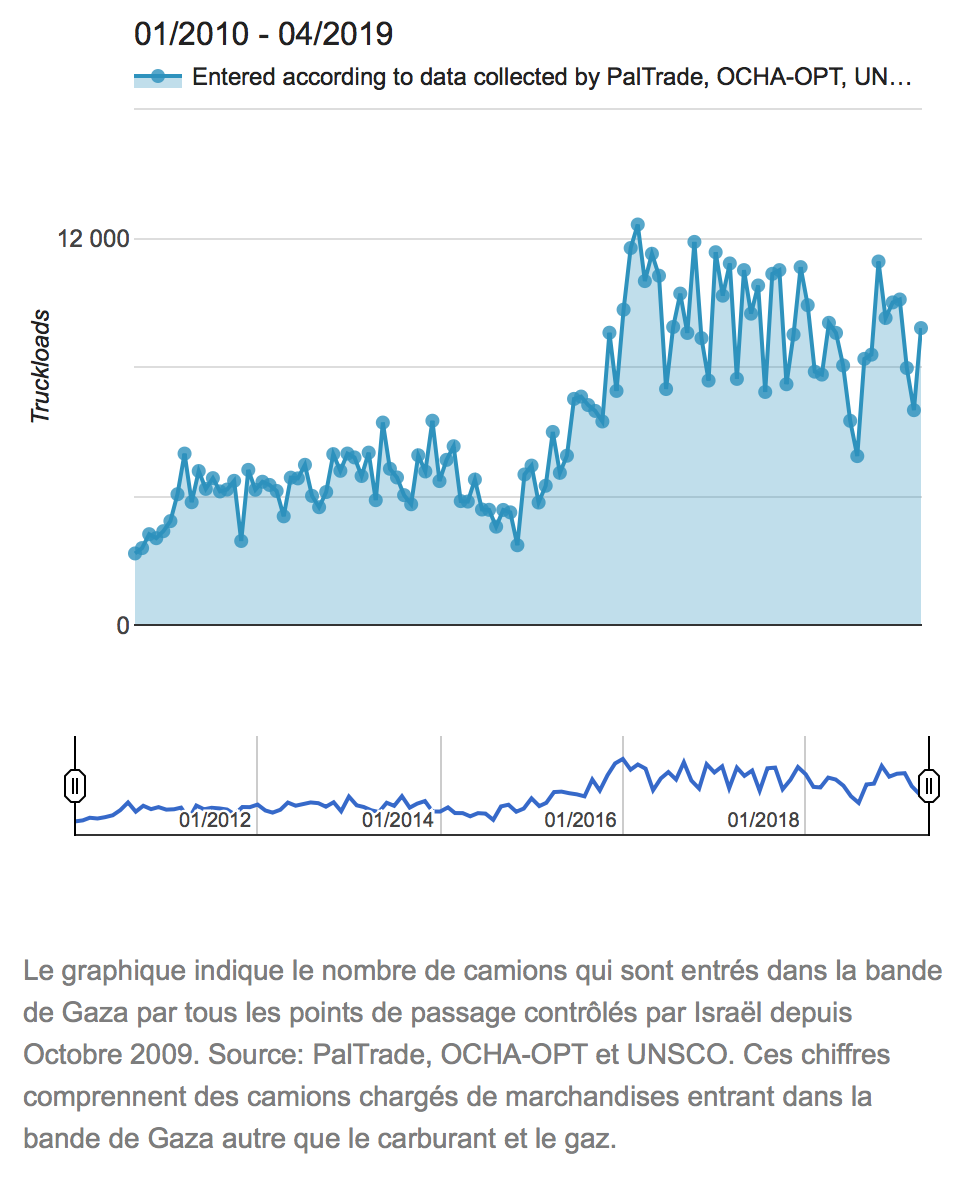
Graphique indiquant le nombre de camions de marchandises entrés mensuellement dans la bande de Gaza par tous les points de passage contrôlés par Israël, entre octobre 2009 et avril 2019. Sources : PalTrade, OCHA-OPT et UNSCO.

Avi Issacharoff, un expert israélien du Moyen-Orient, estime que « les implications financières pour Gaza et les finances du Hamas ont été immédiates et la situation ne s'est pas améliorée depuis ». Un résident de Gaza lui a déclaré que « Depuis six ans, nous avons grandi habitués à acheter de tout et pas cher, l'essence valait seulement trois shekels le litre [0,60 euro], les cigarettes coûtaient dix et le lait a été vendu pour quatre shekels. Maintenant, ce n'est pas que nous manquons de quoi que ce soit, les camions entrent continuellement dans la bande de Gaza via Kerem Shalom, mais les prix ont plus que doublé ». Plus de 430 camions chargés de marchandises diverses en provenance d’Israël transitent vers Gaza par ce point de passage. À part les taxes sur les cigarettes, les voitures et toutes sortes d'autres marchandises, un demi-million de litres de carburant ont transité quotidiennement à travers les tunnels, chaque litre rapportant 1,50 shekel au Hamas. Parallèlement, l’Égypte a interrompu les transferts de carburant financé par le Qatar et ferme fréquemment le passage de Rafah en raison d'attaques contre les forces de sécurité égyptiennes dans le Sinaï. Les autorités égyptiennes se sont rendu compte que des terroristes affiliés à Al-Qaïda ont utilisé les tunnels pour faire transiter des armes et des militants en provenance de la bande de Gaza. Ces restrictions ont forcé la seule centrale électrique de Gaza à réduire sa production, d'où des coupures de courant pouvant aller jusqu’à 12 heures par jour,.
En novembre 2013, Moussa Abou Marzouk, chef adjoint du bureau politique du Hamas, a accusé l'Autorité palestinienne qui « a augmenté contrairement à ses promesses la taxe qu'elle perçoit sur les carburants à destination de Gaza » d'être responsable du doublement du prix du gazole en provenance d’Israël en remplacement de celui qui provenait d’Égypte, ce qui selon lui a « rendu la facture énergétique de Gaza inabordable pour le gouvernement du Hamas ». Les besoins énergétiques de la bande de Gaza sont de 360 mégawatts. Selon Abou Marzouk, Gaza reçoit actuellement seulement 208 mégawatts, 28 d’Égypte, 120 d'Israël, et 60 de la centrale électrique de Gaza. Il estime cependant que « la solution est proche » promettant que « « l'entité sioniste » allait augmenter son approvisionnement en énergie à Gaza de 100 mégawatts et que de nouvelles pièces de rechange pour la centrale allaient augmenter sa capacité de production de 60 à 100 mégawatts et que les « ententes » avec l'Autorité palestinienne et le Qatar allaient permettre un afflux de gazole pas cher provenant du Qatar dans la bande à travers l’Égypte ». Selon l'agence de presse palestinienne, Ma'an deux solutions ont été proposées par les Qataris : « soit le Qatar finance l'achat par l'Autorité palestinienne du gazole en provenance d'Israël, soit il expédie son propre gazole au port d'Ashdod en Israël afin qu'il soit livré par voie terrestre à Gaza ». Abou Marzouk a déclaré que « le gouvernement islamiste de Gaza prenait l'entière responsabilité de ses citoyens ». Dans le même temps, le Hamas renforce constamment ses moyens militaires dans le cas où ses dirigeants choisiraient la voie de l'escalade avec Israël. Il a mis en place un camp d'entraînement pour sa branche armée à proximité de la frontière nord-ouest de la bande de Gaza, sur les ruines d'une ancienne colonie israélienne démantelée par Israël en 2005,.
Le Bureau de la coordination des affaires humanitaires des Nations unies (Ocha) a « mis en garde contre les conséquences du tarissement du trafic de carburant égyptien par les tunnels de contrebande sous la frontière avec la bande de Gaza » qui est passé d'environ un million de litres par jour en juin 2013 de 10 000 à 20 000 en novembre 2013. Selon l'Ocha, « le secteur le plus touché est celui de l'eau et de l'hygiène ». Selon cette organisation, l'une des principales stations de traitement des eaux de Gaza a cessé de fonctionner le 13 novembre 2013, et plus de 35 000 m3 d'eaux d'égout ont débordé dans les rues d'un quartier de la ville.

### Prospective
En août 2012, l'ONU publie l'étude prospective Gaza in 2020 : A liveable place ?, selon laquelle, sans des efforts « herculéens », la bande de Gaza ne sera pas « vivable » en 2020 :
- Le PNB par habitant en 2015 devrait, selon le FMI, être inférieur à celui de 1994 en dollars constants, avec un taux de chômage supérieur. La cause principale en est le blocus, qui a entraîné, selon le ministère de l'Économie palestinien, un manque à gagner de 1,9 milliard de dollars en 2010. Les restrictions d'importation et d'exportation accroissent l'incertitude ainsi que les coûts de production et de transaction. Elles réduisent la compétitivité des produits gazaouis en Cisjordanie et à l'exportation, rendant l'investissement moins attractif. Plus longtemps durera le blocus, plus il sera difficile pour les entreprises de repartir. Bien que le taux d'insécurité alimentaire puisse se réduire, notamment si les restrictions de zone de pêche sont levées, la croissance de la population entraînera vraisemblablement une augmentation du nombre de personnes ayant besoin d'assistance alimentaire.
- La population gazaouie devrait atteindre 2,1 millions de personnes en 2020 et devrait être urbaine à plus de 95 %. Cette croissance démographique créera des besoins accrus de logements, d'électricité, d'eau et de traitement des eaux usées, ainsi que d'emploi des jeunes, dont le poids relatif dans la population est parmi les plus importants du monde. La demande en électricité en 2020 pourrait s'établir à 550 MW, à comparer avec une capacité en 2012 de 242 MW. L'aquifère côtier, qui est quasiment la seule source d'eau du territoire, pourrait devenir inutilisable dès 2016, du fait d'infiltrations d'eau marine et de pollution par les nitrates, et ce phénomène irréversible en 2020. Des investissements très importants sont nécessaires pour le recyclage des eaux usées.
- Le maintien du niveau de soin actuel de la population entraînerait, d'ici à 2020, 800 lits d'hôpitaux supplémentaires, ainsi que plus de 1 000 médecins et 2 000 infirmières.
- Selon l'ONG Gisha, il manque actuellement 250 écoles à Gaza et l'ONU prévoit que d'ici à 2020, 150 de plus seront nécessaires.

Un ministre gazaoui a réagi à ce rapport en considérant qu'il ne faisait pas assez de cas des progrès entrepris par le Hamas, notamment en matière d'eau ; l'ambassadeur d’Israël à l'ONU, qu'il était biaisé car il ne mentionnait ni la prise du pouvoir violente du Hamas à Gaza, ni les tirs de roquettes sur Israël.
En 2017, après les guerres de 2012 et de 2014 (avec un bilan cumulé de 2 500 Palestiniens et 72 Israéliens tués), Robert Piper, le coordonnateur humanitaire de l’ONU pour les territoires palestiniens occupés, déclare : « La dégradation de la situation s’est accélérée plus vite que prévu (…). Gaza est peut-être d’ores et déjà inhabitable. »